# Magyarországon történt légi közlekedési balesetek listája
A Magyarországon történt légi közlekedési balesetek listája mind a halálos áldozattal járó, mind pedig a kisebb balesetek, meghibásodások miatt történt, gyakran csak az adott légiforgalmi járművet érintő baleseteket is tartalmazza évenkénti bontásban. A listába csak megfelelő forrással ellátott elemek kerülhetnek be, a dátum, a helyszín és az érintett repülőgép, helikopter, egyéb légi jármű típusának, valamint az esetleges sérültek, áldozatok számának feltüntetésével.

## Magyarországon történt légi közlekedési balesetek

### Azonosítatlan repülőgépek, ismeretlen dátumok

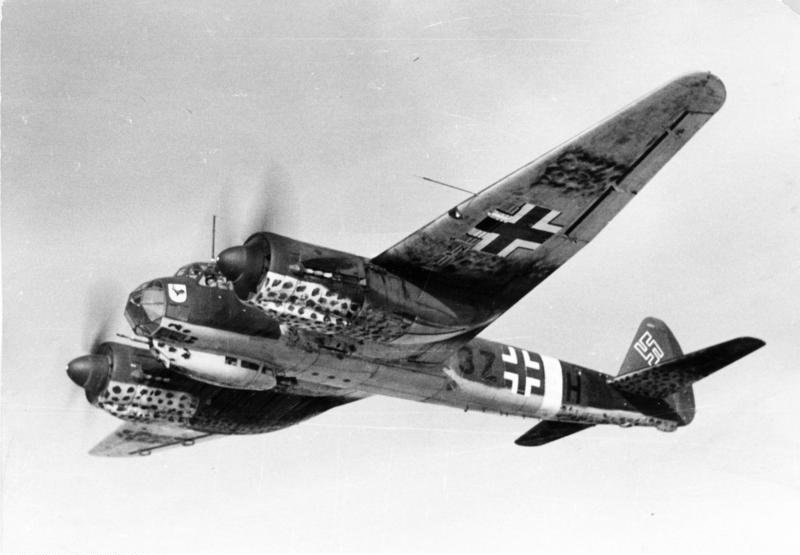
Egy Ju 88-as típusú német Junkers

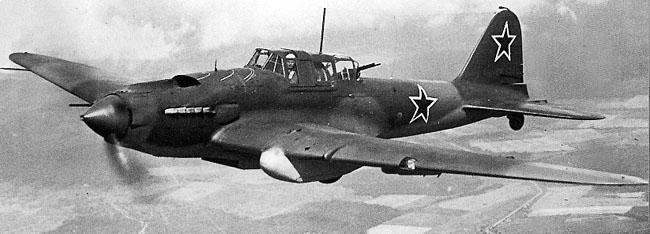
Egy szovjet Il-2-es

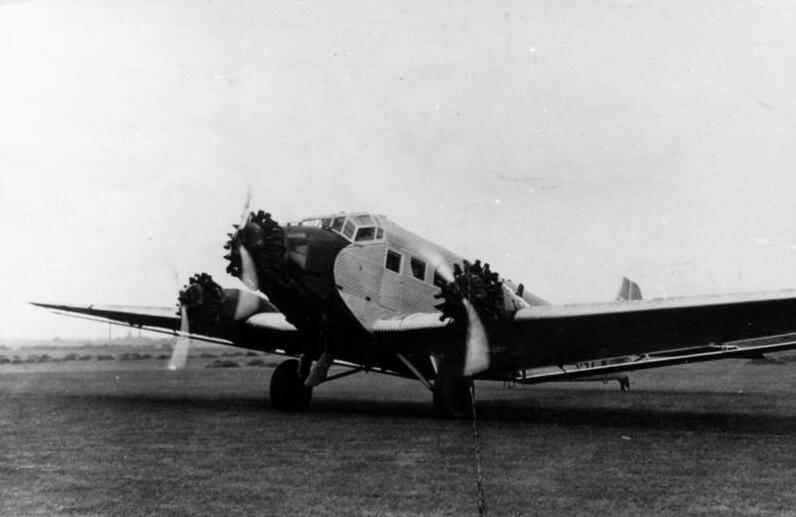
Egy Junkers Ju 52-es

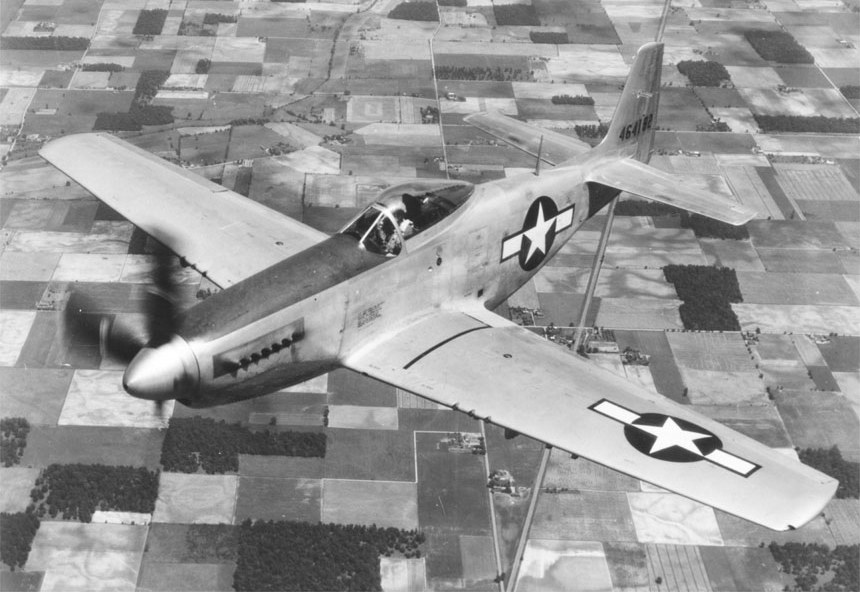
Egy P-51H Mustang

1944 tavasza és 1945 áprilisa között mintegy 30-50 repülőgép, főleg bombázók, vadászgépek, felderítőgépek zuhantak a Balatonba. Ezek közül 20-25 helyszíne ismert volt. 1944 novemberének közepére már 8-10 repülőgépet kiemeltettek a hatóságo, s 1951-ig további 20-27 repülő roncsait távolították el a tóból. 1964 és 2003 közt újabb öt gép roncsa, összesen minimum 33, maximum 42 gép maradványai kerültek elő. A roncsolódás és a roncsdarabok keveredése miatt nem lehet pontosan meghatározni a megtalált repülők számát. Magyarországon a becsült repülőgéproncsok mennyisége 1600 és 2300 közt lehet. Főleg amerikai, szovjet és német, valamint brit és román gépek, ezen kívül a Magyar Királyi Honvéd Légierő repülői vannak, voltak a Balaton medrében. Jelentős részük légi ütközetek következtében, míg mások műszaki meghibásodások, vezetési hibák, vagy kényszerleszállás miatt jutottak hullámsírba. Több kiképzésre használt oktatógép is a tóba zuhant. Balatonföldvárnál egy német Junkers Ju 88-ast, Balatonfürednél egy Szu-3 típusú szovjet csatarepülőgépet, Alsóörsön egy Il–2-es szovjet csatarepülőt emeltek ki. A háborút követően a vízügyi hatóságok sok roncsot kiemeltek, vagy részben eltávolítottak a tóból.
Szeverényi Kálmán repülő hadnagy 1943. október 7-én lelőtt egy La–5-ös, 1944. október 28-án egy Boston, 1944. november 16-án egy Il–2-es típusú repülőgépet.
A Veszprém-Jutas repülőterén állomásozó 5 db SM-75 repülőgépből az 1941. április 12-én lezuhant gépen kívül 1941-ben műszaki okok miatt lezuhant még kettő.
Veszprém-Jutas repülőterén állomásozott a Magyar Királyi 1. honvéd repülőosztály kiképzőosztálya. Ju 86, E-2, Ju 87 és Ca.135 típusú repülőgépekkel folytattak kiképzést. A kiképzések közben 21 oktató és növendék vesztette életét.
1944. június 14-én a Dunántúl északkeleti részén a M. kir. 1. honvéd repülőosztály és a német 8. honi vadászrepülő-hadosztály kötelékei nyolc amerikai kísérő vadászrepülőgépet lőttek le.
1944. június 16-án a M. kir. 1. honvéd repülőosztály gépei újabb amerikai gépeket, négy vadászgépet és egy B–17-es bombázót lőttek le a Balaton délnyugati légterében. Egy magyar pilóta életét vesztette.
A Magyar Veterán Repülők Szövetségének roncskutatói, élükön Tóth Ferenc, a roncskutatók vezetője szerint 1500-1600 repülőgép zuhant le hazánk területén a második világháborúban, 70-80 százalékuk a Dunántúlon.
1971-ben egy szovjet Il–2 Sturmovik típusú csatarepülőt emeltek ki a Balaton vizéből. Vindornyafokon egy amerikai B–17-es bombázó, Sárváron egy magyar Messerschmitt 210-es, Tökölön egy német Junkers 52-es zuhant le.
2003 februárjában emeltek ki egy Il-2 Sturmovik csatarepülőt a Balatonból. 2003 júniusában egy Messerschmitt Bf 109 G típusú repülőt a Kereki közelében fekvő mocsárból, a Balatonnál. 2005-ben megtalálták, hogy hová zuhant le Richard K. Malloy főhadnagy repülőgépével.
2013 szeptemberében egy szovjet Iljusin Il–2-es Sturmovik csatarepülőgép roncsai kerültek elő két fős személyzete földi maradványaival együtt Seregélyes határában, Pálinkaházpusztán. Egyikük Lev Konsztantinovics Vorobijev alhadnagy volt. A fedélzeti lövész ejtőernyővel menekült a zuhanó gépből, és túlélte. A szovjet gép 1945. március 14-én, vagy 16-án kapott légvédelmi tüzérségi találatot. Lezuhant a falu közelében egy amerikai P–51 Mustang és egy német oktatógép is. Valamint a környéken egy német vadászgép és Zichyújfalunál egy brit repülőgép. Magyarország felett főleg a 15. USSAF 325. vadászrepülő-osztályának Mustang gépei teljesítettek szolgálatot.
Kiskunmajsán egy amerikai B-17 bombázógép hajtott végre kényszerleszállást.
A Somogy vármegyében fekvő Gyótapuszta határában a második világháború során lezuhant egy repülőgép, 1953 szeptemberében gyűjtötték össze a roncsait.
1944. április 13-án magyar vadászgépek négy amerikai vadászbombázót lőttek le, két P–38-ast és két P–47-est. A magyar légvédelmi tüzérség, a magyar és a német vadászrepülők 27 négymotorost és 4 vadászgépet lőttek le.
A nyolcvanas években Kaposújlakon egy vitorlázó repülőgép az őt felvontató PZL–101-es fölé került, majd előrebukott, és mindkét gép lezuhant.
Gyöngyös, Pipis-hegyen lezuhant a HA-SET lajstromjelű PZL–104 Wilga típusú repülőgép.

### 1910
- 1910. június 10., Budapest, Rákos-mező. A Magyar Aero Club pénzdíjas versenyének ötödik napján a francia Alfred André Frey kis magasságból a nézők közelébe zuhant. A pilótának nem esett baja, de tizenegy néző megsérült. A gép teljesen összetört.[16]
- 1910. június 18., Budapest. Lezuhant egy Székely vezetéknevű pilóta repülőgépével a repülőversenyen. A pilóta nem sérült meg, gépe összetört.
- 1910. június 18., Budapest. Lezuhant egy Pischof vezetéknevű pilóta pár méter magasból. A gép alsó vázrésze megsérült. A pilóta sérülések nélkül megúszta a balesetet.
- 1910. június 18., Budapest. Lezuhant Vinzier Antoinet monoplánja. A pilóta időben kiugrott, és túlélte a zuhanást.[17]

### 1912
- 1912. október 13., Budapest, Rákos-mező. Leszakadtak a repülőgép szárnyai, és lezuhant a 24 éves Takács Sándor repülőgépe. Ő volt az első halott a magyar repülés történetében.[18]

### 1918
- 1918. november 29., Albertfalva. Ambrus Ferenc tizedes és Szlávik Dezső hadnagy, pilóta UFAG C-1-es típusú gépével gyárkéménynek ütközött, mindketten életüket vesztették.[19]

### 1938
- 1938. augusztus 21. Lezuhant egy vitorlázó sportrepülőgép. Hargittay Andor, a gép pilótája súlyos fejsérüléseket szenvedett.[20]

### 1939

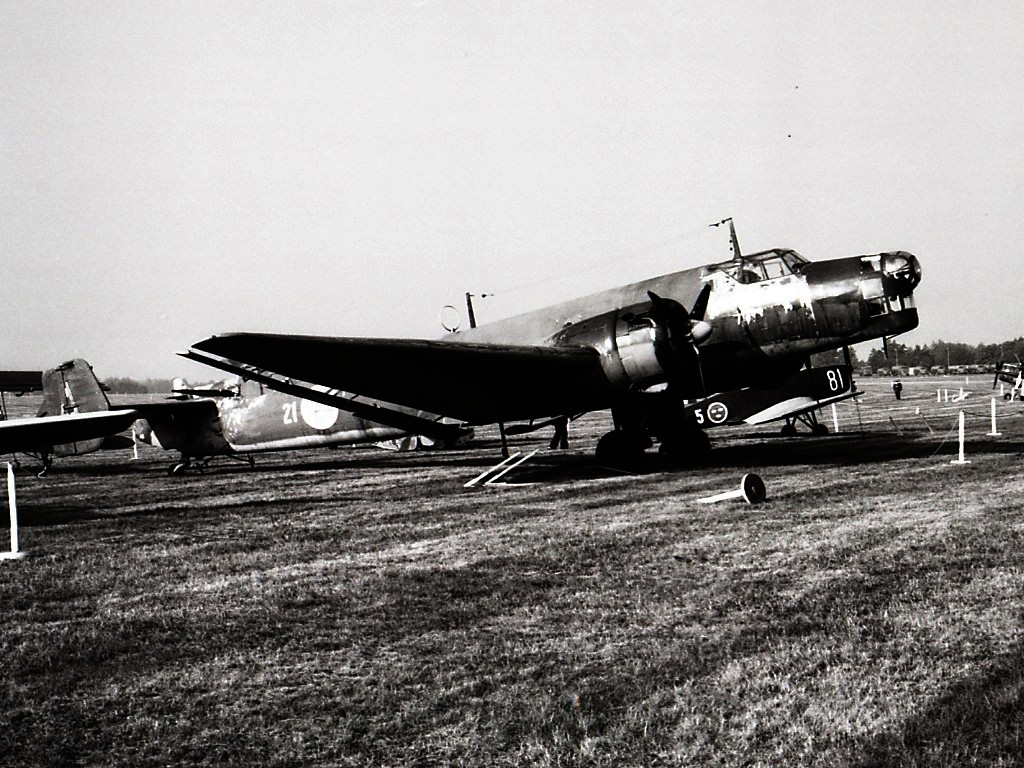
Junkers Ju 86 B

- 1939. február 2., Jászberény. Lezuhant a veszprémi 3/3. „Sárga Vihar” bombázórepülő-század egyik Junkers Ju-86-os típusú repülőgépe. Buzdor őrmester pilóta és egy fedélzeti lövész repülőshalált halt.[4]
- 1939. augusztus 7., Veszprém, Jutas-puszta. A B-341 jelű Junkers Ju-86-os típusú gép egy kidobáskor fennakadt bombától felrobbant. A személyzet öt tagja repülőshalált halt, egy fő ejtőernyővel sikeresen kiugrott.
- 1939. augusztus 7., Börgönd. Egy B-345 jelű Junkers Ju-86-os típusú gép egy fennakadt bomba kiszerelésekor felrobbant. Többen életüket vesztették.[4]

### 1940

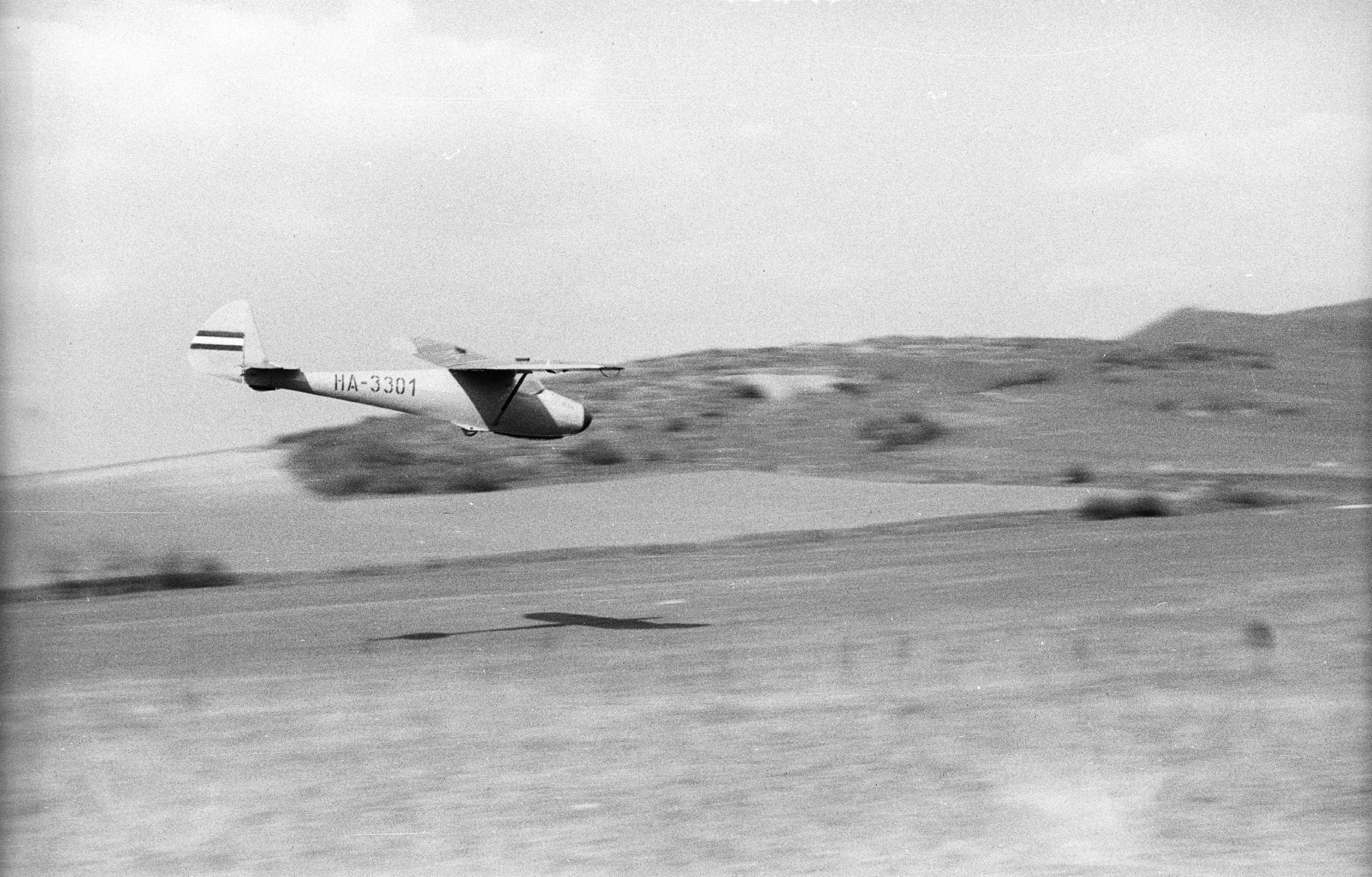
Rubik B-2 Pilis vitorlázó repülőgép

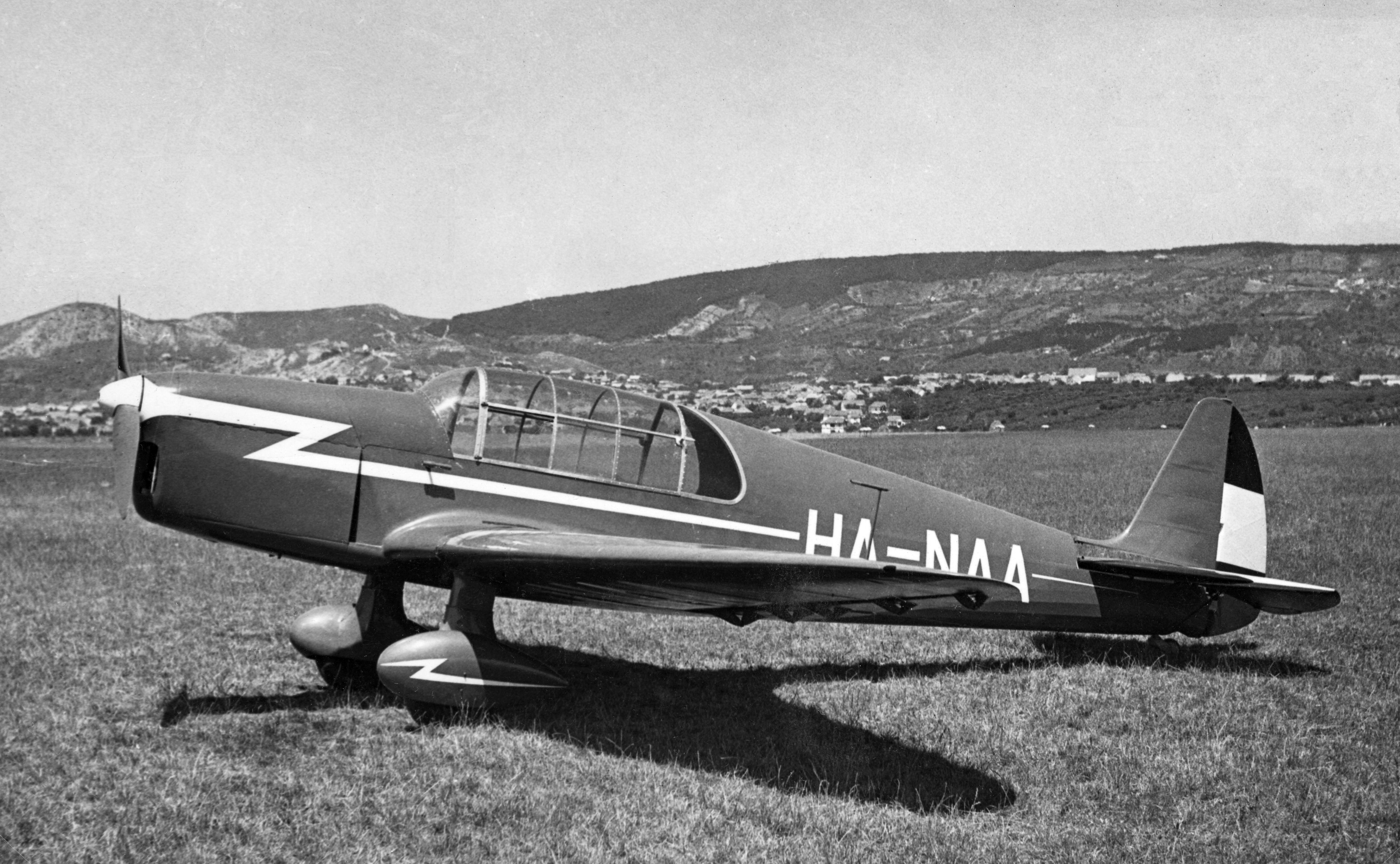
Rubik M-19 túrarepülőgép

- 1940. április 9., Tiszakécske, akkor Újkécske. Arany Mihály főhadnagy, Pataky József szakaszvezető, Fodor Vilmos tizedes, Arany Miklós tizedes He 70 F-403 típusú gépe a rossz időjárási viszonyok miatt lezuhant.[19]
- 1940. május 14., Szentes. Egy Pilis típusú repülőgép zuhant le. Pilótája, a 31 éves Csuray Ernő életét vesztette.[21]
- 1940. július 20. Csepel. Dés Mihály hadnagy kényszerleszállást hajtott végre egy Junkers Ju-86-os típusú géppel, de az nem sikerült. A pilóta életét vesztette.[19]

### 1941

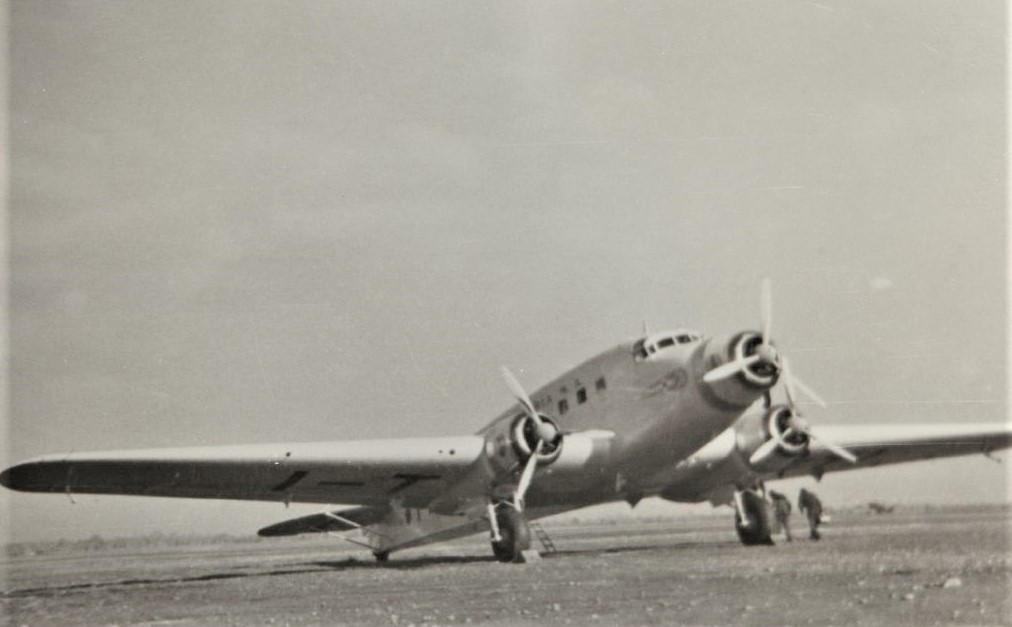
Savoia-Marchetti SM.75 Marsupiale

- 1941. április 12. 17:00 után Veszprém, Jutas puszta. Mintegy 60 méteres magasságból lezuhant a magyar, E-101 jelű hárommotoros Savoia-Marchetti SM.75 típusú szállítórepülőgép. Huszonhárom katona életét vesztette.[4][22]
- 1941. december 8., Tatabánya. Kőbányának repült egy német Ju 52/3-as teherszállító gép. Hatfős személyzete életét vesztette. Földi maradványaikat Tatabánya Hattelek nevű temetőjébe temették.[23]

### 1942

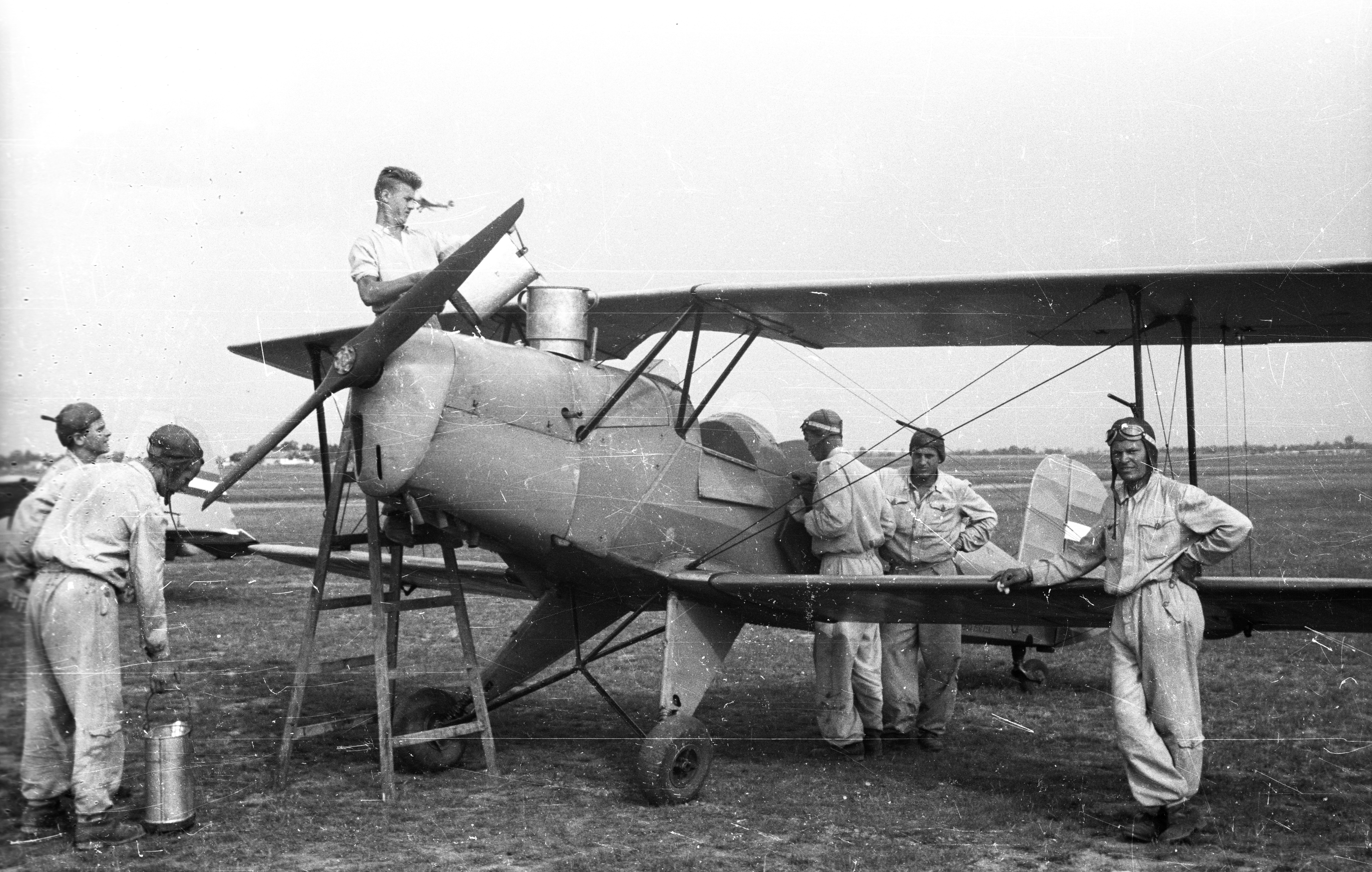
Egy Bücker Bü 131-es Szentesen

- 1942. április 21., Tököl. Lezuhant egy WM–23 típusú repülőgép, mivel a teljes sebességű repülésénél a jobb csűrőkormány robbanásszerűen leszakadt. Boskovits Sándor százados, az RKI berepülőpilótája ejtőernyővel kiugrott, és szerencsésen földet ért.[24][25]
- 1942. június 15., Szentes. Egy Bücker Bü 131 Jungmann típusú repülőgép lezuhant. Nagypál Gyula, a gép pilótája életét vesztette.[21]
- 1942. június 25., Duna. Egy Bücker Bü 131 típusú repülőgép a Dunába zuhant. Tasnádi László és ifj. gróf Károlyi Gyula életét vesztette.[21]
- 1942. szeptember 3., Érd, Duna. Lezuhant ifjabb gróf Károlyi Gyula és Tasnádi Nagy László karpaszományos tizedes.[26]
- 1942. november 3., Pápa. Agócs László ejtőernyős honvéd lezuhant, agyrázkódást szenvedett, majd életét vesztette.[19]

### 1943
- 1943. április 22. Vértestolna közelében, a Vértes hegyoldalán. Egy német Ju–52/3-as futárgép, amely Belgrádból Bécsbe tartott, jegesedés miatt lezuhant. 4 fő életét vesztette, egy fő, dr. Stowaltzek Herman tartalékos repülőtiszt, túlélte a balesetet.[23]
- 1943. október 30., Szentes. Egy M19 repülőgép lezuhant a felszállást követően. Tóth Jenő, a MAeSz vitorlázó repülő osztályának műszaki vezetője és Szulinszky Sándor a MOVE – éppen Szentesen dolgozó segédoktatója életét vesztette.[21]

### 1944

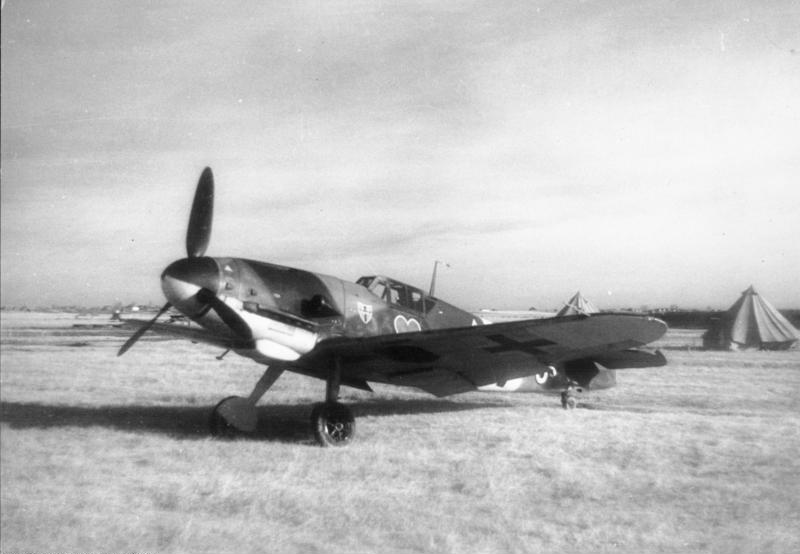
Egy Messerschmitt Bf-109-es

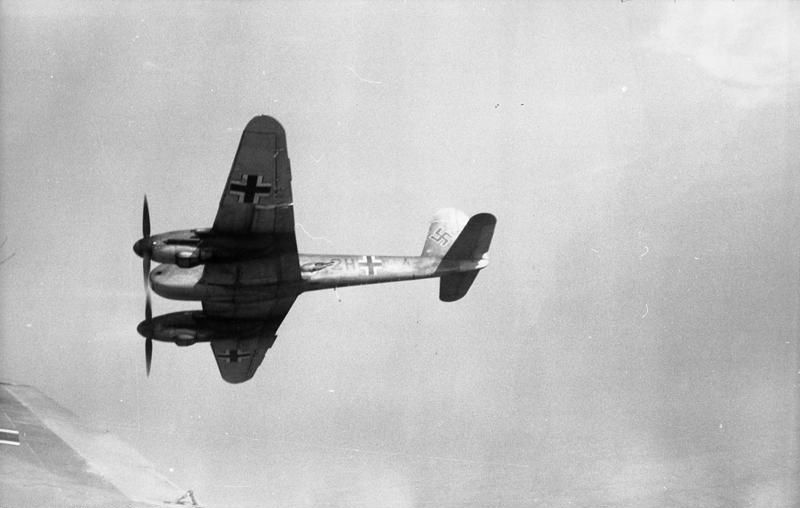
Egy Messerschmitt Me-210-es

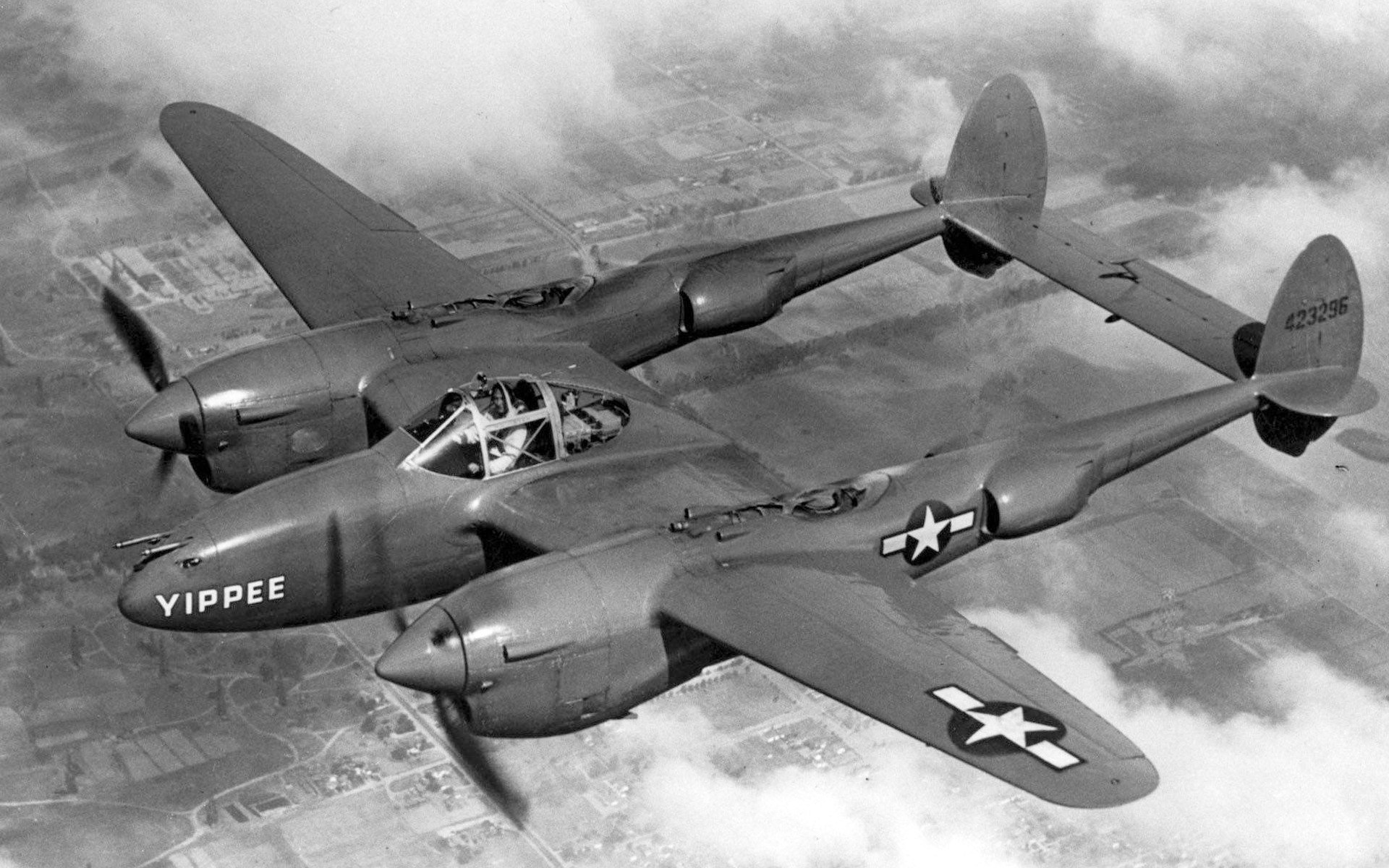
Egy Lockheed P-38 Lightning

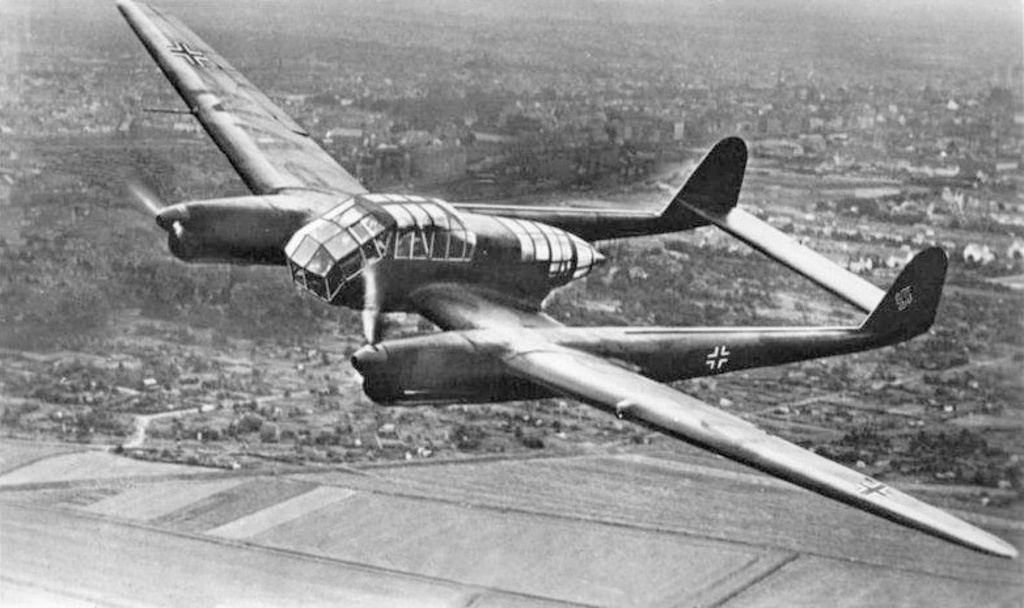
Egy Focke Wulf Fw189-es

#### Március
- 1944. március 19., Pilis-hegység. Három német Messerschmitt Bf 109-es vadászgép összeütközött és lezuhant a rossz látási viszonyok miatt. Mindhárom gép pilótája életét vesztette.[5]

#### Április
- 1944. április 4., Balaton, Gyenesdiásnál. Az LN 858 jelzésű brit kétmotoros Wellington X. típusú éjszakai bombázó repülőgép légvédelmi találatot kapott, majd a Balatonba zuhant. Ez volt az első repülő a magyarországi légi háború során, ami a tóba zuhant.[1][2]
- 1944. április 13., Pécel. Az 5/1. éjszakai vadászrepülő század egyik Messerschmitt Me 210-es gyorsbombázó gépe találatot kapott és lezuhant, fedélzetén a 25 éves Altoray Henrik főhadnaggyal, míg lövésze, Tóth Ferenc őrmester kiugrott a gépből, és túlélte a balesetet. Az 5/1. éjszakai vadászrepülő század aznap felszállt 10 gépéből 4 lezuhant, kettő kényszerleszállást hajtott végre, hét fő hajózója hősi halált halt.[27]
- 1944. április 13. 12:38, Ferihegytől keletre. Irinyi Pál főhadnagy lelőtt egy amerikai B–24-es bombázót.[13]
- 1944. április 23., Balaton, Balatonfenyves. Egy német kétmotoros repülőgép zuhant a tóba.[1]

#### Május
- 1944. május 29., Balaton, Balatonvilágos. Egy Heinkel 111 típusú repülőgép vízbe zuhant.[1]

#### Június
- 1944. június 2., Debrecen-Pallag. Ismeretlen okok miatt kigyulladt és a földre zuhant egy amerikai Liberator bombázógép. Az amerikaiak egyetlen gépe volt, amely a városban lezuhant a június másodikai bombázás során.[28]
- 1944. június 14., Pusztavám. Molnár László főhadnagy lelőtt egy P-38 típusú repülőgépet.[29]
- 1944. június 16., Szántód. Egy P-38 Lightning vadászrepülőgép zuhant le a nádasba. A gép pilótája, Robert Carperter túlélte, de elfogták.[1]
- 1944. június 16., Kereki. A 101. „PUMA” vadász-repülőezred Messerschmitt Bf 109 Gustav típusú vadászgépe, Pászty István repülő hadnagy pilótával együtt lezuhant Kereki településnél.

Ezen napon a légi harcok közben hunyt el: Kőhalmy János főhadnagy pilóta, Szittár Gyula szakaszvezető pilóta, Boda György szakaszvezető pilóta, Bognár József főhadnagy pilóta. Mindannyian a 101. „PUMA” vadász-repülőezred Messerschmitt–109G típusú vadászgépeit vezették.
- 1944. június 16., Kapoly. Debrődy György hadnagy lelőtt egy P-38 típusú repülőgépet.[29]
- 1944. június 16., Felsőireg. Tóth Lajos hadnagy lelőtt egy P-47 típusú repülőgépet.[29]
- 1944. június 26. 09:00 után, Pápa és környéke. A magyar 101. Vadászrepülő Osztály Messerschmidt Me–109G6 típusú vadászgépei lelőttek 3 darab B–24 Liberator-t, két darab P–51-es és egy darab P–38-as típusú repülőgépet. A magyar veszteség ugyanakkor 3 darab Me–109G6 volt.[23]
- 1944. június 27., Márianosztra. Szentgyörgyi Dezső zászlós lelőtt egy P-51 típusú repülőgépet.[29]
- 1944. június 27., Szentendre. Tóth Lajos hadnagy lelőtt egy B-17 típusú repülőgépet.[29]
- 1944. június 30., Nemesvita. Egy amerikai 460. Bomber Group B-24H Liberator bombázó lezuhant. Ketten meghaltak, hatan túlélték a személyzet tagjai közül, Martin F. Troy törzsőrmester eltűnt. Később földi maradványait megtalálták.[11]
- 1944. június 30., Veszprém. Fábián István tj. őrmester lelőtt egy B-24 típusú repülőgépet.[29]

#### Július
- 1944. július 2., Enying. Dániel László hadnagy lelőtt egy P-38 típusú repülőgépet.[29]
- 1944. július 2., Pilisvörösvár. Debrődy György hadnagy lelőtt egy P-51 típusú repülőgépet.[29]
- 1944. július 2., Fajsz, a Duna 1504-es folyamkilométerénél. Egy német Junkers 52 típusú aknarobbantó repülőgép a Dunába zuhant. Pilótája, Fritz Aust meghalt, maradványait Fajsz temetőjében temették el.[31]
- 1944. július 2., Budapest légtere. Légvédelmi tüzérségi tűz miatt találatot kapott és lezuhant egy amerikai B-17-es bombázó.[32]
- 1944. július 2. 10:45, Budapestw2–Vecsés környéke. Az Amerikai Légierő 376. Bombázó Csoportjának 43-as jelzésű, 42-51151 gyári számú B-24H Liberator típusú bombázóját találat érte egy 88 mm-es légvédelmi ágyúból. A gép ezt követően lezuhant. Earl M. Kesler hadnagy, másodpilóta, Frank O. Rutherford hadnagy, pilóta, Harry Chernik bombázótiszt sikeresen kiugrottak a gépből, majd ezt követően hadifogságba estek.[33][34]
- 1944. július 7., Magyargencs. Molnár László főhadnagy lelőtt egy B-24 típusú repülőgépet.[29]
- 1944. július 7., Megyeres. Debrődy György hadnagy lelőtt egy B-17 típusú repülőgépet.[29]
- 1944. július 14., Pusztavám. Dániel László hadnagy lelőtt egy P-38 típusú repülőgépet.[29]
- 1944. július 16., Etyek. Szentgyörgyi Dezső zászlós lelőtt egy B-24 típusú repülőgépet.[29]
- 1944. július 26., Sopronkövesd. Kényszerleszállás közben lezuhant az amerikai 15. AAF 465. BG. B–24H típusú gépe. A gép két pilótája életét vesztette, további hét fő korábban sikeresen kiugrott a gépből.[23]
- 1944. július 27., Csákvár. Molnár László főhadnagy lelőtt egy B-24 típusú repülőgépet.[29]
- 1944. július 27., Mór. Debrődy György hadnagy lelőtt egy B-24 típusú repülőgépet.[29]
- 1944. július 27., Oroszlány. Szentgyörgyi Dezső zászlós lelőtt egy B-24 típusú repülőgépet.[29]
- 1944. július 30., Nádasdladány. Molnár László főhadnagy lelőtt egy B-24 típusú repülőgépet.[29]
- 1944. július 30., Nádasdladány. Dániel László hadnagy lelőtt egy B-24-est.[29]
- 1944. július 30., Tököl. Frank Wodzinski főhadnagy, az amerikai 15. Légihadsereg 485. Bombázó csoportjának pilótája kötelékével a Dunai Repülőgépgyárat támadta. Légvédelmi fegyverekkel mértek rájuk csapást a szárazföldi erők. A gép találatot kapott, majd belezuhant a Dunába, amit egy fő élt túl.[35][36]
- 1944. július 30., Makád és Kulcs közt, a Dunában. Lelőtt a magyar légvédelem egy B–17-es repülőgépet. A gép a folyóba zuhant, roncsait 2018. október 25-én találták meg, majd ki is emelték.[37]

#### Augusztus

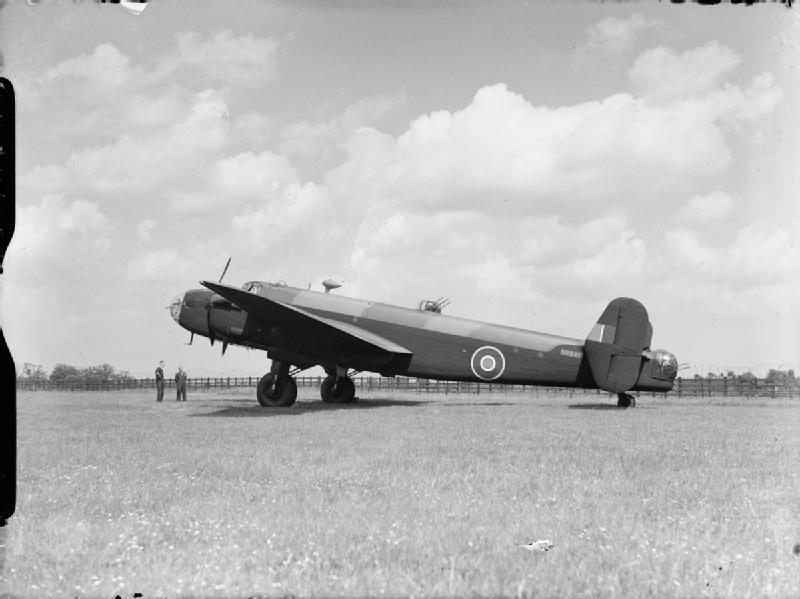
Handley Page Halifax B Mark II. 1/A

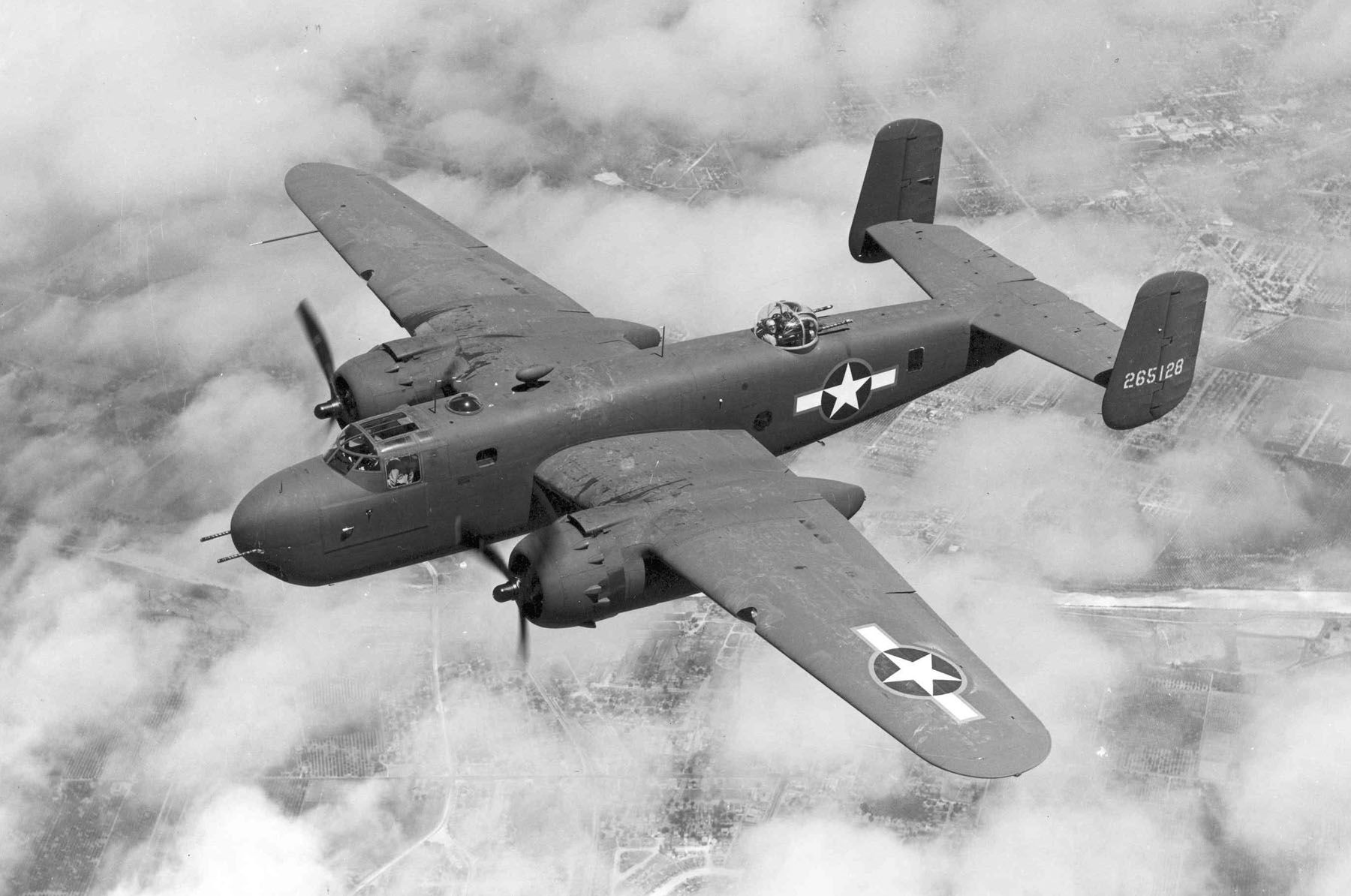
Egy amerikai felségjelű B-25 Mitchell

- 1944. augusztus 1., Szentes. Egy brit Handley Page Halifax típusú repülőgép Szolnoknál megsérült, majd Szentesnél légvédelmi ágyútól találatot kapott, és lezuhant a Tisza és a korabeli huszárlaktanya közt.[21]
- 1944. augusztus, Balaton. Egy német Focke Wulf 189-es kéttörzsű felderítőgép kényszerleszállást hajtott végre a Balaton közepén, valószínűleg műszaki hiba miatt. A gép háromfős személyzete vélhetően megfulladt.[6]
- 1944. augusztus 7., Káld. Légicsata során lelőtték Vitéz Molnár László repülő hadnagy gépét. A pilóta katapultált, de a földet érés során életét vesztette.[23]
- 1944. augusztus 9., Akasztó. Egy szovjet felségjelű B-25-ös repülőgépet német találat ért a település térségében. A gépet a 6. Éjszakai Vadászrepülő Ezred 8. századának pilótája Eckart Ulmer törzsőrmester lőtte le.[38] A gépen öt fő tartózkodott; a gép parancsnoka, Armen Artemovics Karakazov gárdaszázados volt. A repülőgép Akasztón egy családi ház udvarába zuhant. A gépen tartózkodókon kívül a kiömlő és begyulladt üzemanyag miatt egy 21 éves férfi is életét vesztette.[forrás?]
- 1944. augusztus 10. 00:15, Nagymányok.[39] Egy szovjet felségjelű B-25 Mitchell típusú repülőgépet német találat ért. A repülőn hat szovjet katona a földet éréskor életét vesztette.[forrás?]
- 1944. augusztus 22., Csönge. Dániel László hadnagy lelőtt egy B-24 típusú repülőgépet.[29]
- 1944. augusztus 22., Zalaerdőd. Szentgyörgyi Dezső zászlós lelőtt egy B-24 típusú repülőgépet.[29]
- 1944. augusztus 22., Szombathely. Szentgyörgyi Dezső zászlós lelőtt egy B-24 típusú repülőgépet.[29]
- 1944. augusztus 22. 23:00 körül, Jászszentandrás. Az olaszországi Foggia közelében fekvő, Tortorella repülőteréről felszállt RAF 205. BG, 231. Wing kötelékébe tartozó Wellington Mk X típusú 'LF-' azonosító kódú bombázógép találatot kapott, kigyulladt, és lezuhant. Ötfős személyzete életét vesztette, sírjuk a solymárí brit katonai temetőben található.[40]
- 1944. augusztus 23. A Szent-György-hegyről egy német gépágyús alegység lelőtt egy román Messerschmitt (Bf) Me-109-est. Szigliget közelében zuhant a tóba.[2]
- 1944. augusztus 26., Bácsbokod. Lelőtték és lezuhant a Royal Air Force (RAF) 205. Bomber Group 334. Wing 1586. Flight Handley Page Halifax B/GR Mark II series 1/A. típusú, JD-362 lajstromjelű gépe.[41]
- 1944. augusztus 26. 22:00, Baja. A német Wilhelm Johnen százados lelőtt egy Halifax típusú repülőgépet.[42]

#### Szeptember

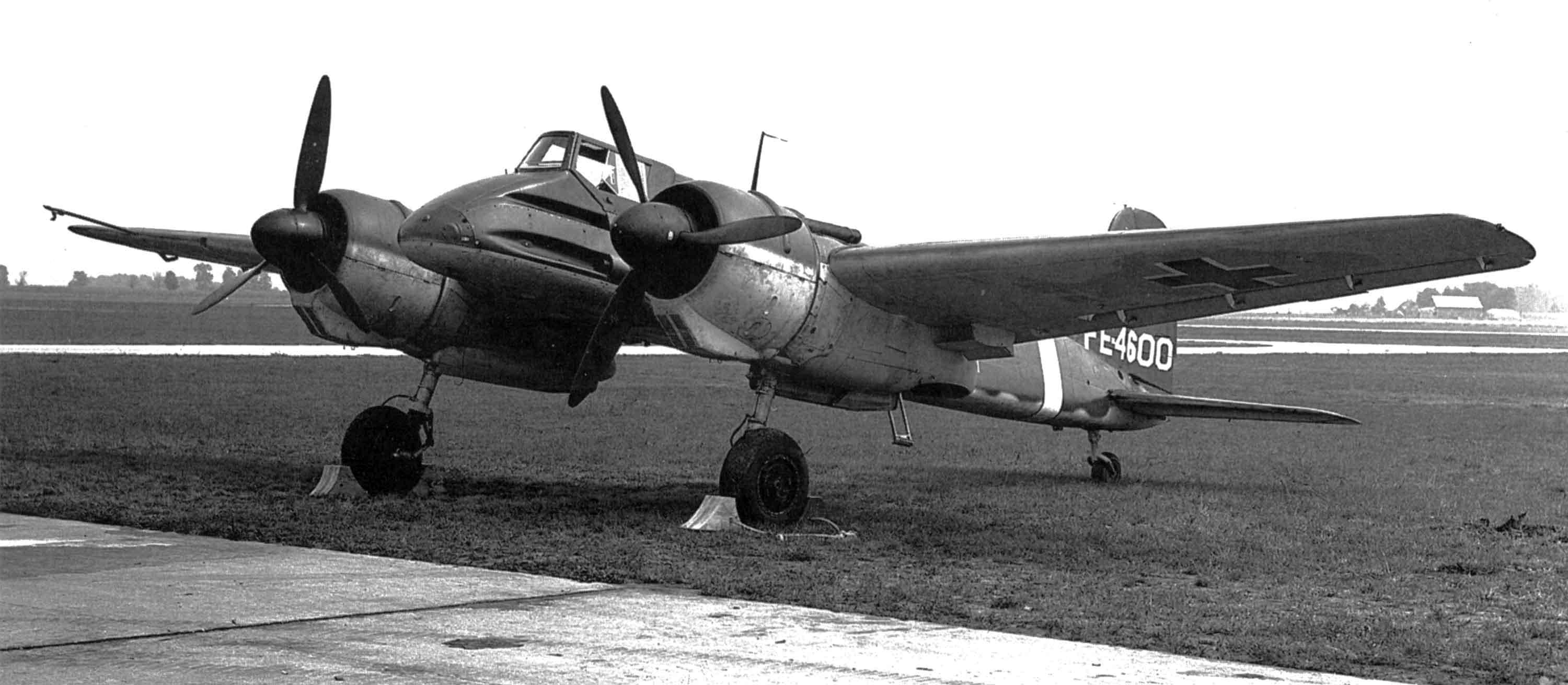
Henschel Hs 129B

- 1944. szeptember 10. 23:38, Szeged. A német Wilhelm Johnen százados gépével lelőtt egy Halifax típusú repülőgépet.[42]
- 1944. szeptember 13., Jászkisér. Szentgyörgyi Dezső zászlós lelőtt egy Jak-9 típusú repülőgépet.[29]
- 1944. szeptember 13. 21:15, Madaras. Az Újvidéken állomásozó német éjszakai vadászszázad századosa, Wilhelm „Wim” Johnen Messerschmitt Me 110G-4 típusú repülőgépével lelőtt egy lengyeleket szállító brit B-24 Liberátor szállítógép, amely a levegőben felrobbant, és 2-3 kilométeres területen szétszóródott a falu határában. Hét lengyel állampolgár vesztette életét, akiket később a helyszínen temettek el, majd 1946-ban exhumálták, és a solymári brit központi katonai temetőben helyezték örök nyugalomra őket.[43]
- 1944. szeptember 21., délután egy óra körül, Lőkösháza. Egy megsérült német Henschel Hs 129 B2/R2 repülőgép kényszerleszállást hajtott végre. a 20 éves német pilóta könnyebb sérüléseket szenvedett.[44]

#### Október
- 1944. október 2, Balatonlelle. Csernyi Miklós egy Messerschmitt Bf 109-es típusú repülőgéppel az Irmapusztai halastóba zuhant. A pilóta túlélte a zuhanást.[1]
- 1944. október 11./14., Veszprém, jutas-pusztai repülőtér közelében. Légvédelmi tűzbe került, és lezuhant egy amerikai P-38 "Lightning" vadászgép. Pilótája, a 27 éves Leo Alston repülő főhadnagy ejtőernyővel sikeres kiugrott, ám súlyos sérüléseket szenvedett, és november 28-án a veszprémi kórházban meghalt.[4]
- 1944. október 12., Igal. Lelőttek egy amerikai P-51-es repülőgépet.[18]
- 1944. október 12., Bárdudvarnok. A veszprémi 101. Puma repülőosztály pilótái lelőttek egy amerikai B-24 bombázót.[18]
- 1944. október 12., Balaton. Lelőtték és lezuhant egy amerikai P-51-es Mustang repülőgép.[18]
- 1944. október 12., Somogybabod. Lelőtték és lezuhant egy amerikai P-51-es Mustang repülőgép.[18]
- 1944. október közepe, Csopak. Nánási Kálmán hadnagy W-049 számú repülőgépével kényszerleszállást hajtott végre.[1]
- 1944. október 20., Mezőtúr. Máthé László főhadnagy lelőtt egy La-5 típusú repülőgépet.[29]

#### November
- 1944. november 11., Kecskemét légtere. Szeverényi Kálmán repülő hadnagy lelőtt egy Il–2-es repülőgépet.[3]
- 1944. november 13., Tápiószele. Fábián István tj. őrmester lelőtt egy Jak-9 típusú repülőgépet.[29]
- 1944. november 16., Apatin. Szentgyörgyi Dezső zászlós lelőtt egy Il-2 típusú repülőgépet.[29]
- 1944. november 16., Dunántúl. Debrődy György hadnagy lelőtt egy Il-2 típusú repülőgépet.[29]
- 1944. november 19., Balatonkenese, Balaton. Waker hadnagy a 332 Group 4414448 gyári számú P 51 Mustang repülőgépével a tóba zuhant.[1]

#### December

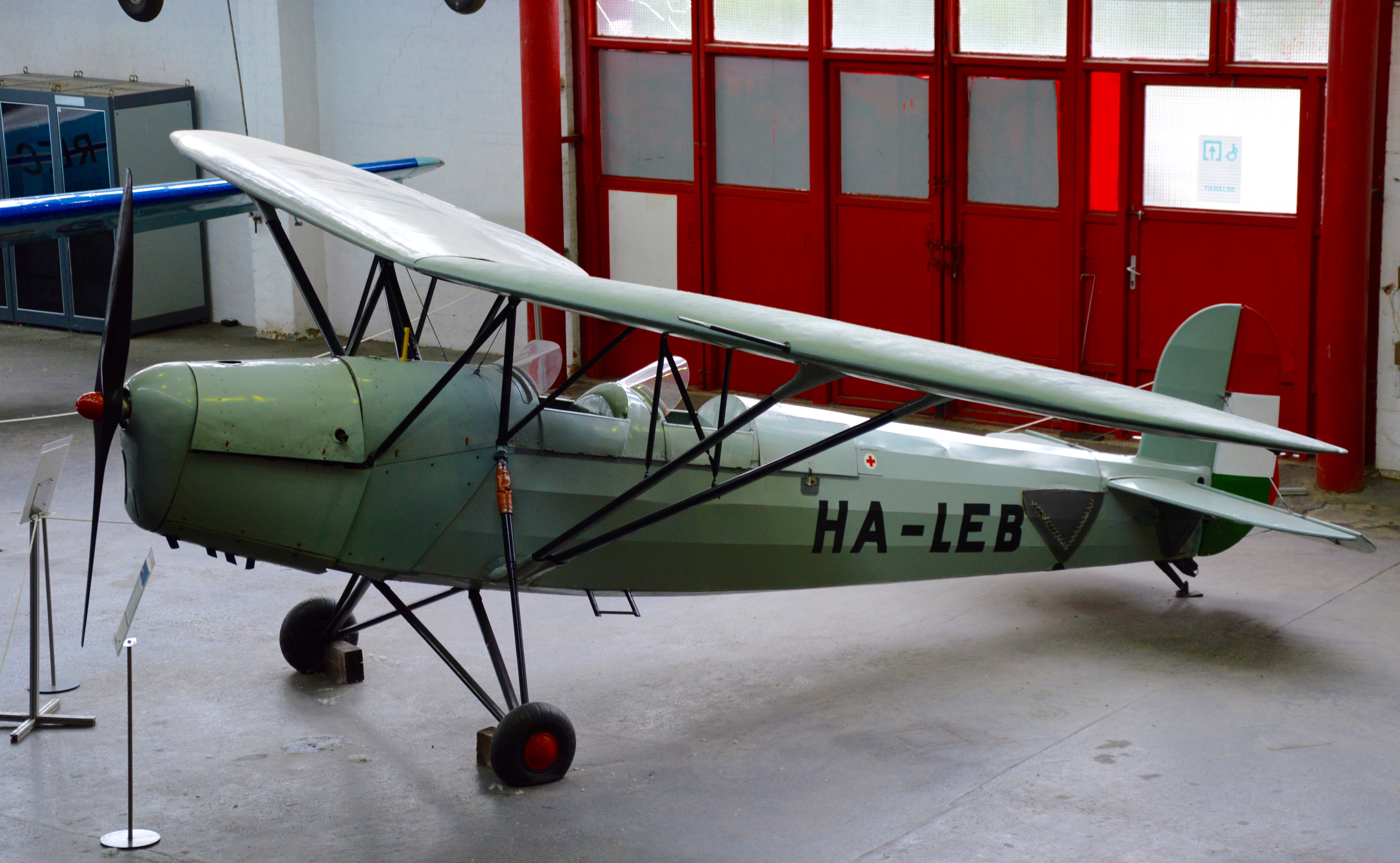
Egy magyar Levente II típusú repülőgép

- 1944. december 5., Balaton, Balatonföldvár. A tóba zuhant egy JU 88 G1. típusú 2Z+BR jelzésű német repülőgép. Pilótája Helmut Buder főhadnagy, radarkezelője Gottfried Jentsch hadnagy, rádiósa Hans Bohler altiszt volt. Roncsait 1996 júliusában emelték ki a tóból.[1][29][45]
- 1944. december 8., Érd. Szentgyörgyi Dezső zászlós lelőtt egy Jak-9 típusú repülőgépet.[29]
- 1944. december 14. Balatonfőkajár. Lelőttek egy szovjet LA-5 típusú vadászgépet.[7]
- 1944. december 20., Polgárdi. Szentgyörgyi Dezső zászlós lelőtt egy Il-2 típusú repülőgépet.[29]
- 1944. december 21., Seregélyes. Fábián István tj. őrmester lelőtt egy La-5 típusú repülőgépet.[29]
- 1944. december 24., Esztergom. Nánási Kálmán hadnagy lelőtt egy La-5 típusú repülőgépet.[29]
- 1944. december 25. A szovjet Ivan Ivanovics Boriszenko százados (73. gárda-vadászrepülő-ezred) lelőtt egy Messerschmitt Bf 109G típusú gépet.
- 1944. december 25. A szovjet Dmitrij Sztyepanovics Kravcsov őrnagy (31. vadászrepülő-ezred) lelőtt egy Focke-Wulf Fw 190F típusú repülőgépet.
- 1944. december 25. A szovjet Mihail Dmitrijevics Cikin hadnagy (31. vadászrepülő-ezred) lelőtt egy Focke-Wulf Fw 190F típusú repülőgépet.
- 1944. december 26. Csolnok. Légvédelmi találatot kapott és lezuhant egy Levente II típusú repülőgép, amely Budapest Vérmezőről szállt fel. Szabolcs Alajos szakaszvezető életét vesztette. Papp Ferdinánd pilóta túlélte a zuhanást, bár megsérült, fogságba esett, ám később megszökött a fogságból.[46]
- 1944. Balaton. Egy német Junkers Ju 88-as repülőt lőttek le a Balaton felett. A gép a tóba zuhant.
- 1944. Kék-hegy, Bakony, Veszprém megye. A német Luftwaffe egyik Messerschmitt típusú vadászgépe a Kék-hegybe csapódott.[47]

### 1945

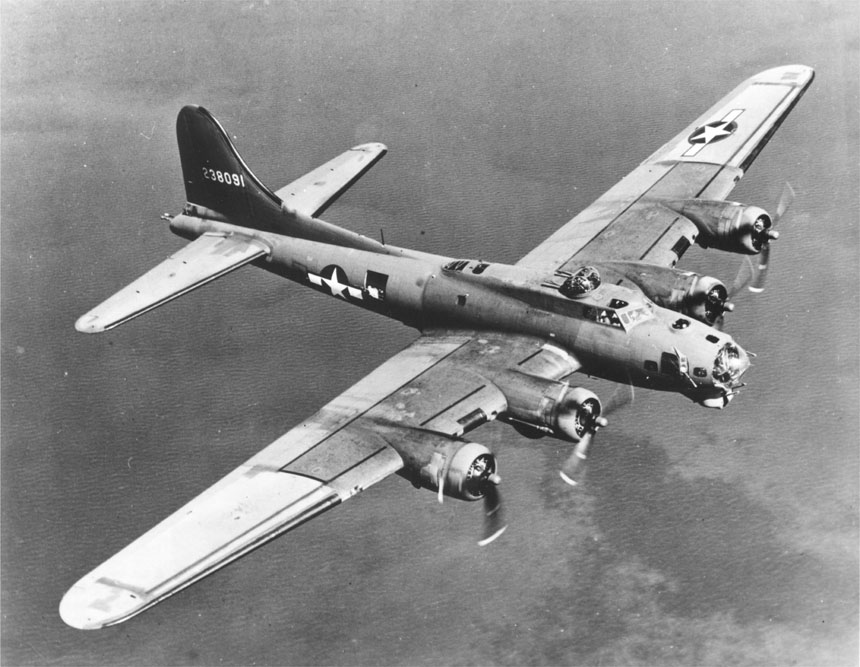
Egy amerikai B-17 bombázó repülőgép

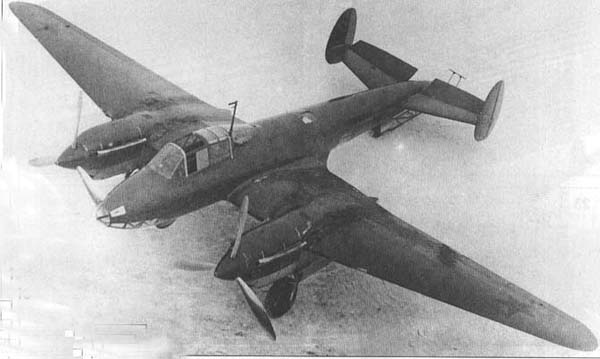
Egy Petlyakov Pe-2 típusú szovjet gép

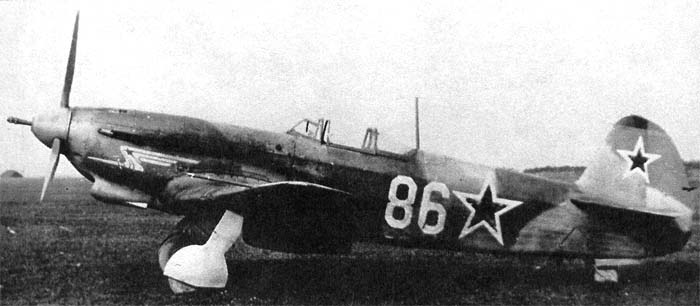
Egy szovjet Jakovlev JAK-9

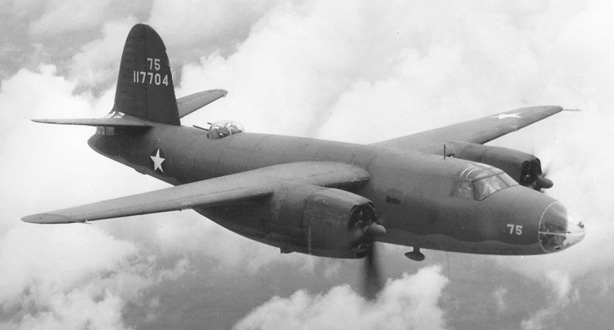
Egy B-26 Marauder bombázógép

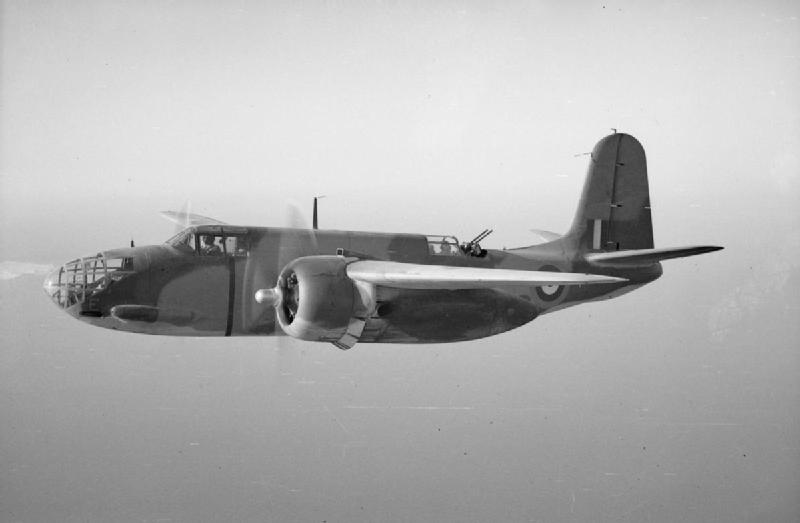
Egy amerikai Boston-III-as bombázó

#### Január
- 1945. január 1., Piliscsév. A szovjet 31. vadászrepülő-ezred parancsnoka, Grigorij Gyenyiszovics Onufrijenko őrnagy lelőtt egy Focke-Wulf 190F-8-as típusú repülőgépet (gyártási száma: 588251). A gép pilótája, a német Günther Leidl őrmester (4./SG 10) kényszerleszállást hajtott végre.
- 1945. január 2., Esztergom térsége. Heinz Ewald hadnagy két szovjet repülőgépet lőtt le.
- 1945. január 2., Esztergom. Nánási Kálmán hadnagy (101/5. vadászszázad) két Il-2/m3 típusú gépet lőtt le.
- 1945. január 2., Esztergom. Murányi Tibor hadnagy (101/4. vadászszázad) egy szovjet Jak-9 típusú vadászrepülőgépet lőtt le.
- 1945. január 2., Piliscsév. Dmitrij Sztyepanovics Kravcov őrnagy repülőgépe találatot kapott és lezuhant.
- 1945. január 3. Heinz Ewald hadnagy három szovjet gépet lőtt le.[48]
- 1945. január 3., Bicske. Nánási Kálmán hadnagy lelőtt egy Jak-9 típusú repülőgépet.[29]
- 1945. január 4. Heinz Ewald hadnagy lelőtt egy szovjet gépet.[48]
- 1945. január 4., Bicske. Szentgyörgyi Dezső zászlós lelőtt egy La-5 típusú repülőgépet.[29]
- 1945. január 6. Székesfehérvár. Lelőttek egy szovjet LA-5 típusú vadászgépet.[7]
- 1945. január 8., Székesfehérvár. Dániel László hadnagy lelőtt egy La-5 típusú repülőgépet.[29]
- 1945. január 8., Szabadbattyán. Szentgyörgyi Dezső zászlós lelőtt egy La-5 típusú repülőgépet.[29]
- 1945. január 14., Esztergom. Mihail Dmitrijevics Cikin hadnagy (31. vadászrepülő-ezred) lelőtt egy Messerschmitt Bf 109-es vadászrepülőgépet.[48]
- 1945. január 16., Pincehely. Fábián István tj. őrmester lelőtt egy Pe-2 típusú repülőgépet.[29]
- 1945. január 16., Sárszentmihály. Fábián István tj. őrmester lelőtt egy Jak-9 típusú repülőgépet.[29]
- 1945. január 16., Esztergomtól délre. Heinz Ewald hadnagy (6./JG 52 vadászszázad) lelőtt egy La GG-5 típusú szovjet repülőgépet.
- 1945. január 16. Ivan Nyikitovics Tabakov főhadnagy (150. gárda-vadászrepülő-ezred) Jak-3-as repülőgépével lelőtt egy Messerschmitt Me 210-est.[49]
- 1945. január 21., Csongrád megye, Kiskunmajsa közelében. Egy amerikai B–17-es bombázó kényszerleszállást hajtott végre. A gépen utazó 10 fő sértetlenül úszta meg az esetet.[50]
- 1945. január 22., Szigetszentmiklós. Nánási Kálmán hadnagy lelőtt egy Il-2 típusú repülőgépet.[29]
- 1945. január 22., Dunántúl. Nánási Kálmán hadnagy lelőtt egy Jak-9 típusú repülőgépet.[29]
- 1945. január 28., Kiskunlacháza. Szentgyörgyi Dezső zászlós lelőtt egy Jak-9 típusú repülőgépet.[29]
- 1945. január 30., Budapest. Szentgyörgyi Dezső zászlós lelőtt egy Jak-9 típusú repülőgépet.[29]

#### Február
- 1945. február 4., Ladánybene. Nánási Kálmán hadnagy lelőtt egy La-5 típusú repülőgépet.[29]
- 1945. február 12., Budapest. Szentgyörgyi Dezső zászlós lelőtt egy Il-2 típusú repülőgépet.[29]
- 1945. február 12. Lelőtték a 17. légihadsereg, 194. vadászrepülő-hadosztály, 530. vadászrepülő-ezred egyik pilótájának, Ivan Andrejevics Voronyin alhadnagynak La-5 típusú repülőgépét.
- 1945. február 14. Esztergom. Sűrű Béla zászlós (101/3. vadászszázad) és Pottondy László százados (101/8. vadászszázad) közös erővel lelőttek egy Douglas A-20G „Boston” típusú bombázót.
- 1945. február 19. Esztergom. Lelőttek egy szovjet Jak-1b típusú repülőgépet. Alekszandr Pavlovics Frolov százados, a gép pilótája túlélte és fogságba esett.[49]
- 1945. február 19. Búcs légtere. Lelőtték a szovjet 179. Gárda Vadászrepülő Ezred La-7-es vadászrepülőgépét.[7]
- 1945. február 19. Lelőtték és lezuhant Horváth György hadnagy Messerschmitt Bf 109-es vadászgépe Búcs (ma Szlovákia) községnél.[7]
- 1945. február 20. Felsőszentiván. Kényszerleszállást hajtott végre egy B-17-es bombázó. A gép személyzete eltűnt.[51]
- 1945. február 21., Tés északkeleti légtér. Szeverényi Kálmán repülő hadnagy lelőtt egy B-17-es bombázót.[3]
- 1945. február 21. Nagy László őrmester lelőtt egy szovjet La-5 típusú repülőgépet.[49]
- 1945. február 22., Tata, Tóvárostól 600 méterre északra. A Velencei-tó környékén folyó légi harc során találatot kapott és kényszerleszállást hajtott végre Messerscmitt Bf–109-es típusú repülőgépével Szeverényi Kálmán pilóta.

#### Március
- 1945. március 1., Sárvár. Máthé László főhadnagy lelőtt egy B-24 típusú repülőgépet.[29]
- 1945. március 8. 14:45, Dömsödtől északkeletre. Lelőttek egy szovjet JAK-9 típusú vadászgépet.
- 1945. március 8., Szabadbattyán, Fövenypuszta. Egy német Messerschmitt Bf-109-es repülő kényszerleszállást hajtott végre.
- 1945. március 8., 16:16, Soponya és Káloz légtere. Lelőttek egy szovjet Il-2-est.
- 1945. március 8., 16:35, Soponya és Káloz közt. Inkey Győző Viktor hadnagy gépét lelőtték.
- 1945. március 8., Sárbogárd. Szentgyörgyi Dezső zászlós lelőtt egy Jak-9 típusú repülőgépet.[29]
- 1945. március 9., 10:22, Gárdony légtere. Lelőttek egy szovjet Lavocskin LA–7 típusú repülőgépet.
- 1945. március 9., 10:25, Csór déli légtere. Lelőttek két szovjet Boston IX. bombázót.
- 1945. március 9., 10:26, Öskü. Málik József hadnagy gépét lelőtték és lezuhant.
- 1945. március 9., 13:15, nagyjából Igal légterében. Egy szovjet JAK–9-es vadászgépet és 13:25-kor egy Boston típusú bombázót lelőttek.
- 1945. március 9., 13:25, Igal és Tab légterében. Egy szovjet JAK–9-es vadászgépet lelőttek.
- 1945. március 9., 14:35, Sárbogárd északnyugati légterében. Egy JAK–9-es vadászgépet lelőttek.
- 1945. március 9., 17:15, Dég és Sárbogárd közt. Lelőtték Szabó János rep. hadnagy gépét.
- 1945. március 9., Igal és Tab közt. Dániel László hadnagy lelőtt egy Jak-9 típusú repülőgépet.[29]
- 1945. március 11., 11:28, Seregélyes és Adony légterében. Lelőttek egy szovjet Il–2-es repülőgépet, valamint Adonytól délnyugatra szintén lelőttek egy szovjet Il–2-es repülőgépet.
- 1945. március 11., 14:48, Sárbogárdtól északnyugatra 3 kilométerrel. Kényszerleszállást hajtott végre a találatot kapott magyar W-199 jelű vadászgép. A W-105 jelű gép eltűnt, de pilótája másnap előkerült.
- 1945. március 11., 14:48, Seregélyes térsége. Lelőttek egy szovjet LA-5-ös vadászgépet.
- 1945. március 11., 14:48, Sárpentele. Lelőttek a magyar "Fehér-11" jelű vadászgépet, ami kényszerleszállást hajtott végre.
- 1945. március 11., 17:32, Sárkeresztúr északi légtere. Lelőttek egy szovjet Il-2-est.
- 1945. március 11., Dunaadonytól nyugatra. Lelőttek egy szovjet LA-5-ös vadászgépet.
- 1945. március 11., 17:40, Pusztaszabolcstól 5 km-re ÉK. Lelőttek egy szovjet LA-5-ös vadászgépet.
- 1945. március 11., Sárbogárd. Szentgyörgyi Dezső zászlós lelőtt egy La-5 típusú repülőgépet.[29]
- 1945. március 11., Sárosd. Dániel László hadnagy lelőtt egy Il-2 típusú repülőgépet.[29]
- 1945. március 11., Pusztaszabolcs. Máthé László főhadnagy lelőtt egy La-5 típusú repülőgépet.[29]
- 1945. március 13., 10:05, Sárszentmihály. Málnássy Ferenc rep. hadnagy kényszerleszállást hajtott végre.
- 1945. március 13., 10:10, Gárdonytól délre. Nemere Miklós rep. hadnagy gépét találat érte és lezuhant, de a pilóta időben kiugrott és túlélte.
- 1945. március 13., 10:46, Velencei-tótól 3 km-re északra. Egy szovjet Il-2-es találatot kapott és kényszerleszállást hajtott végre.
- 1945. március 13., 10:46 Velencei-tó környéke. Lelőttek egy szovjet Il–2-es repülőgépet.
- 1945. március 13., 11:10 Lelőtték Galánfi Lajos rep. hadnagy gépét. Sorsa ismeretlen.
- 1945. március 13., 12:30 után. Gárdony. Holéczy Dániel rep. hadnagy gépét lelőtték, de a pilóta túlélte és visszatért a bázisra.
- 1945. március 13., 16:26, Gárdony délkeleti légtere. Egy szovjet JAK-9-es találatot kapott Gárdonytól délkeletre. Baracskától délre zuhant le.
- 1945. március 13., 17:35, Gárdony. Holéczy Dániel rep. hadnagy gépét lelőtték, de a pilóta túlélte és sérült gépével visszatért a bázisra.
- 1945. március 13., Tardos. Fábián István tj. őrmester lelőtt egy La-5 típusú repülőgépet.[29]
- 1945. március 13., Pázmánd. Fábián István tj. őrmester lelőtt egy Il-2 típusú repülőgépet.[29]
- 1945. március 13., Baracska. Máthé László főhadnagy lelőtt egy Jak-9 típusú repülőgépet.[29]
- 1945. március 14., 13:20, Csepel-sziget déli része és Dömsöd közt. Örkénynél lelőttek egy amerikai B–26 Marauder kétmotoros bombázógépet. Alsódabasnál zuhant le.
- 1945. március 14., 14:00, Ozora déli légtér, 5 km-re a falutól. Lelőttek egy P–51-es repülőgépet, ami a falutól délre 5 km-re a vasút mellett zuhant le és felrobbant.
- 1945. március 15., 16:58, Csesztreg körzete. Lelőttek egy Boeing B–17-es amerikai bombázót, ami Lendvavásárhely körzetében lezuhant.
- 1945. március 15., 17:10 és 17:14 közt. Sárosd légterében egy légvédelmi tüzérségi tűz közben lelőttek egy amerikai Boston–III bombázót.[52]
- 1945. március 16., Pátka. Dániel László hadnagy lelőtt egy Il-2 típusú repülőgépet.[29]
- 1945. március 19., Csór. Máthé László főhadnagy lelőtt egy Jak-9 típusú repülőgépet.[29]
- 1945. március 19., Nádasdladány. Szentgyörgyi Dezső zászlós lelőtt egy Il-2 típusú repülőgépet.[29]
- 1945. március 19., Nádasdladány. Fábián István tj. őrmester lelőtt egy Il-2 típusú repülőgépet.[29]
- 1945. március 20., Bakonycsernye. Dániel László hadnagy lelőtt egy Jak-3 típusú repülőgépet.[29]
- 1945. március 20., Sárkeresztúr. Szentgyörgyi Dezső zászlós lelőtt egy La-5FN típusú repülőgépet.[29]
- 1945. március 21., Várpalota. Dániel László hadnagy lelőtt egy Jak-9 típusú repülőgépet.[29]
- 1945. március 21., Tata. Nánási Kálmán hadnagy lelőtt egy Jak-9 típusú repülőgépet.[29]
- 1945. március 23., Tarján. Szentgyörgyi Dezső zászlós lelőtt egy Jak-9 típusú repülőgépet.[29]
- 1945. március 23., Siófok. Nánási Kálmán hadnagy lelőtt egy Jak-9 típusú repülőgépet.[29]
- 1945. március 23., Alsóörs, Balaton. Egy IL-2-es szovjet csatarepülő zuhant a tóba, miután a német légvédelem eltalálta. Ez volt az utolsó repülőgép, amelyik a világháború során, harc közben a tó vizébe zuhant.[2]

#### Szeptember
- 1945. szeptember 17., Vát, lőtér. Lezuhant egy La–5-ös repülőgép kiképzés közben.[53]

### 1946

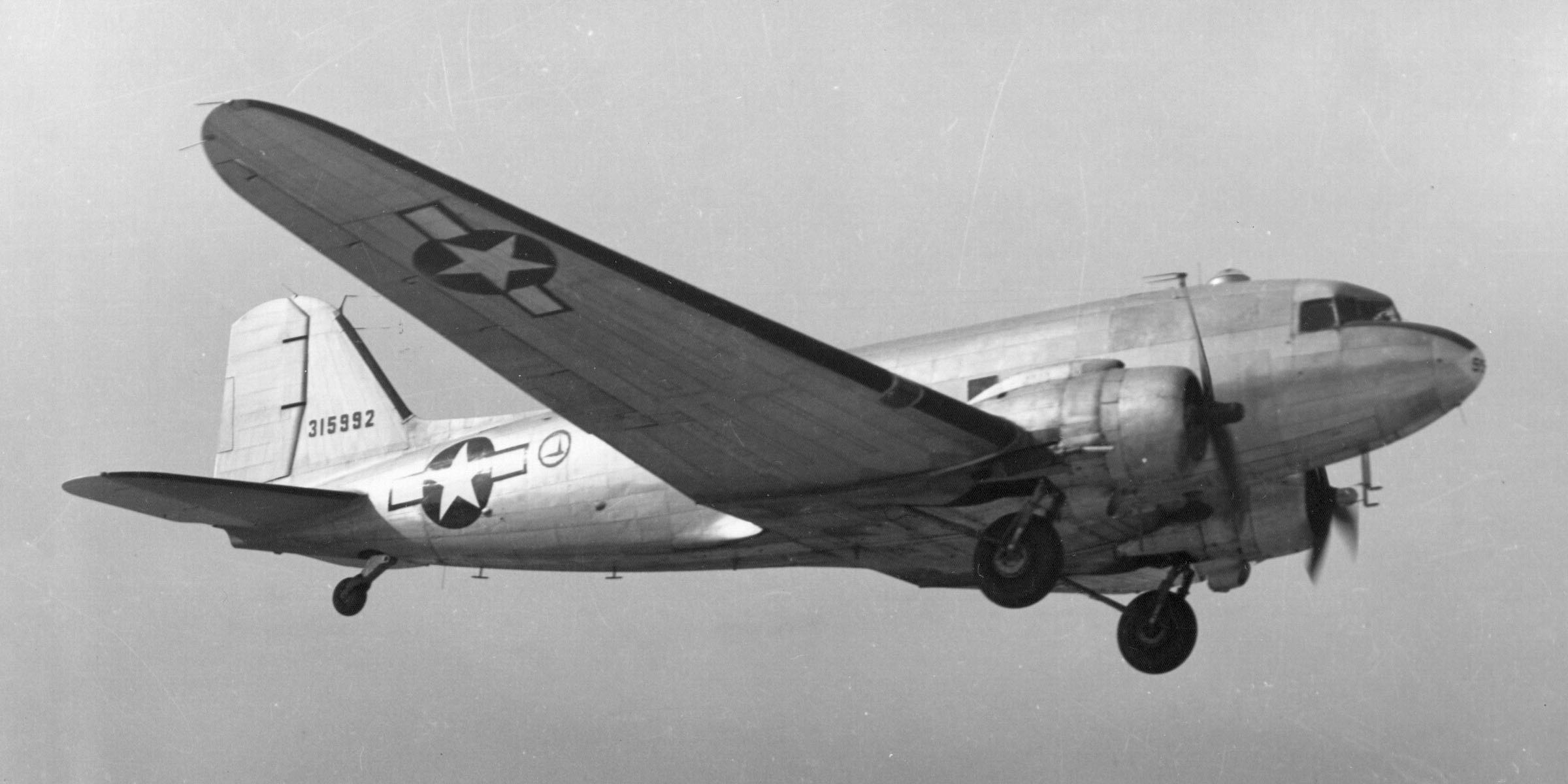
Egy Douglas C-47 Skytrain

- 1946. Kőris-hegy, Bakony, Veszprém megye. Lezuhant egy C-47-es típusú amerikai katonai szállítógép.[47]

### 1949
- 1949. november 14., a HA-LIK lajstromjelű Li-2-es utasszállító repülőgép felhőben repülve a Mecsek hegyoldalnak ütközött, és megsemmisült. A gépen 6 főnyi személyzet és egy utas tartózkodott, csak a személyzet egyik tagja élte túl.[54]

### 1951
- 1951. október 2. 15:40, Kunhegyes. Lezuhant egy MiG–15 (Sas) oktatógép. Turcsányi József alhadnagy és oktatója, Ny. K. Golovin főhadnagy életét vesztette.

### 1952
- 1952. március 7., Tiszafüredtől keletre 16 km-re. A 9(016)-os oldalszámú MIG-15-ös repülőgépet Molnár II. István alhadnagy későn vette ki a süllyedésből és földbe csapódott. A hajózó nem kísérelt meg katapultálást és életét vesztette.
- 1952. július 17., Szarvas-Cserebökény térségében. A 037-es oldalszámú MiG–15-ös összeütközött a társgépknt repülő vezér Mig–15-össel, Nits Ferenc alhadnagy életét vesztette. A vezérgép pilótája, Ferencz István főhadnagy sikeresen katapultált.
- 1952. augusztus 14., Kunhegyes . A 213-as oldalszámú MiG-15 Marczy József alhadnagy irányítása alatt felszállás során lezuhant, a gép pilótája életét vesztette.

### 1953
- 1953. március 20. Tököl (?) Knoll Gyula százados(?) a 34-es oldalszámú MiG-15 -el leszállás közben (átesett?) lezuhant. A pilóta túlélte a balesetet és később ő lépte át a hangsebességet először Magyarországon MiG-19-es géppel.
- 1953. április 16., Nyárlőrinc. Pintér Mihály hadnagy a 810-es oldalszámú Mig-15 Bisz repülőgéppel éjjeli feladat végrehajtása közben, jobb szárnyával a földnek ütközött, majd kigyulladt és teljesen elégett. A repülőgép vezető életét vesztette.
- 1953. június 9., Kalocsa. A 07(008)-as oldalszámú Mikojan-Gurjevics MiG-15 repülőgéppel Székelyhidi Lajos hadnagy és Jankovics József hadnagy éjjeli repülést hajtottak végre, amikor a repülőgép első kabinteteje leesett. Kényszerleszállást kíséreltek meg, melynek során egy fényszórónak ütköztek, átvágódtak és háton csúsztak a felszállópálya betonján. Mindkét repülőgép vezető életét vesztette.
- 1953. június 20. Boda Dezső hadnagy MiG-15-ös repülőgépének hajtóműve repülés közben leállt, kényszerleszállást kísérelt meg, ám a kigurulás során facsoportnak ütközött. Boda Dezső hadnagy a helyszínen életét vesztette.
- 1953. augusztus 6. A 819-es oldalszámú MiG-15-ös repülőgépen éjszakai repülési feladat végrehajtásakor Balázs András hadnagy és Bungó Ferenc hadnagy géppárban történő felszállás közben összeütköztek, aminek következtében Balázs hadnagy a távoli irányadó közelében lezuhant és életét vesztette. Bungó hadnagy a sérült géppel sikeresen leszállt Sármellék repülőtéren.
- 1953. augusztus 19. Az 1915-ös oldalszámú repülőgéppel Szlavenka Miklós hadnagy Szenta község határában lezuhant és életét vesztette. A repülőgép teljesen elégett.
- 1953. augusztus 25., Kecel. Angyalosi József hadnagy és Bagi Gábor alhadnagy életüket vesztették gyakorló repülés közben, amikor a rácsapást gyakorolták. A gép egy JAK-11-es volt.[19]
- 1953. október 1. A 723-as MiG-15-ön Vasas József főhadnagy és kísérője, Horváth Béla hadnagy nagy magasságú célelfogást hajtottak végre géppárban, melynek során a kísérő a vezérgép jobb szárnyának ütközött, és azt a futóbekötés mélységéig összetörte. Az ütközés következtében Horváth Béla hadnagy Dunaföldvár térségében lezuhant, és életét vesztette, míg Vasas főhadnagy az erősen sérült géppel sikeres kényszerleszállást hajtott végre a repülőtéren.

### 1954
- 1954. március 6. Vasas János MiG–15-ös gépével kiképző repülésre szállt fel. Az elektromos rendszer hibája miatt a tüzelőanyag-szivattyúk leállásával a hajtómű is működésképtelenné vált. A pilóta katapultált.
- 1954. április 17., Dömsöd. Miloszrendi Lajos főhadnagy műrepülési gyakorlat végrehajtása közben repülőgépével Dömsödön a Szabadság u. 7-es számú házra zuhant és életét vesztette.
- 1954. július 20. Bifkovics Antal alhadnagy a taszári 1939-es oldalszámú MiG-15 Bisz típusú repülőgépen katasztrófát szenvedett.
- 1954. december 23., Debrecen. Leszállás közben a földnekcsapódott egy Il–28-as típusú repülőgép. A gép személyzete életét vesztette.[53]
- 1954. december 23., Debrecen. Kényszerleszállást hajtott végre egy Il–28-as típusú repülőgép.[53]

### 1955
- 1955. március 23., Zimány. Ebergényi Lajos hadnagy Taszárról légtérfeladatra szállt fel. A repülőtértől északra, műrepülési feladat közben ismeretlen okból Zimánytól kb. 1 km-re lezuhant és életét vesztette.
- 1955. április 26. Az 50. vadászrepülő-ezred állományában szolgáló Orsós Mihály hadnagy repülőgépét kiképző repülés közben a törzsféklapok működészavara (csak az egyik nyílt ki) irányíthatatlanul bepörgette. A pilóta ledobta a kabintetőt, kikötötte magát és a centrifugális erő hatására kirepült a gépből és sértetlenül földet ért.
- 1955. június 22. A 960-as oldalszámú MiG-15 Bisz fedélzetén Oláh Gábor hadnagy földi célokra történő lövészetet hajtott végre, melynek során repülőgépét késve vette fel a rácsapásból, földnek ütközött, és életét vesztette.
- 1955. június 24., Sármellék. Szomor László hadnagy feladat-végrehajtás közben a 058-as oldalszámú repülőgépen 2500 m magasságban dugóhúzóba esett, amelyből még rendezni tudta helyzetét, de a gépet zuhanásból felvenni már nem tudta, így Sármelléktől 5 km-re lezuhant és életét vesztette.
- 1955. július 29. A 705-ös MiG-15 Bisz repülőgépen Kósi József százados – a kalocsai vadászrepülő ezred parancsnoka – a megfigyelő szolgálat által észlelt, 2000–2500 m magasságban repülő azonosítatlan, idegen léggömb felderítésére szállt fel. A második rácsapás alkalmával gépe összeütközött a ballonnal, amely felrobbant. Az ütközés után a gép (feltehetően a hajózó sérülése, vagy eszméletvesztése miatt) egyre meredekebb siklásba ment át, és a földnek ütközve felrobbant.
- 1955. szeptember 30. Cs. Nagy Elemér főhadnagy készültségi riasztásra szállt fel, amikor a repülőgép buszter-hidraulika rendszere meghibásodott. A repülésvezető parancsára 01 óra 36 perckor, 800 m magasságban sikeresen katapultált.
- 1955. november 16., Zsámbék. Az 19(32)-es számú MiG-15 Bisz-en a Pestvidéki Gépgyárból felszállva Egyed György százados repülőgépével 14 óra 55 perckor – szemtanú elmondása alapján – szinte merőlegesen Zsámbék határában földnek ütközött. A pilóta nem kísérelt meg katapultálást.

### 1956

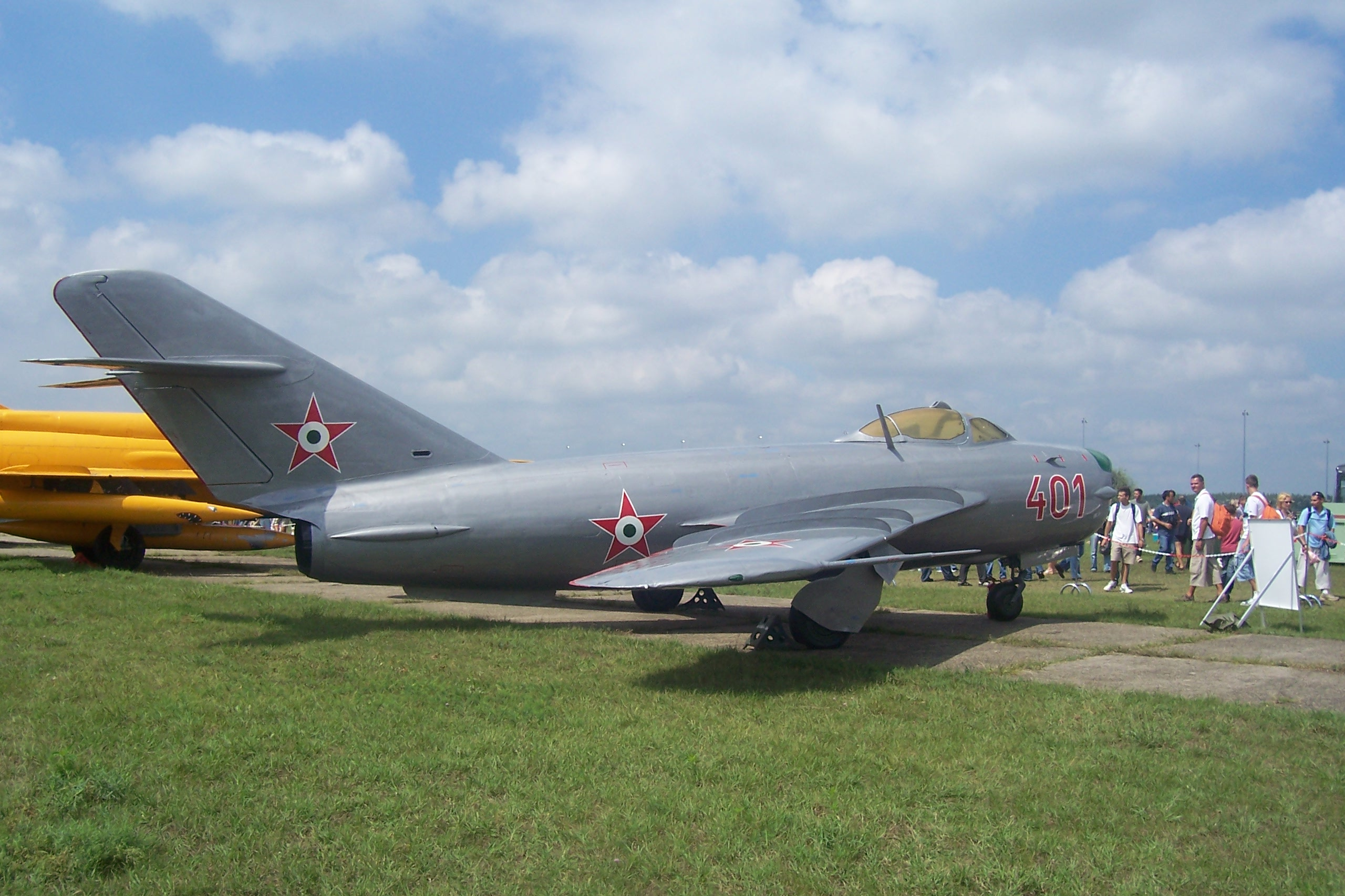
MiG-17PF

- 1956. január 6., Nyárlőrinc. Jakab Imre főhadnagy a Magyar Néphadsereg 717-es oldalszámú MiG-15bisz vadászrepülőgépével lezuhant és életét vesztette.
- 1956. január 21., Pomogy. Konoklov főhadnagy MiG–17 gépével tévedésből lelőtte a Magyar Néphadsereg egyik MiG–15bisz típusú gépet. A pilóta Magyar Sándor főhadnagy életét vesztette.[55]
- 1956. március 8. Viskovszki Ferenc a kiképzés alatt repülő halált halt egy Mig 17 Pf típusú géppel.

### 1957
- 1957. augusztus 4., Szentes. Két repülőgép összeütközött a repülőnap alkalmából rendezett úgy nevezett ballonvadászat során. Pálóczy Ferenc a budaörsi repülőtér parancsnoka kiugrott gépéből és túlélte az ütközést, míg Gyulai Andor százados, berepülőpilóta életét vesztette.[21]

### 1959
- 1959. június 24. Tiszasüly határában a HA-BRB lajstromjelű Aero L-60 Brigadyr mezőgazdasági repülőgép rizsföld gyomirtása közben kis magasságból lezuhant, összetört. Balikó György pilóta súlyos sérüléseket szenvedett.[56][57]
- 1959. augusztus 25. Berena Ferenc százados kényszerleszállást hajtott végre a Magyar Néphadsereg MiG–15 típusú gépével és a gép súlyosan sérült, összetört. A pilóta túlélte a balesetet.

### 1960
- 1960. június 17. Kecskemét. A 933-as lajstrom számú MiG–17PF lezuhant, Mezőfi István alezredes, pilóta életét vesztette.[58]
- 1960. szeptember 28., Mezőnagymihály. Lezuhant a HA-PZI lajstromjelű PZL-101 Gawron típusú repülőgép. Ez volt a hazai mezőgazdasági repülés első tragédiája. A gép pilótája Tiborcz László életét vesztette.[59]

### 1961

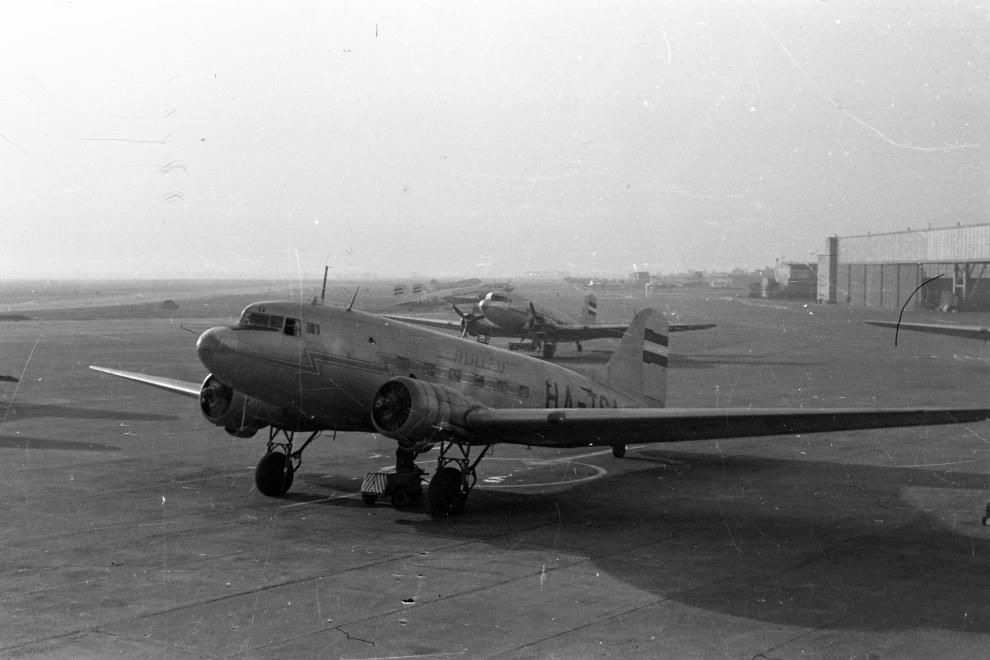
A Malév Douglas DC-3-asa Ferihegyen

- 1961. augusztus 6., Budapest. A Malév HA-TSA lajstromjelű Douglas DC-3 típusú repülőgépe lezuhant Budapesten, Zuglóban, az Erzsébet királyné útja és a Róna utca kereszteződésében. A fedélzeten tartózkodó 23 utas (17 felnőtt, 6 gyermek), valamint a 4 fős személyzet és a lezuhanó roncsok miatt három, a földön tartózkodó gyermek, összesen tehát 30 fő életét vesztette.[60][61][62]

### 1963
- 1963. május 16., Kungyalu. Lezuhant a 809-es oldalszámú MiG–21F–13, Kálmánchelyi László százados sikeresen katapultált és súlyos gerincsérülést szenvedett.
- 1963. június 6. Taszár Lezuhant a 774-es oldalszámú MiG-15 UTI, Szocsi Miklós alezredes könnyű, Sebestyén István százados súlyos sérülést szenvedett.
- 1963. június 16. 10:52, Tótkomlós és Békéssámson közt. Lezuhant a román TAROM légitársaság IL-14P típusú, YR-ILL lajstromjelű utasszállító repülőgépe. A tragédiában 29 utas és az ötfős személyzet minden tagja életét vesztette.[63]
- 1963. augusztus 12., Nyárlőrinc. Lezuhant a 904-es MiG–21F–13, Szucsák Imre százados meghalt. A repülőgép megsemmisült.
- 1963. augusztus 23. 22:56, Kunmadaras. Lezuhant egy Szu–7B típusú repülőgép. Pilótája életét vesztette.[53]

### 1964
- 1964. február 5., Pápa. Lezuhant a 223-as MiG–21F–13, Kozma András főhadnagy sikeresen katapultált. A repülőgép megsemmisült, a kár 16 millió forint.
- 1964. február 12., Pápa. Lezuhant a 213-as MiG–21F–13, Doba László őrnagy meghalt. A repülőgép megsemmisült, a kár 16 millió forint.
- 1964. július 14., Cegléd és Abony között. Lezuhant a 912-es MiG–21F–13, Trencsényi József hadnagy meghalt. A repülőgép 14 óra 05 perckor a földnek ütközött.
- 1964. november 24., Mesztegnyő A 35-ös lajstrom számú MiG–19PM lezuhant, Bognár Béla őrnagy, pilóta életét vesztette.

### 1965
- 1965. augusztus 10., Tiszafüred. Lezuhant egy MIG–15 vadászgép. A pilóták Nagyiván közelében katapultáltak. A gép a földön egy ember halálát okozta, egy másik személy égési sérüléseket szenvedett.[53]

### 1966

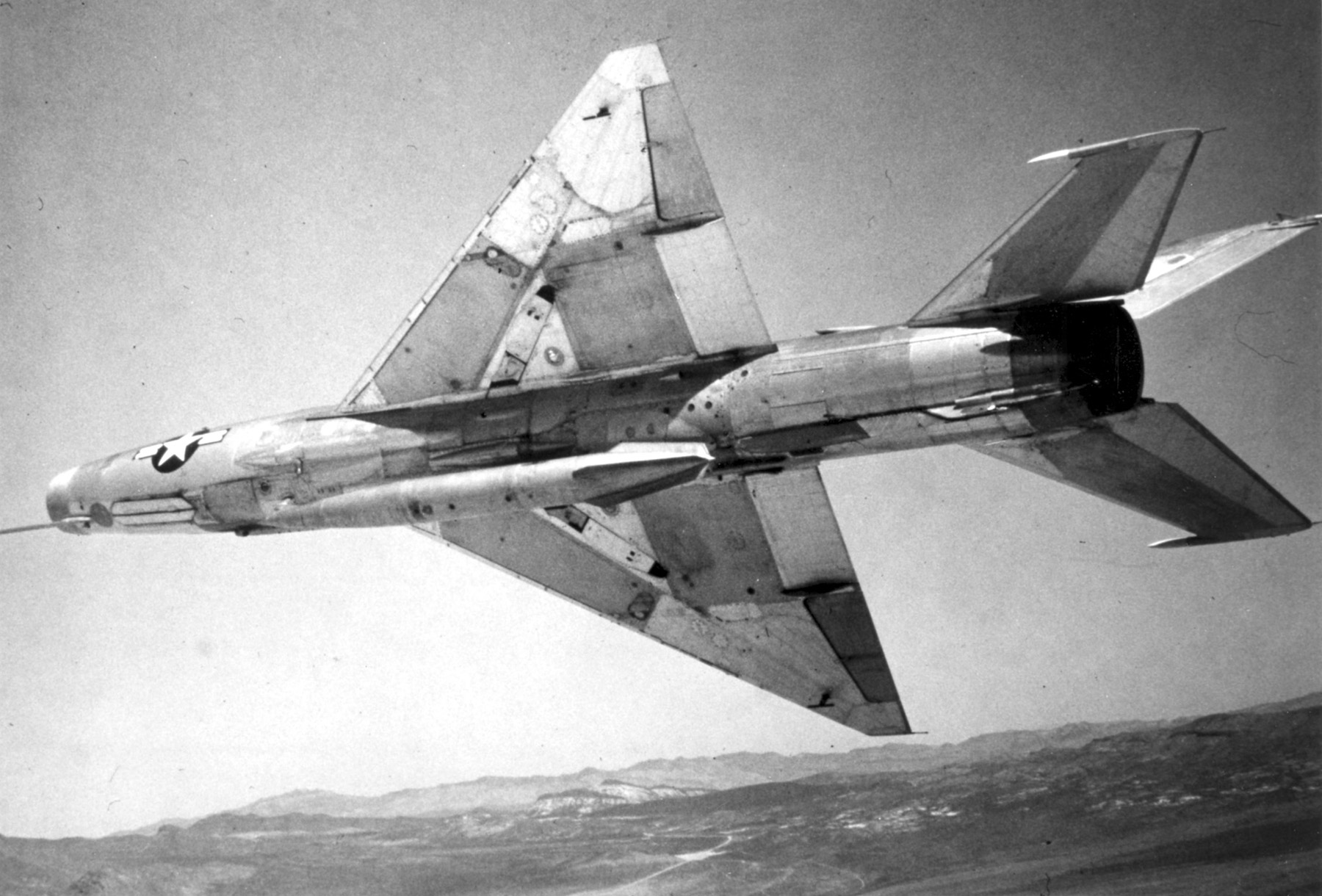
MiG-21 F-13

- 1966. március 1., Pápa. Baleset érte a 309-es MiG–21F–13-at, leselejtezték, Daday László könnyebb sérülést szenvedett. 9 óra 46 perckor a pilóta a felszállást megszakította, a hajtóművet leállította. A repülőgép túlfutott a betonon, majd átvágódott.
- 1966. május 2., Kéttornyúlak. Taszárról felszállva pompázs miatt lezuhant a 2312-es MiG–21F–13, Rigó Sándor őrnagy sikeresen katapultált.
- 1966. május 20., Bugac Lezuhant a 2219-es MiG–21F–13, Hamar Károly őrnagy sikeresen katapultált, a Móricgáti-tanya közelében ért földet.
- 1966. június 23., Magyarkeresztúr. Lezuhant a 307-es MiG–21F–13, Kiss Zoltán főhadnagy meghalt. A repülőgép-vezető a földnek ütközött és életét vesztette, a repülőgép kb. 80 fokos szögben a földbe csapódott.
- 1966. szeptember 13. 20:07, Felpéc Lezuhant a 303-as MiG–21F–13, Sugár Lajos főhadnagy meghalt. Első önálló, éjszakai repülése során zivatarfelhőbe repült az iskolakör 3-4. fordulójánál. Ennek következtében térbeli helyzetét elvesztette, majd meredek szögben a földbe csapódott.

### 1967
- 1967. május 11., Kecskemét. Lezuhant a 910-es MiG–21F–13, Lunacsek István százados meghalt. A repülőgép megsüllyedt és 23 óra 12 perckor fának illetve a repülőtér kerítésének és oszlopának ütközött, majd nagy állásszöggel a földnek csapódott és elugrott. A repülőgép a levegőben kettévált és a beton előtt ért földet háthelyzetben, majd azonnal kigyulladt. A repülőgép-vezető nem kísérelt meg katapultálást.
- 1967. augusztus 18. 17:20, Balatonkiliti. Lezuhant a 2222-es MiG–21F–13, Némethy Gábor főhadnagy sikeresen katapultált. Balatonkilitiről való felszállás után, a forszázs üzemanyagvezeték sérülése miatt a repülőgép kigyulladt.17 óra 20 perckor katapultálást hajtott végre, könnyebb sérülést szenvedett.
- 1967. augusztus 31., Pápa. Felszállás közben, 200 km/h-s sebesség mellett a bal főfutó gumiabroncsa kidurrant, a szétrepülő acéldarabok (feltehetőleg a felnié) az üzemanyagtartálynak nekicsapódva, beszakítva kigyújtották a 818-as MiG–21F–13-at. A pilóta, Medzibrodszky Ferenc főhadnagy a futópályáról kisodródva megállította azt, majd épségben kiszállt a gépből. A gép teljesen kiégett, egyedül a hajtómű titánötvözetei maradtak épségben.[64]
- 1967. szeptember 7., Pápa. Lezuhant a 805-ös MiG–21F–13, pilótája Probocskai Zoltán százados. 11 óra 32 perckor, leszálláshoz való bejövetelnél elfelejtette a futóművet kiengedni. A repülésvezető-helyettes ezt a repülőgép 30 m magasságán észlelte és azt tovább küldte. A hajtómű nem vette fel a fordulatot, a repülőgép pedig a betonon csúszva megállt és kigyulladt.
- 1967. október 5. 14:44, Városlőd. Lezuhant a 804-es MiG–21F–13, Képes József főhadnagy meghalt. Leszálló irányon, felhőben elvesztette térbeli helyzetét. 14 óra 44 perckor, kis magasságon, későn katapultált, emiatt ejtőernyője nem nyílt ki. Az esemény oka ismeretlen.
- 1967. december 21., Nagytőke. Lezuhant a 815-ös MiG–21F–13, Kurilla Tibor őrnagy meghalt. Éjszakai feladat során, leszállóirányra fordulva ismeretlen ok miatt a repülőgép kb. 15 fokos szögben lezuhant. Feltehető ok: rosszul lett.

### 1968
- 1968. január 30., Kecskemét. Lezuhant a 407-es MiG–21PF, Kóró István őrnagy meghalt. Kecskeméten átvételi berepülést végzett, amikor emelkedő fordulóban a repülőgép szívócsatornájában pompázs lépett fel. A hajtóművet nem állította le, emiatt a turbinalapátok elégtek és a hajtómű leállt. Sikertelen légi indítás után a pilóta katapultált, de a KAP-3 mentőernyő zsinórját nem rögzítették az üléshez, ennek következtében a rendszer nem működött, 15 óra 55 perckor földhöz csapódott és életét vesztette.
- 1968. február 5., Dunakömlőd. A levegőben összeütközött a HA-MGA és a HA-MGB lajstromjelű Let Z-37 típusú permetező repülőgép. A HA-MGB lajstromjelű gép hasraszállt, összetört, személyi sérülés nem történt.[65]
- 1968. március 12., Pápa. Lezuhant a 2317-es MiG–21F–13 Bakonyszentlászló mellett a vasúti töltés oldalába vágódott 80 fokos szög alatt, Ötvös Péter főhadnagy meghalt.
- 1968. április 22. Taszár. Lezuhant az 1513-as MiG–21PF, Répási Boldizsár őrnagy sikeresen katapultált.
- 1968. július 21., Szolnok. Lezuhant a 01-es oldalszámú MiG–15UTI-val Benke Sándor alezredes és Madaras István hadnagy. Mindketten életüket vesztették.
- 1968. augusztus 17., Sárpilis. Lezuhant a 2314-es MiG–21F–13, Dusa János főhadnagy sikeresen katapultált. 1200 m magasságon, 900 km/h sebességnél leállt a hajtómű. Ugrás manőver, majd sikertelen légi indítás után 07 óra 38 perckor, 600 m magasságon parancsra katapultált.
- 1968. november 19., Herend. A 29-es lajstrom számú MiG–19PM az Agusztin-tanyánál lezuhant, Vass Zsigmond őrnagy, pilóta életét vesztette.

### 1970
- 1970. május 12., Velencei-tó délnyugati része. Fodor Ferenc főhadnagy a 682-es számú MIG–15 típusú gépével viharba került és lezuhant.[66]
- 1970. május 12., Budaörs. Lezuhant a HA-MMA lajstromjelű Kamov Ka–26 típusú helikopter. Pilótája, Gaál Ferenc életét vesztette.[67]
- 1970. május 12., Velencei-tó. Fodor Ferenc főhadnagy, 682 oldalszámú MiG-15bisz gépével a Velencei-tó délnyugati sarkánál viharba került és lezuhant[66]
- 1970. június 03., Királyszentistván. Eltört a Mil Mi-1-es típusú 02 oldalszámú helikopter faroktengelye. Mándi István százados, valamint Bodolai László hadnagy, a gép személyzete, életüket vesztették.[58]
- 1970. szeptember 16., Zselic. A 38-as lajstromszámú MiG–19PM a Zselic felett rádiószondás léggömbbel ütközött, majd lezuhant. Bakó István százados pilóta katapultált.[58]

### 1971
- 1971. január 29., Dunakeszi. Leszállás közben a 628-as oldalszámú Mi–8T, kb. 15 méterről a földhöz csapódott, javíthatatlanul megrongálódott. A személyzet – Herczeg János őrnagy első pilóta gépparancsnok, Gávai József százados másodpilóta, Makkos György hadnagy fedélzeti technikus – nem sérült meg, a fedélzeten tartózkodó egy fő utas – Tóth György törzsőrmester – könnyebben sérült.
- 1971. december 21., Simontornya. Kiképzőrepülés során, felhőrepülés közben a 428-as Mi–8T mindkét hajtóműve leállt jégtelenítő rendszerének meghibásodása miatt. A személyzet sikeresen kényszerleszállást hajtott végre. Sérült nem volt.

### 1972

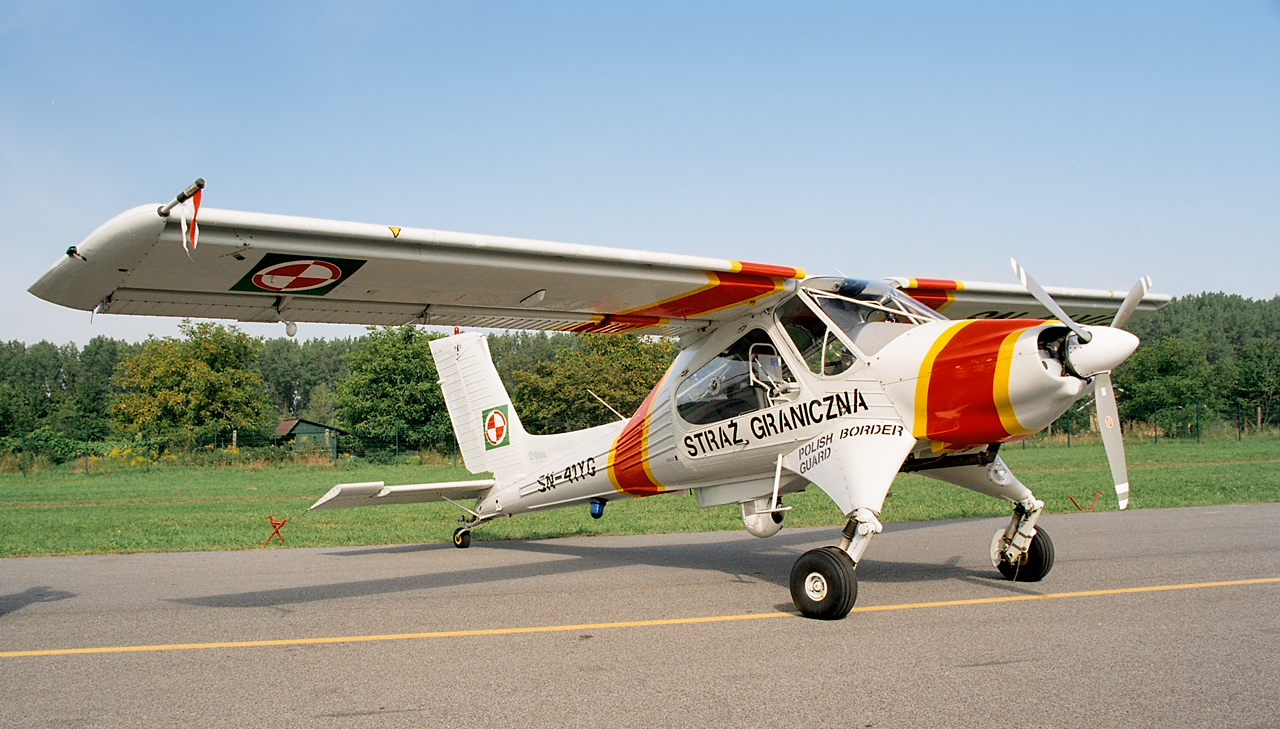
PZL-104M Wilga

- 1972. február 1., Budakalász. Lezuhant a HA-UGA lajstromjelű PZL-104 Wilga típusú repülőgép.[15]
- 1972. március 31. Budaörs Lezuhant a HA-MCI lajstromjelű LET Z-37A Čmelak. Szíjj Róbert pilóta meghalt.[68]

### 1973
- 1973. szeptember 22.,Herend. A településtől északra, a Bakonyban található Hajag-tető oldalába csapódott a Szovjet Légierő 3 MiG–21 típusú repülőgépe. A repülőgépek a Vértes-'73 hadgyakorlaton vettek részt és 4 gépes kötelékben repültek volna át a hegy fölött, de közülük három, valószínűleg a rossz látási viszonyok, a hibásan megválasztott repülési magasság, és a földi irányítás hibái miatt nekirepült a hegy oldalának. A három szovjet pilóta – Bajak Vaszilij Ivanov, Alferov Albert Mihajlovics és Zsuravlev Konsztantyin Szergejev repülőhalált halt. A jegyzőkönyveket titkosították, így a baleset részletei máig tisztázatlanok. A Magyar Veteránrepülők Egyesülete 1998-ban emlékművet állított a baleset helyszínén, amit minden évben megkoszorúznak. Az eltelt idő ellenére, még ma is találni roncsdarabokat az erdőben.[69]

### 1974
- 1974. május 30., Balatonalmádi. A 228-as oldalszámú Mi–8T a Balatonban vízbe csapódott és megsemmisült. A személyzet – Serfőző István hadnagy első pilóta gépparancsnok, Bozsaki Benő hadnagy másodpilóta, Laboda Ferenc főhadnagy fedélzeti technikus – és a két fő utas – Korpos Imre honvéd és Bunász István honvéd – életét vesztette.[70]
- 1974. december 11., Leányfalu. A Nyerges-hegynek repült, összetört, lezuhant az 507 lajstromjelű Kamov Ka–26 típusú helikopter. Pölczmann Pál hadnagy, Molnár Mihály törzsőrmester életét vesztette.[71]

### 1975

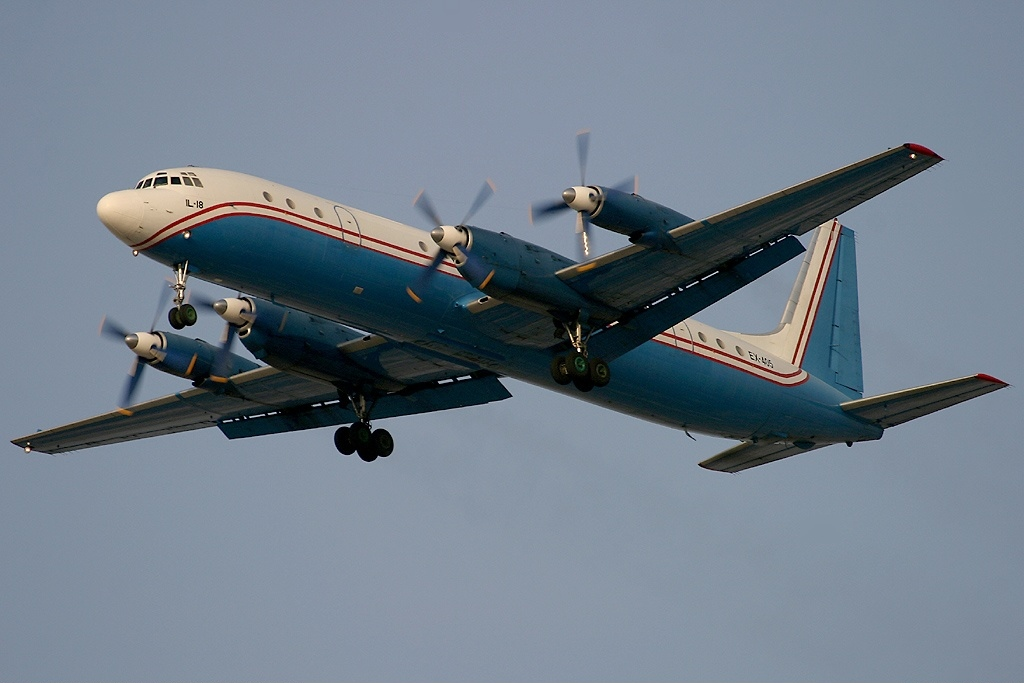
Egy Iljushin Il-18V

- 1975. január 15., Ferihegy. A Malév Il 18V típusú repülőgépe lezuhant. A gépen utazó kilenc fő életét vesztette.[72]
- 1975. május 14., Mátraháza és Galyatető közti út mentén. Lezuhant Balázs János százados a Magyar Néphadsereg 807-es oldalszámú MiG-21F-13-as típusú vadászgépével. A pilóta katapultált, de az ernyő nem nyílt ki és emiatt életét vesztette.[70]
- 1978. december 3., Pilis. Lezuhant a HA-SBN lajstromjelű PZL-101 Gawron típusú repülőgép.[59]

### 1976
- 1976. január 22., Káptalanfüred. A 10 422-es Mi–8T bonyolult időjárási viszonyok (erős havazás) között végzett kiképzési repülése közben mindkét hajtóműve leállt, majd Káptalanfüred térségében a Balatonra szálltak, a gép megrongálódott. A személyzet – Kufa Mihály őrnagy első pilóta gépparancsnok, Dányi Balázs hadnagy másodpilóta, Bertalan Béla őrmester fedélzeti technikus – a helikoptert elhagyta, de a hideg vízben fellépő hipotermia (kihűlés) miatt életüket vesztették.[70]
- 1976. június 21., Balaton, Siófok. Lezuhant a magyar R-01 lajstromjelű Zlín Z–43 típusú rendőrségi oktató repülőgép.[73]
- 1976. november 1. Jászárokszállás Lezuhant a HA-MCK lajstromjelű Let Z37A Čmelak mezőgazdasági repülőgép. Pilótája, Szikszai József életét vesztette.[74]

### 1977
- 1977. március 9., Balatonfűzfő, Fűzfői-öböl. Budaörs. Lezuhant a 603 lajstromjelű Kamov Ka–26 típusú helikopter. Detki Sándor hadnagy, helikoptervezető és Fazakas Miklós törzsőrmester, fedélzeti technikus életét vesztette.[19][75]
- 1977. augusztus 6. Siófok A HA-YFA lajstromjelű Let L-410 AF speciális, légi fényképezésre kialakított repülőgép Siófoknál a Balatonba zuhant. Lánczi István alezredes életét vesztette, a pilóta Horváth József, Horváth Kálmán navigátor és Németh Tibor fotóoperátor súlyos sérüléseket szenvedett.[76][77]

### 1978

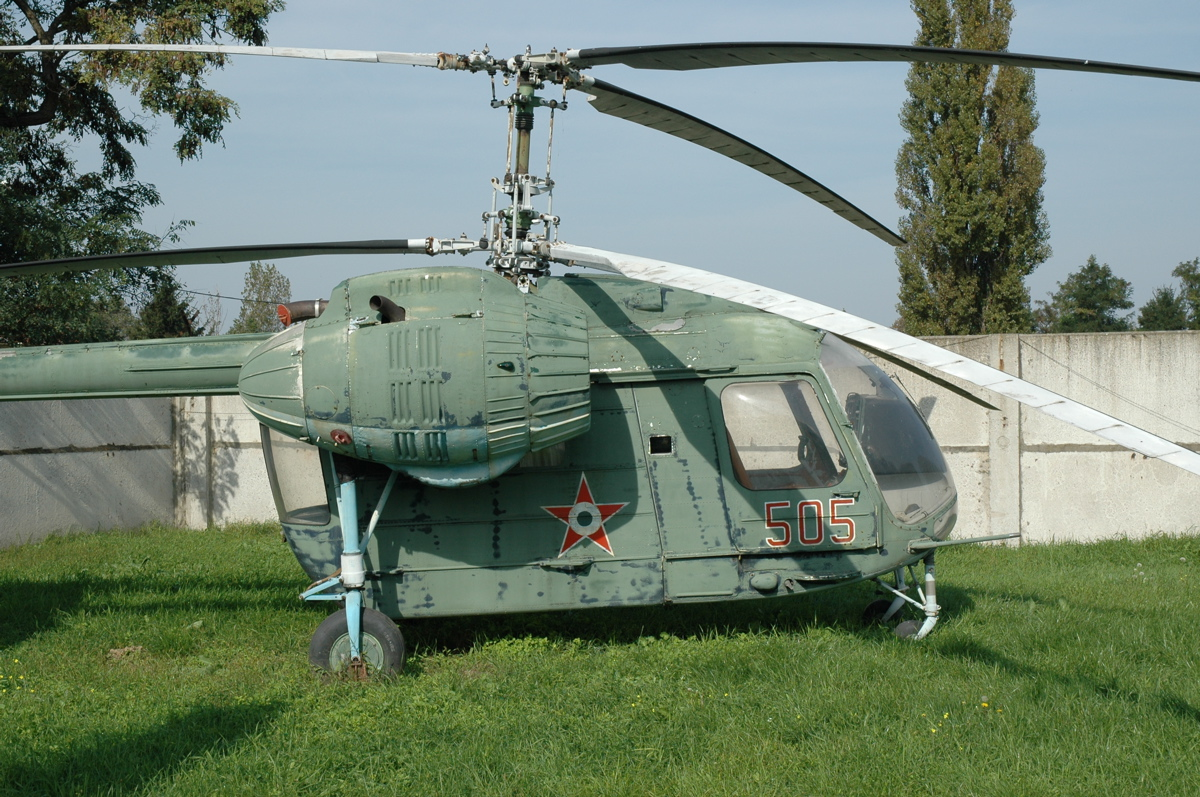
Egy Kamov Ka–26 típusú helikopter Szolnokon

- 1978. április 21., Bakonyszentkirály. Lezuhant egy Kamov Ka–26 típusú helikopter. Lajstromjele a HA-MNK volt. Pilótája Bőke Gábor életét vesztette.[78]
- 1978. április 25., Sümeg. Lezuhant egy Kamov Ka–26 típusú helikopter. Lajstromjele a HA-MNC volt.[78]
- 1978. április 29., Szécsény. Vezetéknek ütközött és lezuhant egy Kamov Ka–26 típusú helikopter. Lajstromjele a HA-MMG volt. Pilótája Turi Dezső életét vesztette.[78]
- 1978. július 15., Tokaj. Lezuhant egy Kamov Ka–26 típusú helikopter. Lajstromjele a HA-MMB volt.[78]
- 1978. december 8., Kalocsa, repülőtér. Összeütközött két Mi–6-os helikopter. A gépek fedélzetén utazó 12 személy életét vesztette.[53]

### 1979
- 1979. május 12., Szentgál. Lezuhant egy Kamov Ka–26 típusú helikopter. Lajstromjele a HA-MMN volt. Pilótája Halasi Gyula életét vesztette.[78]
- 1979. május 16., Ugod. Lezuhant egy Kamov Ka–26 típusú helikopter. Lajstromjele a HA-MMH volt. Pilótája Tóth László életét vesztette.[78]

### 1980
- 1980. szeptember 25., Nagyvázsony. A 10 421-es Mi–8T-t az Edvárd-hegynél légi bemutató során egy hibásan működésbe lépő ködfejlesztő töltet kigyújtotta. A kényszerleszállást követően a személyzet sértetlenül elhagyta az égő gépet, majd az teljesen kiégett (megsemmisült).

### 1981
- 1981. május 4. A 927-es Mi–8T 22:48-kor leszállás közben a földnek csapódott, kigyulladt és kiégett. A gép a repülőtér területén, a leszálló iránytól 300 méterre nyugatra ért földet, a személyzet – Szikora Miklós alezredes első pilóta gépparancsnok, Szabó Gábor alezredes oktató, Kozsahuba György törzsőrmester fedélzeteti technikus – életét vesztette.

### 1982

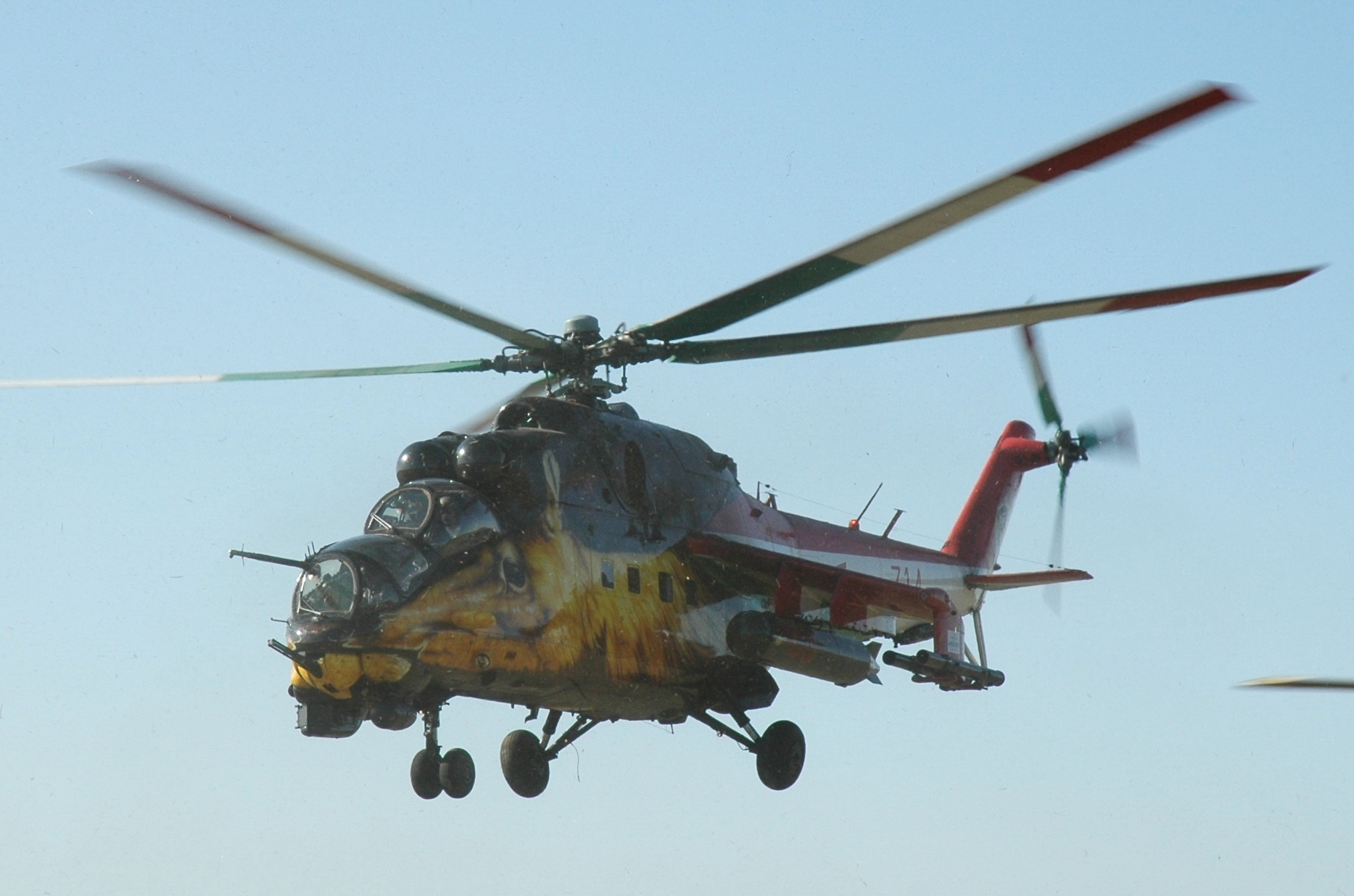
A Magyar Honvédség egyik Mi-24D típusú harci helikoptere

- 1982. május 11. Hármashatár-hegy. Lezuhant egy An-2TP típusú repülőgép. Kilenc fő vesztette életét.[79]
- 1982. június 22-én 08:47-kor kötelékrepülés közben a Újdörögdtől nem messze, a Cseket-hegy közelében a földnek ütközött a 113-as oldalszámú Mi–24D harci helikopter. A becsapódás során Bognár Ferenc főhadnagy, a helikopter operátora meghalt, Kószó Imre százados pilóta, gépparancsnok és Ádász Zoltán százados fegyverzettechnikai mérnök súlyosan megsebesült.[80]
- 1982. június 29. 23:23-kor egyszerű időjárási viszonyok között éjszakai kiképzési repülés során, az iskolakör negyedik fordulója után, leszállóirányon a 10 432-es nekiütközött a 10 429-es Mi–8-asnak. A 10 429-es Mi–8T sikeresen kényszerleszállást hajtott végre, javítható maradt, személyzete – Kondorosi Zsolt százados első pilóta gépparancsnok, Wimmer György őrnagy oktató, Pogány Sándor százados fedélzeti technikus – nem sérült meg. A 10 432-es Mi–8T lezuhant, kigyulladt és megsemmisült. Személyzete – Hajdukiss Bálint főhadnagy első pilóta gépparancsnok, Fábry József százados másodpilóta, Bolvári István törzsőrmester fedélzeti technikus – életét vesztette.
- 1982. július 20., Szerencs. Lezuhant egy Kamov Ka–26 típusú helikopter. Lajstromjele a HA-MPK volt.[81]
- 1982. december 6., Szentkirályszabadja. Lezuhant a Magyar Honvédség 210-es oldalszámú An–26-os típusú repülőgépe. a rossz látási viszonyok miatt a leszálláshoz készülő gép személyzete átstartolt, ám a 200 méteres magasság alatt repülő gépen jegesedés jelentkezett. Ez a felhajtóerő csökkenéséhez vezetett, ami a gép lezuhanását okozta. A repülőgép ötfős személyzetéből négy fő életét vesztette. Az áldozatok névsora a következő: Varga Gyula alezredes, másodpilóta, Nyári István százados, megfigyelő, Denke Károly százados, fedélzeti mérnök, valamint Kurucz László főtörzsőrmester, fedélzeti rádiós. Takács László százados, a gép pilótája túlélte a katasztrófát.[82]

### 1983
- 1983. május 20. vagy 22. Kaposújlak Vontatás közben lezuhant a HA-PYA lajstromjelű PZL-101 Gawron és a vontatott HA-4405 lajstromjelű PZL-Bielsko SZD-30 Pirat vitorlázó repülőgép. Szarka Antal és Nádasi Frigyes pilóták életüket vesztették.[83]
- 1983. augusztus 13., Sopron. Lezuhant egy Mi–2-es helikopter. Lajstromjele R-11 volt.[84]
- 1983. szeptember 23., Balsa. Lezuhant a HA-SFD lajstromjelű Zlín Z–42M típusú repülőgép.[73]

### 1984
- 1984. április 2., Nádudvar. Sérülés miatt meghibásodott egy Szu–24-es típusú gép hajtóműve és lezuhant. A pilóta katapultált.[53]
- 1984. június 20., Szolnok. A 10 420-as Mi–8T Szolnokon az RSZP kalibrálása közben a KIRA fölött 100 m-en hátszél miatt „megfüggött”, bepördült és kormányozhatatlanul a földhöz csapódott. A személyzet – Orosz Zoltán főhadnagy első pilóta gépparancsnok, Barilla László hadnagy másodpilóta, Tóth István őrmester fedélzeti technikus és Viczián László főhadnagy fedélzeti mérnök, oktató – nem sérült meg.
- 1984. július 2., Hajmáskér. Összeütközött két Szu–24-es. Egyikük személyzete azonnal katapultált, míg a másik gép személyzete Ajka közelében.[53]
- 1984. október 16. Taszár. Lezuhant a Mikojan-Gurjevics MiG-21UM típusú, 0258 oldalszámú katonai repülőgép. A katapultálás során Nagy Antal őrnagy életét vesztette, Bocsi József főhadnagy épségben ért földet.[58]

### 1985
- 1985. március 21., Csömör. A 05-ös oldalszámú MiG–23MF Kőbánya–Mátyásföld felett kigyulladt és egyes részegységeinek elvesztése – például a stabilizátor – után Störk József százados a gépből Csömörnél sikeresen katapultált a becsapódás előtt.[85][86]
- 1985. április 22. A tököli 515.vadászrepülő ezred egy MiG21-bisz gépe lezuhant Érden.[87]
- 1985. július 15., Dabas. Lezuhant egy Kamov Ka–26 típusú helikopter. Lajstromjele a HA-MNS volt.[88]
- 1985. augusztus 2., Kiskunfélegyháza. Lezuhant egy MHSZ-sportrepülőgép. a gépen tartózkodó mindkét személy életét vesztette.[89]

### 1986
- 1986 március 25., Taszár. Felszállás után a hajtómű turbina meghibásodása miatt lezuhant a 31. Honi vadászrepülő ezred 1. századának, 502-es oldalszámú MiG-21PF típusú vadászrepülőgépe. Várhelyi Gyula alezredes repülőgép vezető katapultált, és súlyos könyök sérüléssel túlélte a balesetet.[90]
- 1986. május 6., Kiskunlacháza és Áporka. Meghibásodott egy MiG-23UB repülőgép hajtóműve. A pilóta katapultált. A gép átpattant az 51-es út felett Áporka határába.[53]
- 1986. május 14., Pécs. Lezuhant egy Mi–2-es helikopter. Lajstromjele az R-12 volt.[84]
- 1986.július 6. Budaörs A budaörsi repülőnapon Császár Károly, a MÉM Repülőgépes Szolgálat főpilótája, légibemutatója közben szívinfarktust kapott. A HA-PAO lajstromjelű PO-2 alapjáraton járó motorral, lassan leereszkedett és minimális károsodással ért földet. Pilótája életét már nem lehetett megmenteni.[91]
- 1986. július 17., Kecskemét. Lezuhant a 0265 oldalszámú, Mikojan-Gurjevics MiG-21UM típusú katonai repülőgép.[58] Acsai György százados, pilóta és Brückner Miklós őrnagy vesztette életét.[19]
- 1986. július 28., Nyíregyháza mellett lezuhant egy HA-SFC lajstromjelű Zlín Z–42M típusú repülőgép. A gépen ülő Ruzsás Péter és Huszár Tibor elhunyt.[73] A Nagycserkesz határában történt balesetben főiskolai hallgató és oktatója vesztették életüket.[forrás?]
- 1986. augusztus 13. 12:00 után pár perccel, Andornaktálya. A Szovjet Légierő JAK-52 típusú szovjet katonai repülőgép lezuhant a Szabadság utcában. A balesetben a gép kétfős személyzete életét vesztette. Két fiatalkorú helyi lakos könnyebben megsérült.[92][93]
- 1986. augusztus 22., Pécel. Lezuhant egy Mi–2-es helikopter. Lajstromjele az R-16 volt.[84]

### 1987

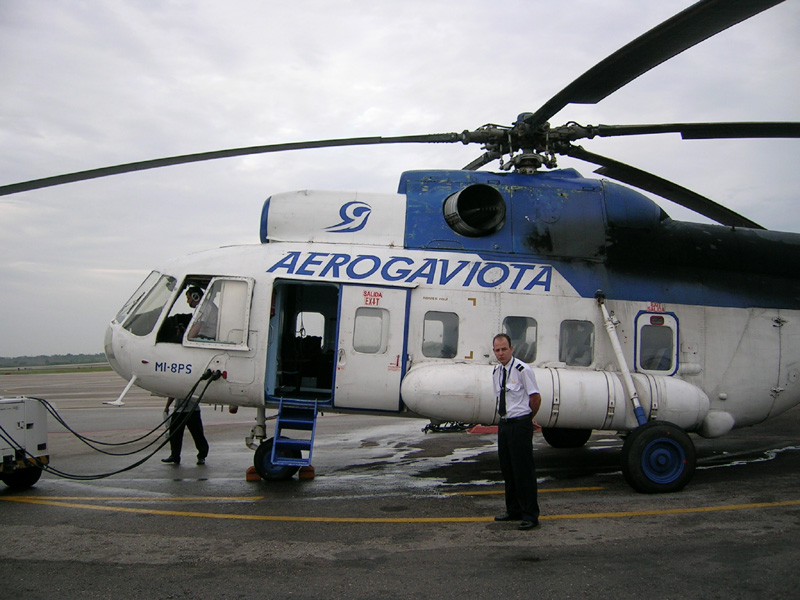
Egy Mi-8PS helikopter

- 1987. április 2. Lezuhant egy Mi–2-es helikopter. Lajstromjele az R-10 volt.[84]
- 1987. október 19., Kék-hegy, Bakony, Veszprém megye. Egy Mi–8 PSz típusú helikopter lezuhant. Fedélzetén utazott és a balesetben vesztette életét Vlagyimir Sutov vezérezredes, a Szovjetunió fegyveres erői vezérkari főcsoportfőnök-helyettese, Erlen Porfirjev vezérőrnagy, a szovjet Déli Hadseregcsoport vezérkari főnöke, Jurij Rjabinyin altábornagy, a szovjet fegyveres erők vezérkarának felelős beosztású munkatársa, Kirill Tromifov altábornagy, a szovjet fegyveres erők híradófőnökének helyettese, Vlagyimir Bardasevszkij vezérőrnagy, a szovjet fegyveres erők vezérkarának felelős beosztású munkatársa. A gép pilótája Alekszej Gurenkov százados és Alekszandr Goncsarov főhadnagy, fedélzeti technikus szintén elhunyt. A másodpilóta helyén ülő férfit a győri kórházba szállították.[47]

### 1988

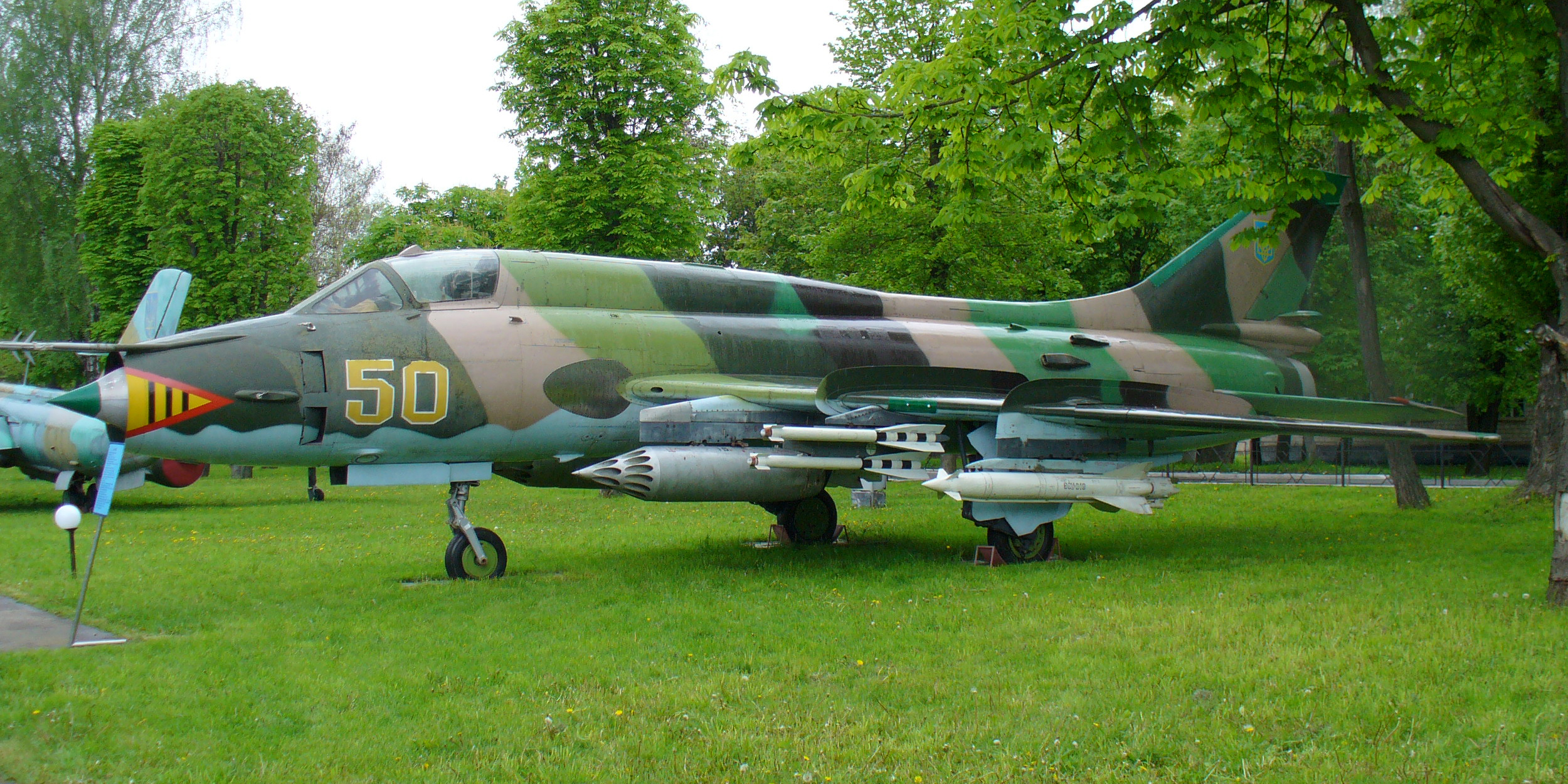
Szuhoj Su-17M3

- 1988. március 17. Kaposvár–Dombóvár között vasúti töltésbe zuhant a 06-os oldalszámú Szu–22M3. A repülőgépvezető végrehajtotta a katapultálást. A repülőgép szántóföldre zuhant és nekicsúszott a Kaposvár-Dombóvár vasúti töltésnek, melyet megrongált.
- 1988. Lezuhant egy honvédségi Mi–2-es helikopter. Lajstromjele a 8342 volt.[84]
- 1988. szeptember. Badacsonytördemic. Lezuhant a Belügyminisztérium helikoptere. Három fő életét vesztette, egy fő könnyebben sérült meg.[94]

### 1989
- 1989. május 12. Lezuhant a HA-SEI lajstromjelű PZL-104 Wilga típusú repülőgép.[15]

### 1990

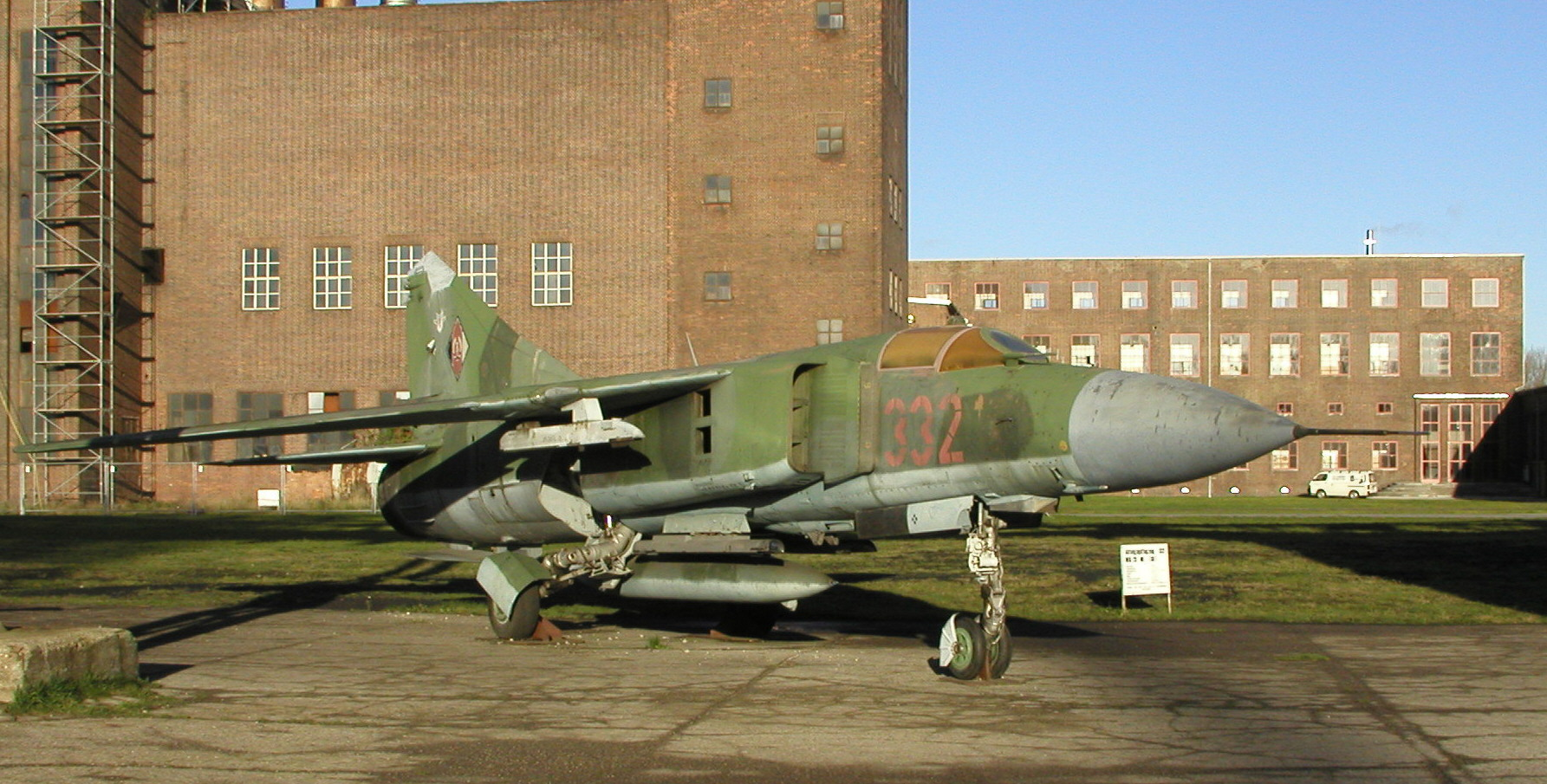
Egy MiG-23ML 332

- 1990. január 26., Beled. Lezuhant egy MIG–23-as katonai repülőgép. A gép két pilótája életét vesztette.[95]
- 1990. március 14. Jászdózsa határában Veres Zoltán, a későbbi műrepülő Európa-bajnok a HA-MER lajstromjelű An-2-essel műtrágyaszórás közben lezuhant. A pilóta nem szenvedett sérülést.[96]
- 1990. április 20., Devecser közelében, a székpusztai halastó mellett lezuhant egy MIG–23-as katonai repülőgép. A gép pilótája katapultált és túlélte.[95]
- 1990. június 29. Lezuhant egy MIG–21-es katonai repülőgép. A gép pilótája katapultált és túlélte.[95]
- 1990. július 9., Kerekharaszt. Lezuhant a HA-SGB lajstromjelű Zlín Z–142 típusú repülőgép.[73]
- 1990. szeptember 16., MH 47. Bázisrepülőtér. Lezuhant egy MIG–23-as katonai repülőgép. A gép pilótája életét vesztette.[95]

### 1991
- 1991. augusztus 4, Farkashegy. Lezuhant a HA-MNP lajstromjelű Kamov Ka–26 helikopter.[97]
- 1991. augusztus 22. Gyermely (más forrás szerint Zsámbék) mellett lezuhant az 50-es MiG–21bisz (75AP), Groszmann István főhadnagy meghalt. Alacsony magasságon végrehajtott feladat során a repülőgép földnek ütközött. Más adatok szerint a repülőgépnek letört a stabilizátora, de ezt nem hozták nyilvánosságra.
- 1991. szeptember 12. Lezuhant egy MIG–21-es katonai repülőgép. A gép pilótája életét vesztette.[95]

### 1992

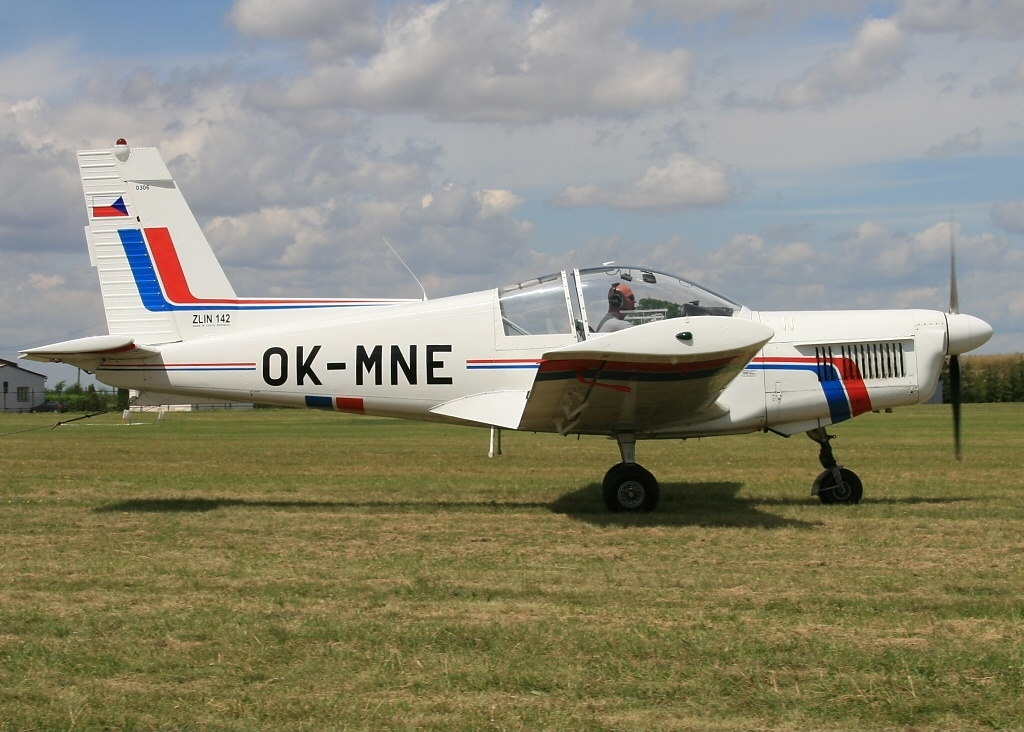
Zlin Z-142

- 1992. március 24. Szolnok, katonai repülőtér. A Magyar Honvédség egyik Mi-2es típusú helikoptere kiképzés közben földnek ütközött és megsemmisült. Nem sérült mg a balesetben senki.[95]
- 1992. június 19., Verőcemaros. Lezuhant a HA-SGW lajstromjelű Zlín Z–142 típusú repülőgép.[73]
- 1992. szeptember 19., Szombathely. Lezuhant a HA-SGT lajstromjelű Zlín Z–142 típusú repülőgép.[73]

### 1993

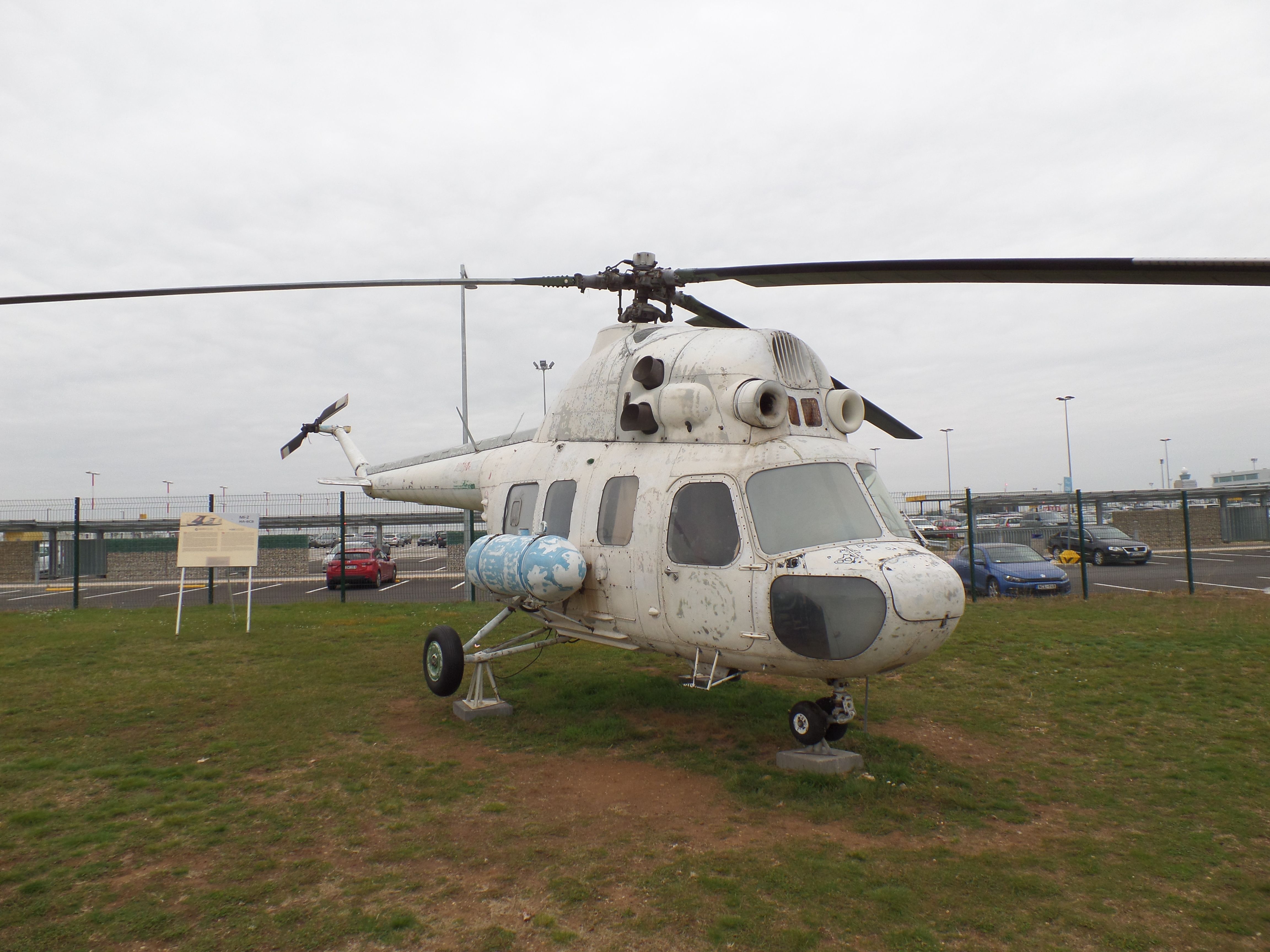
A HA-BCB lajstromjelű Mil Mi-2-es helikopter

- 1993. május 23., Pázmánd. Lezuhant a HA-SGS lajstromjelű Zlín Z–142 típusú repülőgép.[73]
- 1993. szeptember 12., Kecskéd. Lezuhant a HA-SGO lajstromjelű Zlín Z–142 típusú repülőgép.[73]
- 1993. november 16., Herceghalom. Lezuhant egy Kamov Ka–26 típusú helikopter. Lajstromjele a HA-MPG volt. Pilótája, Boros László túlélte, viszont utasa, Kécsán János a helyszínen életét vesztette.[78]
- 1993. december 15., Tiszaújváros. Lezuhant egy Mi–2-es helikopter. Lajstromjele a HA-BCN volt. Öt fő vesztette életét, amikor a gép az AES-Tiszai Hőerőmű 250 méter magas vasbeton szerkezetű kéményébe 193 méter magasan belecsapódott. A kémény oldalán egy 1,5 méter átmérőjű lyukat ütött, ám a kéménynek semmi baja nem esett, eleinte azt hitték, annyira meggyengült, hogy le kellene bontani.[84][94]
- 1993. Tapolca. Lezuhant a HA-SEV (1) lajstromjelű PZL-104 Wilga típusú repülőgép.[15]

### 1994
- 1994. április 24., Soltvadkert. Lezuhant egy Mi–2-es helikopter. Lajstromjele a HA-BCU volt.[84]
- 1994. június 1., Úrkút közelében. Lezuhant a Magyar Honvédség MIG–21-es UM típusú katonai repülőgépe. A gépet vezető növendék életét vesztette, az oktatópilóta életben maradt.[95]
- 1994. június 29., Mezőhegyes. Lezuhant a HA-MUI lajstromjelű PZL M–18 Dromader típusú repülőgép.[15]
- 1994. augusztus 3., Budaörs. Kényszerleszállást hajtott végre a HA-SDG lajstromjelű Zlín Z–726 típusú repülőgép.[73]
- 1994. október 22. 14:57, Orosháza. A HOREX Kft. HA-BFD lajstromjelű Mi–2-es típusú helikoptere lezuhant, miután a hajtómű üzemanyag-ellátása megszűnt. A pilóta és kilenc utasa életét vesztette a tragédiában. A baleset vizsgálata kimutatta, hogy az ukrán személyzetnek nem volt személyszállítási engedélye és a gép a megengedett 7 utas helyett kilenc fővel szállt fel.[84][98]
- 1994. november 12. Kecel. Egy MD 500-as helikopter lezuhant. Három fő életét vesztette.[94]
- 1994. november 19., Budapest, Kozma utcai izraelita temető közelében. Egy rendőrségi MD 500-as típusú helikopter lezuhant. A személyzet két tagja életét vesztette a balesetben.[94]

### 1995

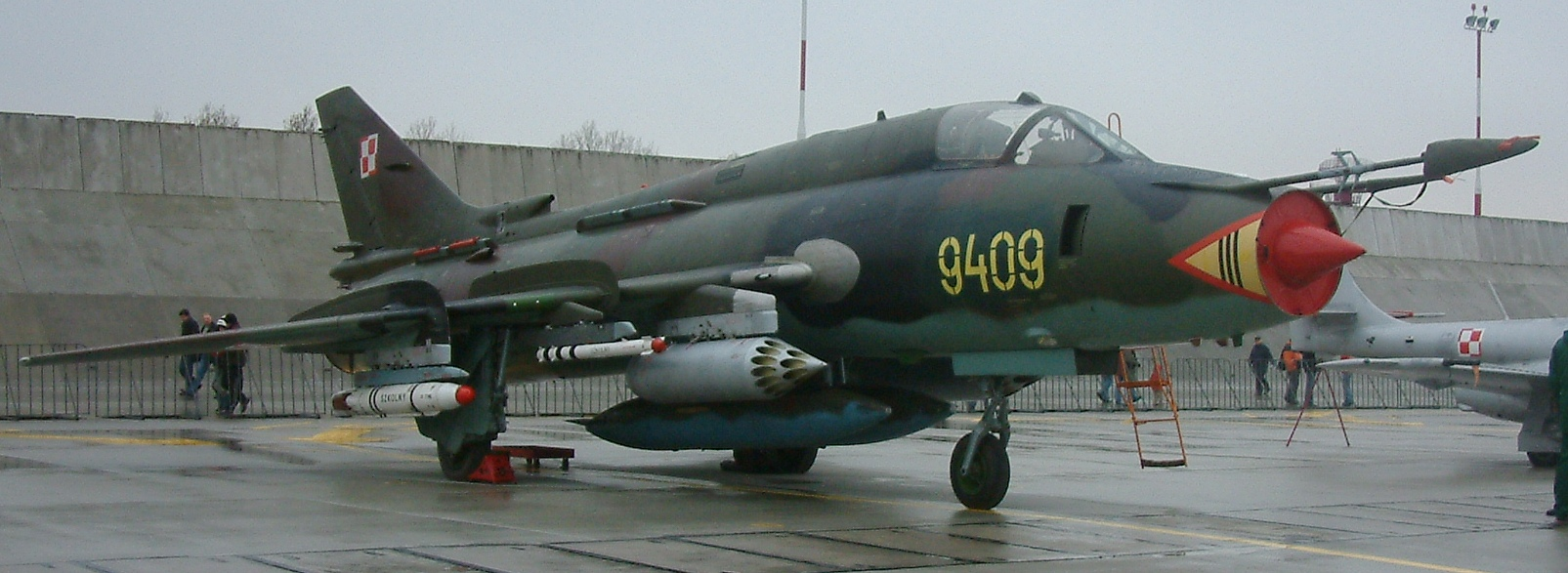
Szu-22

- 1995. február 24., Délegyháza. Leszállás közben felborult és összetört egy Mi–2-es helikopter. Lajstromjele a HA-BFC volt.[84]
- 1995. május 25., Taszári légibázis. Lezuhant egy Szu–22-es katonai repülőgép üzemanyag szivárgás miatt, amely miatt kigyulladt a hajtóműve. A gép két pilótája katapultált és túlélték.[95]
- 1995. június 26., Szombathely, Olad városrész. Egy Ka–26 helikopter távvezetéknek ütközött, kigyulladt, pilótája meghalt.[99] Lajstromjele a HA-MMI volt.[97]
- 1995. július 25., Törtel. Lezuhant egy L–39-es katonai repülőgép. A gép két pilótája katapultált és túlélték. A gép a becsapódás miatt teljesen megsemmisült.[95]
- 1995. szeptember 13. Kapoly. Lezuhant a 16-os oldalszámú Szu–22-es katonai repülőgép. A gép pilótája, Katona István őrnagy katapultált és túlélte.[95]
- 1995. szeptember 13. Gyarmat és Takácsi közt. Lezuhant a 14-es oldalszámú MIG–23UB katonai repülőgép, miután összeütközött egy szintéén gyakorlatozó Szu-22-es harci géppel. A MIG két pilótája, Katovics Balázs százados és Mizsei Mihály százados életét vesztette, míg a Szu pilótája gerincsérülést szenvedett.[95][100]
- 1995. szeptember 24., Jakabszállás. Lezuhant egy sárkányrepülő. A gép pilótája és utasa szörnyethaltak.[101]

### 1996
- 1996. április 25., Pápa. A 6264-es oldalszámú MiG–21-es típusú gép, durva leszállás következtében javítható sérülést szenvedett a törzs-orr részen, az orrfutón valamint a lokátoron, de pénzhiány miatt a gépet selejtezték. A hajózó Gerics János százados volt.
- 1996. május 18., Pákozd. Lezuhant egy Mi–2-es helikopter. Lajstromjele HA-BFG volt.[84]
- 1996. szeptember 19. Lezuhant egy MIG–21-es katonai repülőgép. A gép pilótája katapultált és túlélte.[95]

### 1997
- 1997. július 13. Budapesten, a Hármashatárhegyi Repülőtéren vontatta a vitorlázó gépeket. Kényszerleszállást hajtott végre és lezuhant a HA-SER lajstromjelű PZL-104 Wilga típusú repülőgép.[15]

### 1998

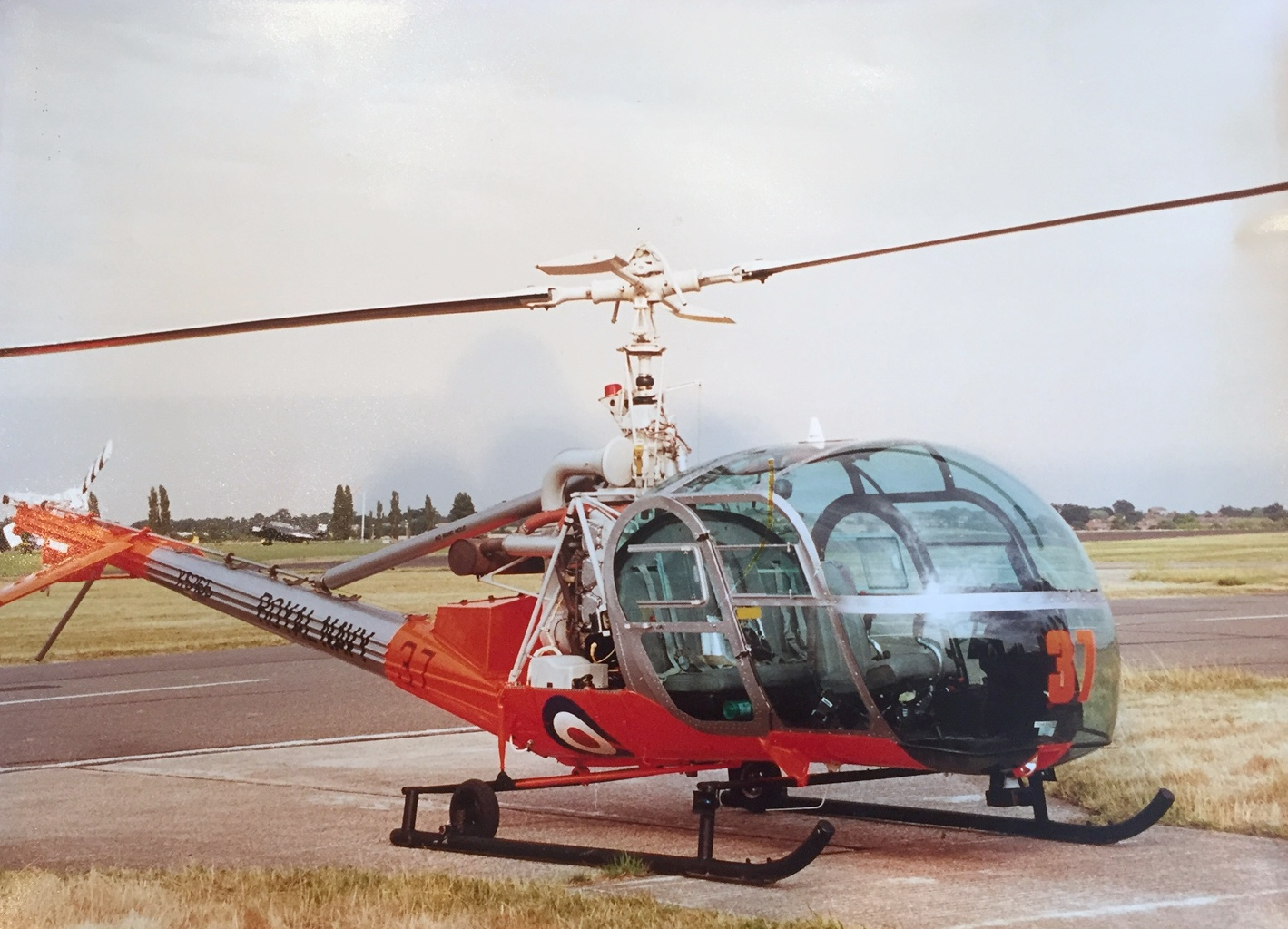
Egy Hiller 12E4 helikopter

- 1998. június 4. Kényszerleszállást hajtott végre és összetört a HA-MRY lajstromjelű Kamov Ka–26 típusú helikopter.[102]
- 1998. július 4., Szabadszállás. Lezuhant a HA-SFV lajstromjelű Zlín Z–142 típusú repülőgép. A gép kétfős személyzete életét vesztette.[73][95]
- 1998. július 23. Kecskemét közelében. Lezuhant a Magyar Honvédség MIG–29 B típusú katonai repülőgépe. A gép pilótája, Rácz Zsolt alezredes életét vesztette.[95]
- 1998. Hajdúnánás. Lezuhant és összetört a HA-MZD lajstromjelű Kamov Ka–26 típusú helikopter.[103]

### 1999
- 1999. június 3. Kiskunhalas közelében. Kényszerleszállást hajtott végre a Magyar Honvédség Mi-24-es helikoptere. Anyagi kár, vagy személyi sérülés nem történt.[95]
- 1999. október 4., Békéscsaba. Lezuhant a HA-SGE lajstromjelű Zlín Z–142 típusú repülőgép.[73]
- 1999. december 28., Börgönd. Lezuhant a Rescue mentőszolgálat Mi–2-es helikoptere. Lajstromjele a HA-BCK volt. A gép pilótája és három utasa vesztették életüket a balesetben.[84][94]

### 2000

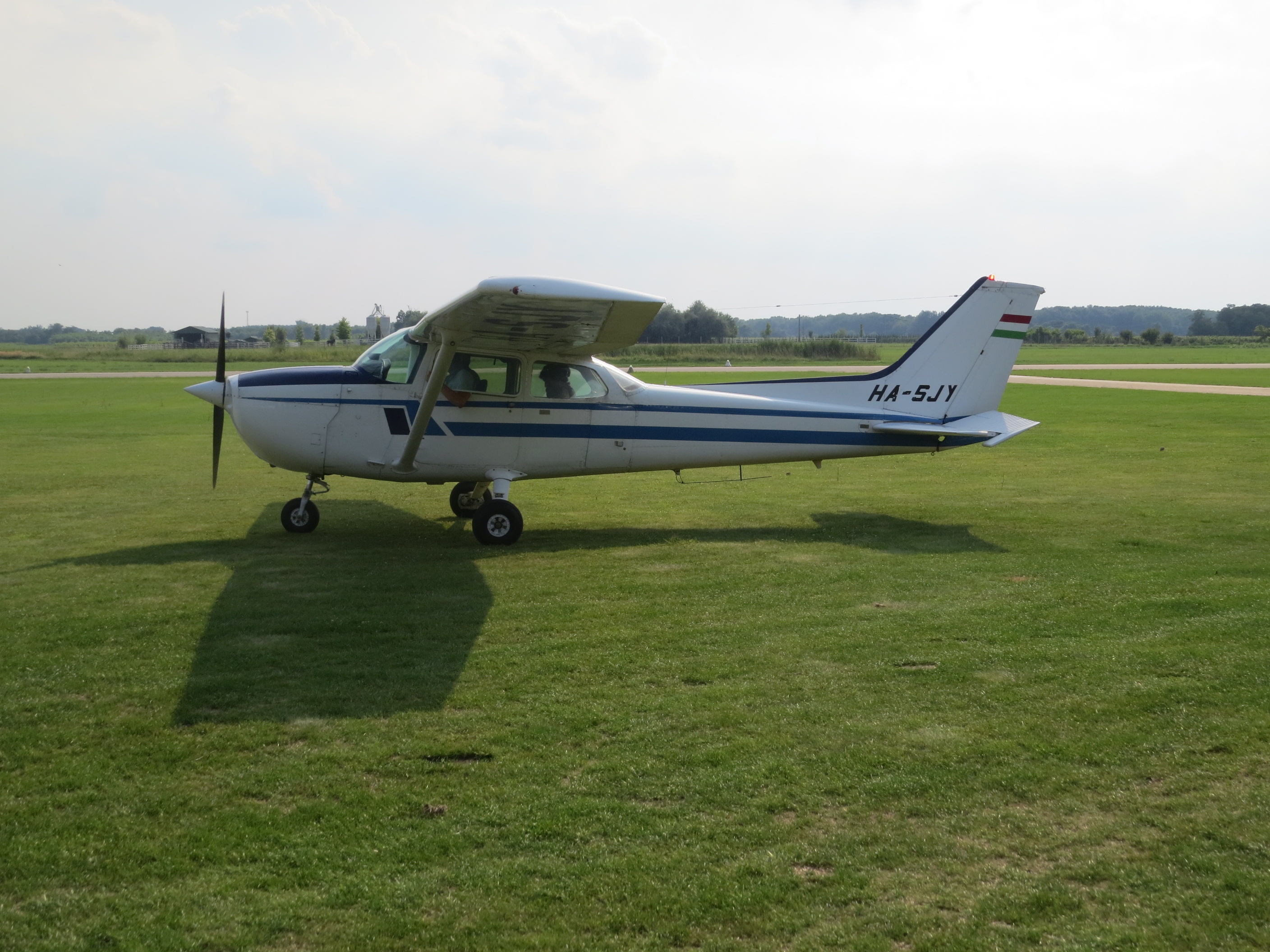
Egy Cessna 172-es magyar felségjellel

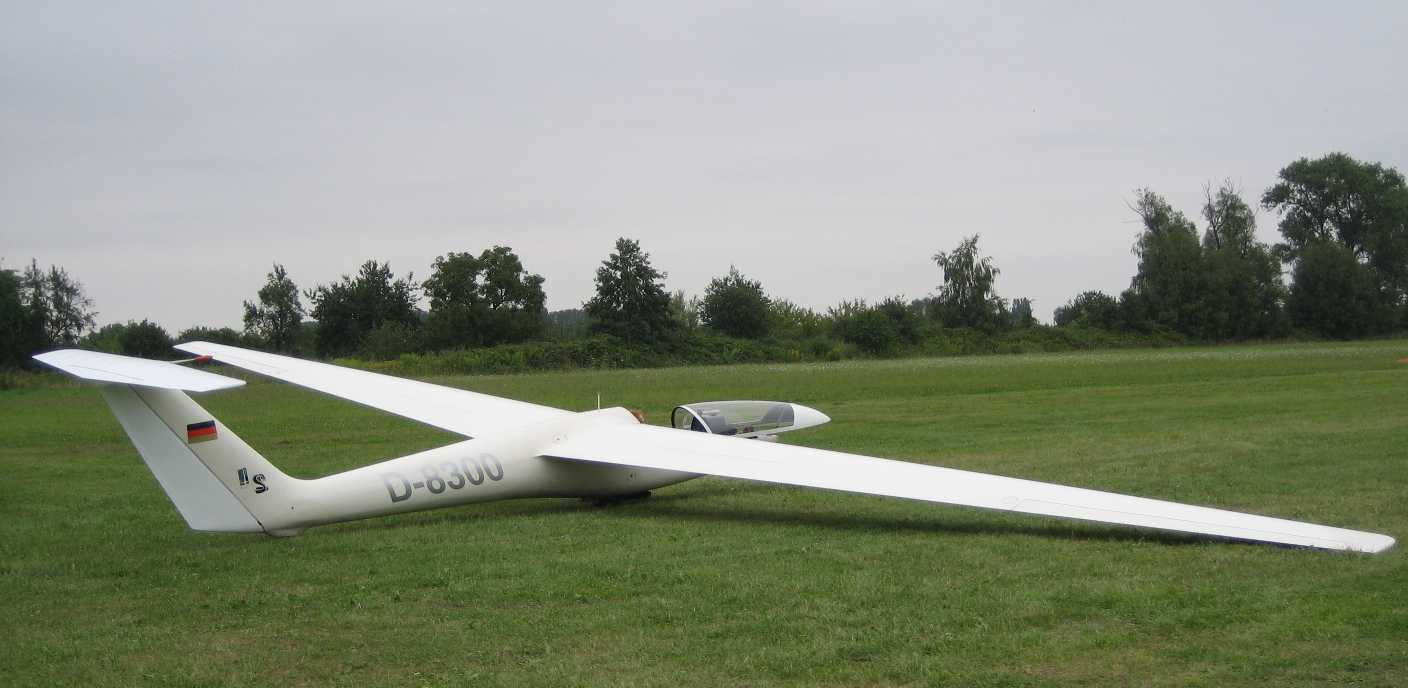
Egy német Cobra-15 vitorlázógép

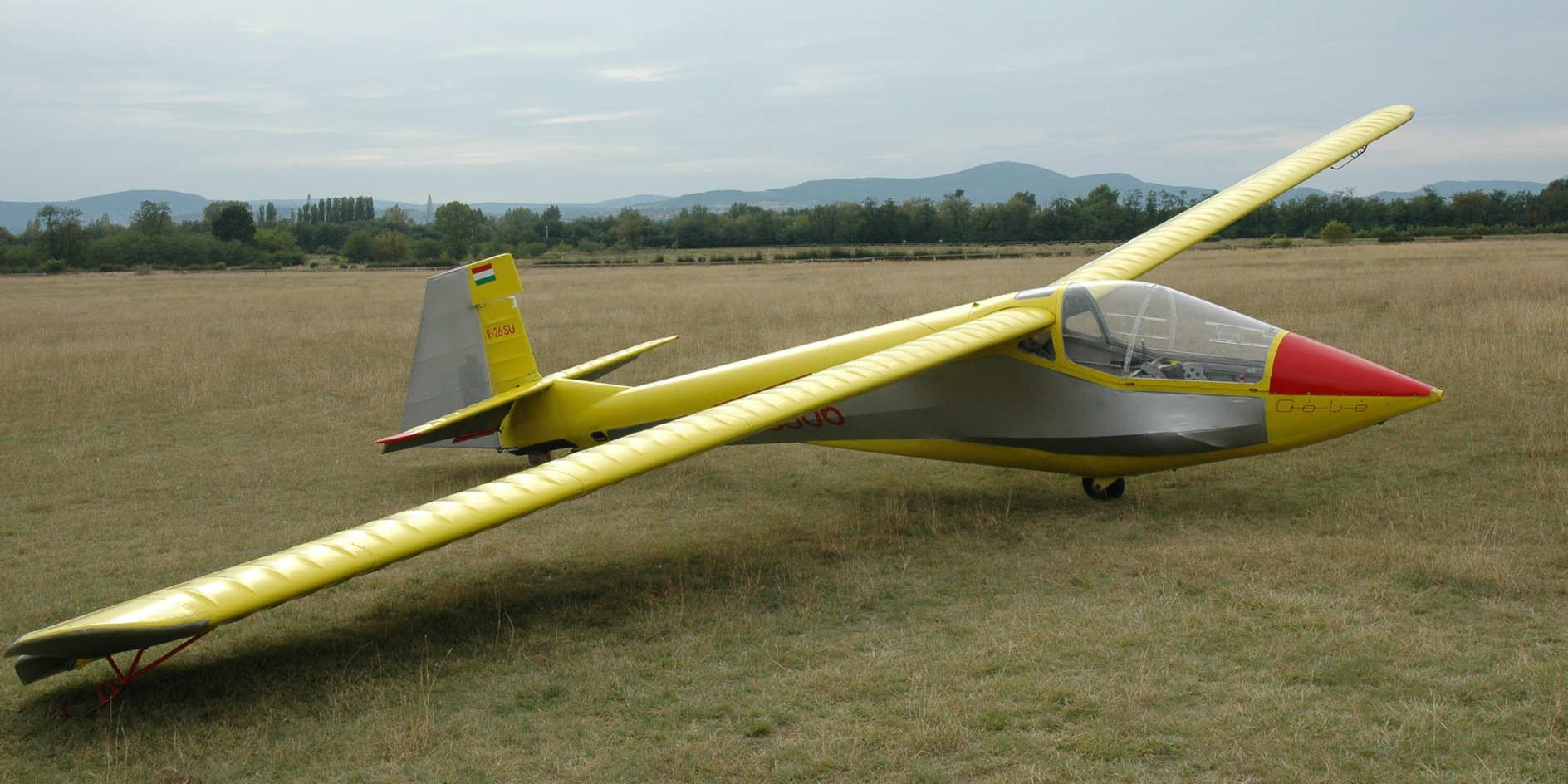
Egy Góbé R-26SU vitorlázó repülő

- 2000. április 20., Budakeszi, Farkashegyi repülőtér.A HA-SLI lajstromjelű Cessna 172 típusú repülőgép felszállás közben lezuhant. Három személy életét vesztette, egy fő súlyos sérüléseket szenvedett.[104]
- 2000. június 3., Debrecen. Lezuhant egy Góbé R–26 típusú vitorlázó repülőgép csörlőzés közben, amikor elszakadt a vontatókötél. Az oktatópilóta a helyszínen, a 17 éves növendék a kórházba szállítást követően hunyt el.[104]
- 2000. június 4., Budakeszi Farkashegyi repülőtér. Lezuhant egy Jantar tipusú vitorlázó repülőgép. A pilóta Kátai Róbert a helyszínen meghalt.[104]
- 2000. június 29., Tétényi-fennsík. Lezuhant egy Cobra-15 típusú vitorlázó repülőgép. A pilótát a kórházba szállítást követően megműtötték.[105]
- 2000. július 1., Kecskemét. Lezuhant a HA-MMK lajstromjelű Kamov Ka–26-os típusú helikopter. Pilótája, Hirsch János élett vesztette.[78]
- 2000. július 14., Hármashatár-hegy. Lezuhant egy R-26 SU Góbé típusú vitorlázógép. Személyi sérülés nem történt a balesetben.[105]
- 2000. július 27., Balatonőszöd. Leszállás közben 4-5 méter magasból egy Hiller UH-12 E24 típusú helikopter durván landolt. Személyi sérülés nem történt a balesetben.[105]

### 2001
- 2001. február 23., Pomáz, Morgó-hegy. Egy Robinson R44 típusú helikopter csapódott a hegyoldalba. A gép tulajdonosa és egyben pilótája életét vesztette.[106]
- 2001. április 12., Gyulafirátót. A Magyar Honvédség két Mi–24-es típusú harci helikoptere összeütközött. Az egyik lezuhanás után kigyulladt, a másik kényszerleszállást hajtott végre és az oldalára borult és összetört. A lezuhant gép pilótája és fedélzeti lövésze életét vesztette. A kényszerleszállást végrehajtó gép személyzete súlyos sérüléseket szenvedett.[105]
- 2001. június 14., Tapsony. Lezuhant egy Cessna–210-es repülőgép. Hat fő vesztette életét, köztük a Synergon Informatikai Részvénytársaság elnök-vezérigazgatója, Gyurós Tibor, valamint a cég vezérigazgató-helyettese, Lakatos Levente és két igazgatósági tag, Felkai András és Völgyes Iván, a pilóta Gittinger Péter.[107]

### 2002

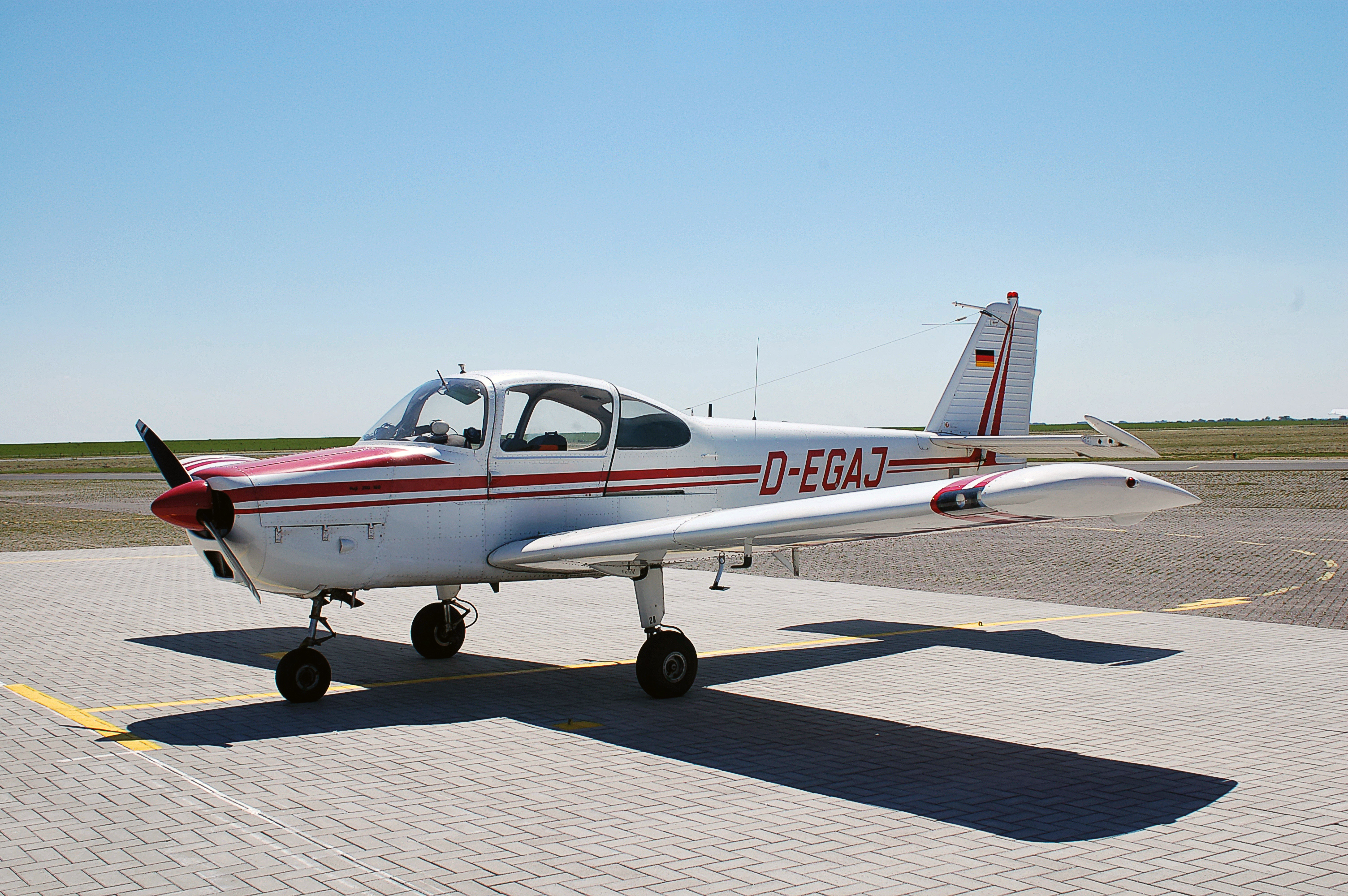
Egy Fuji FA-200-as

- 2002. május 11., Esztergom. Lezuhant egy Fuji 200-as típusú egymotoros kisrepülőgép. Három férfi és egy nő vesztette életét.[104]
- 2002. július 6., Nagykanizsa. Lezuhant egy szlovák ultrakönnyű kisrepülőgép. Két szlovákiai magyar életét vesztette.[104]
- 2002. július 14., Békéscsaba. Lezuhant a HA-SEC lajstromjelű PZL-104 Wilga típusú repülőgép.[15]
- 2002. augusztus 19., Felsőgöd. Lezuhant egy Mi–2-es helikopter. Lajstromjele a HA-BGO volt.[84]

### 2003
- 2003. március 21. 16:15, Maklár. Egy Cessna C–150L típusú gép zuhant le. Lajstromjele HA-SUA volt. A gépet vezető 32 éves férfi életét vesztette.[108][109]
- 2003. április 26., Szeged. Két vitorlázó repülő ütközött össze a levegőben. Az egyik gép még le tudott szállni, a másik gép lezuhant. A lezuhant gépen tartózkodó két fő életét vesztette.[108]
- 2003. június 12., Botykapeterd. Lezuhant a HA-MCD (2) lajstromjelű Kamov Ka–26 típusú helikopter.[110]
- 2003. augusztus 31., Kalocsa. Lezuhant a HA-MRH lajstromjelű Kamov Ka–26 típusú helikopter.[111]
- 2003. szeptember 26., Szár. Lezuhant egy sportrepülőgép. A gép pilótája súlyos sérüléseket szenvedett.[112]
- 2003. szeptember 30., Röszke. Lezuhant egy Mi–2-es helikopter. Lajstromjele a HA-BGI volt.[84]
- 2003. november 13., Tiszagyenda és Tiszaroff közt. Lezuhant egy JAK–52-es katonai gyakorló repülőgép. A gép két pilótája, Lanecker József ezredes és Szász Gábor őrnagy életét vesztette.[113]

### 2004

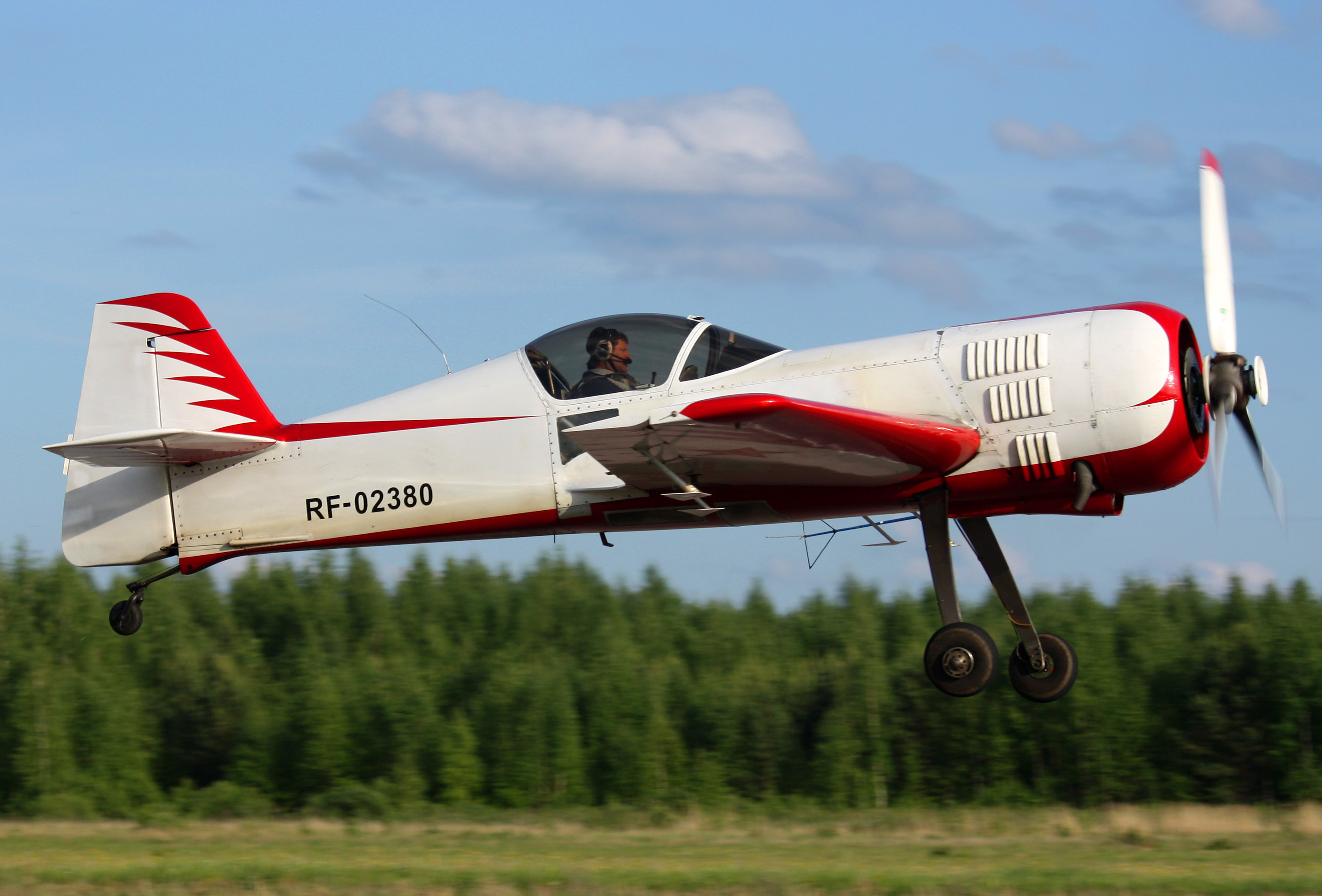
Egy Szuhoj SU-26-os

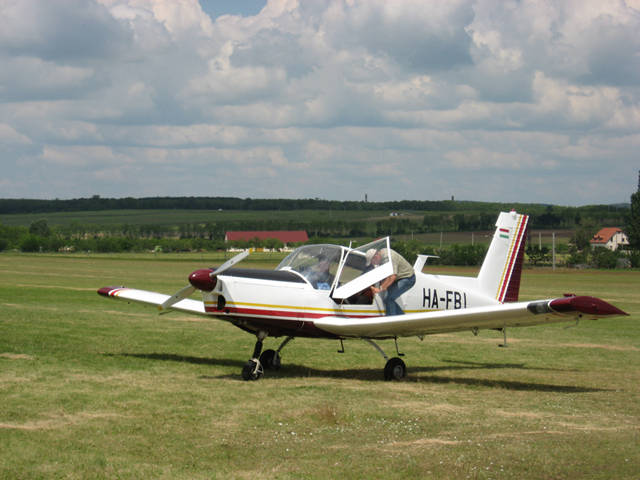
Egy magyar Zlín Z-43

- 2004. április 19., Mór. Egy Belgrádból Fertőszentmiklósra tartó Szuhoj–26-os kétüléses műrepülőgép kényszerleszállást hajtott végre a rossz látási viszonyok miatt.[114]
- 2004. június 9., Tata és Komárom közt. Légvezetéknek ütközött és lezuhant a HA-MPU lajstromjelű Kamov Ka–26 típusú helikopter. A pilóta sértetlenül úszta meg a balesetet.[97][115]
- 2004. július 24., Dunakeszi. Egy Zlín Z-43 típusú, HA-FBE lajstromjelű kisrepülőgép zuhant le.[73] A gépen tartózkodó négy személy közül egy fő a kórházba szállítás közben életét vesztette.[108]
- 2004. július 31., Dunaújváros. Lezuhant a HA-MCM (2) lajstromjelű Kamov Ka–26 típusú helikopter.[116]
- 2004. szeptember 6., Budakeszi, Farkashegy. Lezuhant és kigyulladt egy UN-100 típusú ultrakönnyű kisrepülőgép. Két középkorú személy (egy nő és egy férfi) életét vesztette.[108][117]
- 2004. szeptember 10., Medgyesegyháza. Lezuhant a HA-MRI lajstromjelű Kamov Ka–26 típusú helikopter.[118]

### 2005
- 2005. január 8. 13:00 körül; Vaskút és Gara közt. Mintegy 200 méteres magasságból lezuhant egy MD 300-as típusú helikopter. A Pécsről Bácsbokod irányába tartó gép pilótája és utasa életüket vesztették.[119]
- 2005. március 31. Pécsett Lezuhant egy Mi–2-es helikopter. Lajstromjele a HA-BGL volt.[84]
- 2005. május 11. a kecskeméti repülőtér mellett a 02-es oldalszámú MiG–29B jobb oldali hajtóművének műszaki meghibásodása miatt lezuhant. A pilóta, Szabó Zoltán Róbert százados a kigyulladt és már égő repülőgépet kivezette a lakott terület és repülőtér fölül, majd sérülések nélkül katapultált az égő gépből.[120]
- 2005. június 3., Tápiószentmárton. Madárrajjal ütközött, majd kényszerleszállást hajtott végre a HA-FBD lajstromjelű Zlín Z–143 típusú repülőgép.[73]
- 2002. június 3., Kisapostag és Baracs. Lezuhant a HA-SEH lajstromjelű PZL-104 Wilga típusú repülőgép.[15]
- 2005. július 21., Csanádpalota. Felszállás közben a HA-MZH lajstromjelű Ka–26 típusú helikopter rotorja kiszakadt. A pilóta könnyebb sérüléseket szenvedett.[121]
- 2005. július 23. Mikebuda. A Ha-MRK lajstromjelű Ka–26 típusú helikopter lezuhant, pilótája szörnyethalt.[122]
- 2005. július 31., Báta, Bátaszék-Furkópuszta. A HA-MMC lajstromjelű Ka–26 típusú helikopter 45 éves pilótája, Nagy László meghalt.[78][99][123]
- 2005. augusztus 30., Solt. Felszállás közben a HA-MNL lajstromjelű Ka–26 típusú helikopter visszazuhant a földre. A pilóta túlélte a balesetet.[124]
- 2005. szeptember 24., Nagymaros. Lezuhant a HA-SGH lajstromjelű Zlín Z–142 típusú repülőgép.[73]

### 2006

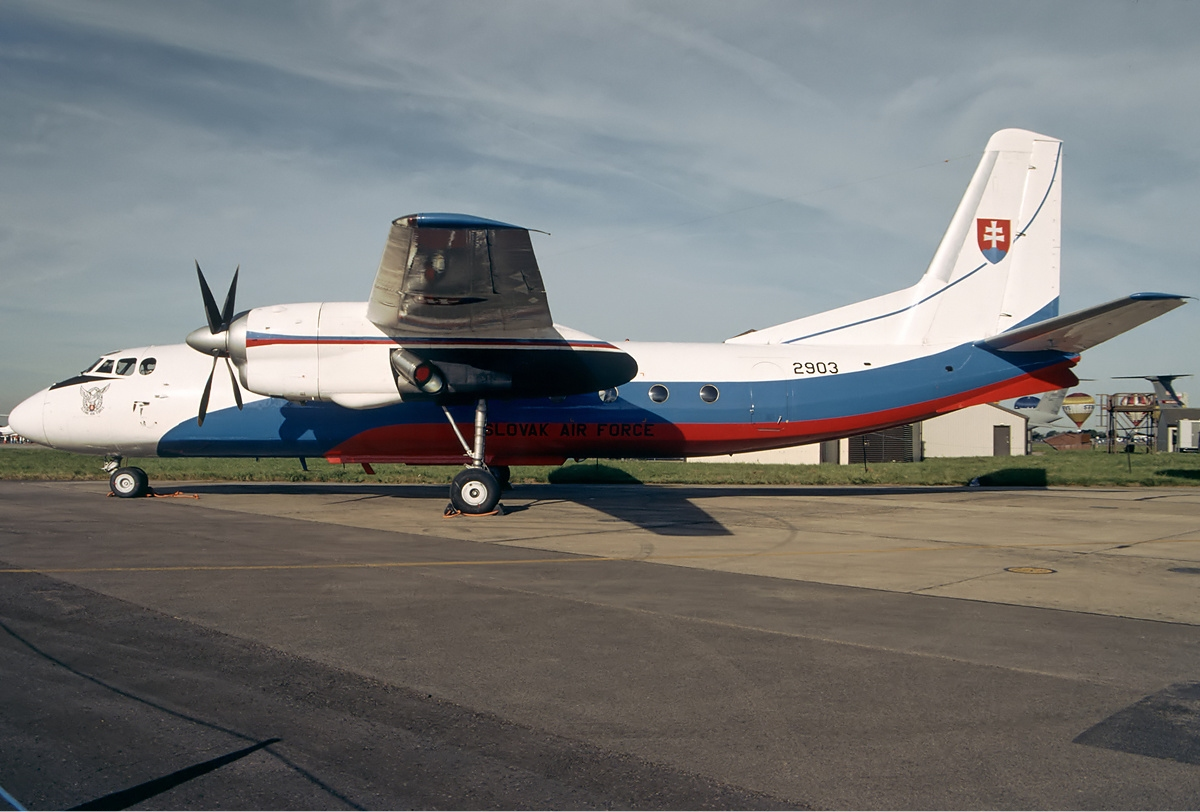
A Szlovák légierő egyik AN-24-es repülőgépe

- 2006. január 19., Borsó-hegy, Hejce. A Szlovák Légierő An–24-es repülőgépe Magyarország északi részén, Hejce és Telkibánya községek között lezuhant. A fedélzeten tartózkodó 43 fő (a 8 fős személyzet és 35 fő utas) közül egy élte túl a balesetet.[125]
- 2006. április 8., Nagyhalász. Lezuhant a HA-MRB lajstromjelű Kamov Ka–26 típusú helikopter.[126]
- 2006. november 25., Jakabszállás. Lezuhant a HA-SFS lajstromjelű Zlín Z–142 típusú repülőgép.[73]

### 2007
- 2007. április 9., Dunakeszi. Lezuhant egy vitorlázó repülőgép. Csörlőzés közben a gép megbillent és lezuhant. A gép oktatópilótája könnyebb sérüléseket szenvedett, növendékének nem esett baja.[127]
- 2007. május 26., Szirmabesenyő. Lezuhant egy sárkányrepülő a Sajó partján. A gép pilótája súlyos, de nem életveszélyes sérüléseket szenvedett.[128]
- 2007. augusztus 2., Kiskunfélegyháza és Bugac közt. Lezuhant és kigyulladt egy Corvus Corone MK II-es típusú ultrakönnyű kisrepülőgép. Két személy (a 47 éves Őri Ferenc és egy holland állampolgár) életét vesztette.[108][129]
- 2007. augusztus 22, Nagy-Kevély-hegy, Pilisborosjenő. Egy DMV3 siklóernyőt kezelő siklóernyős leszállás közben megsérült.[130]

### 2008

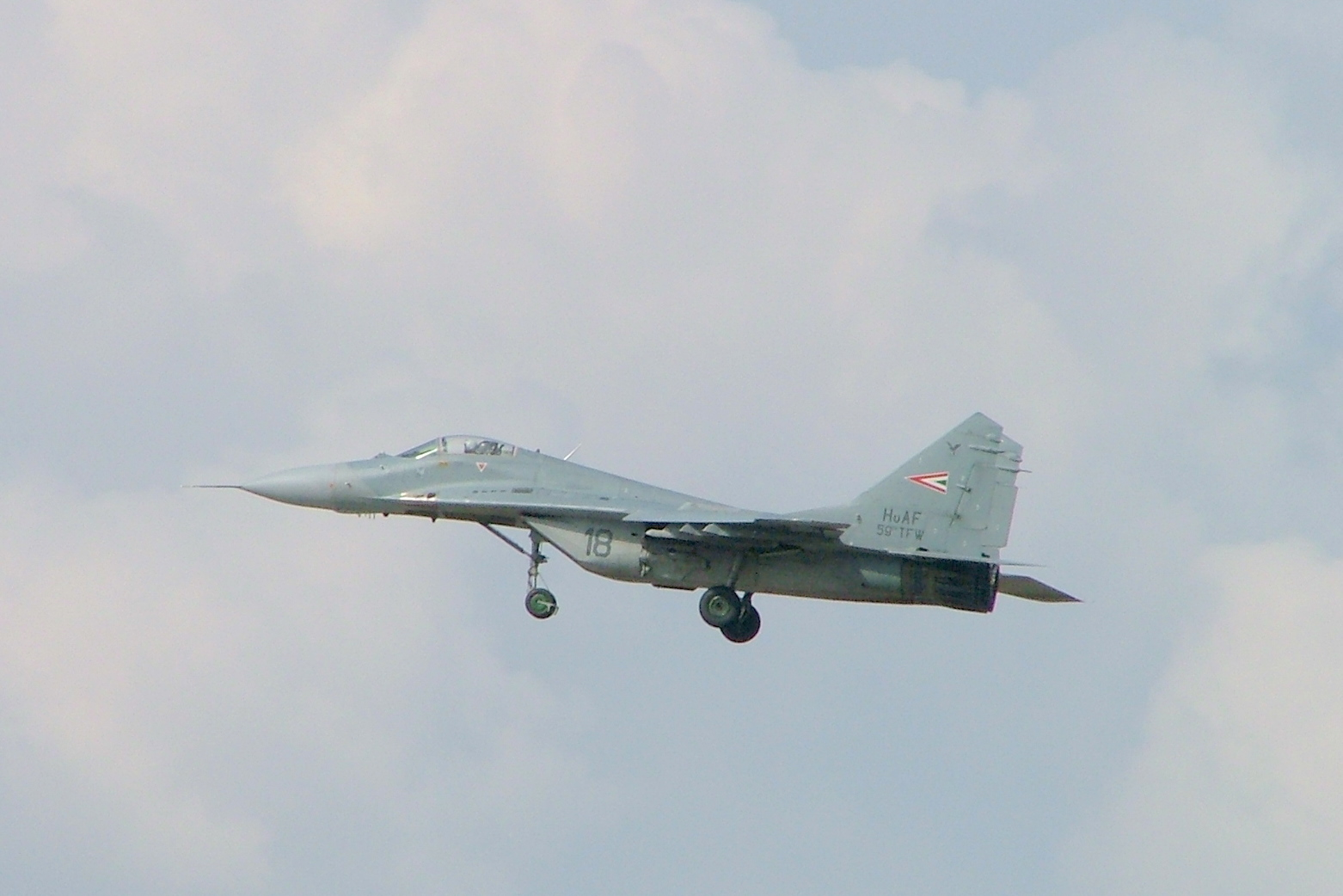
A Magyar Honvédség egyik MIG-29-es vadászrepülőgépe

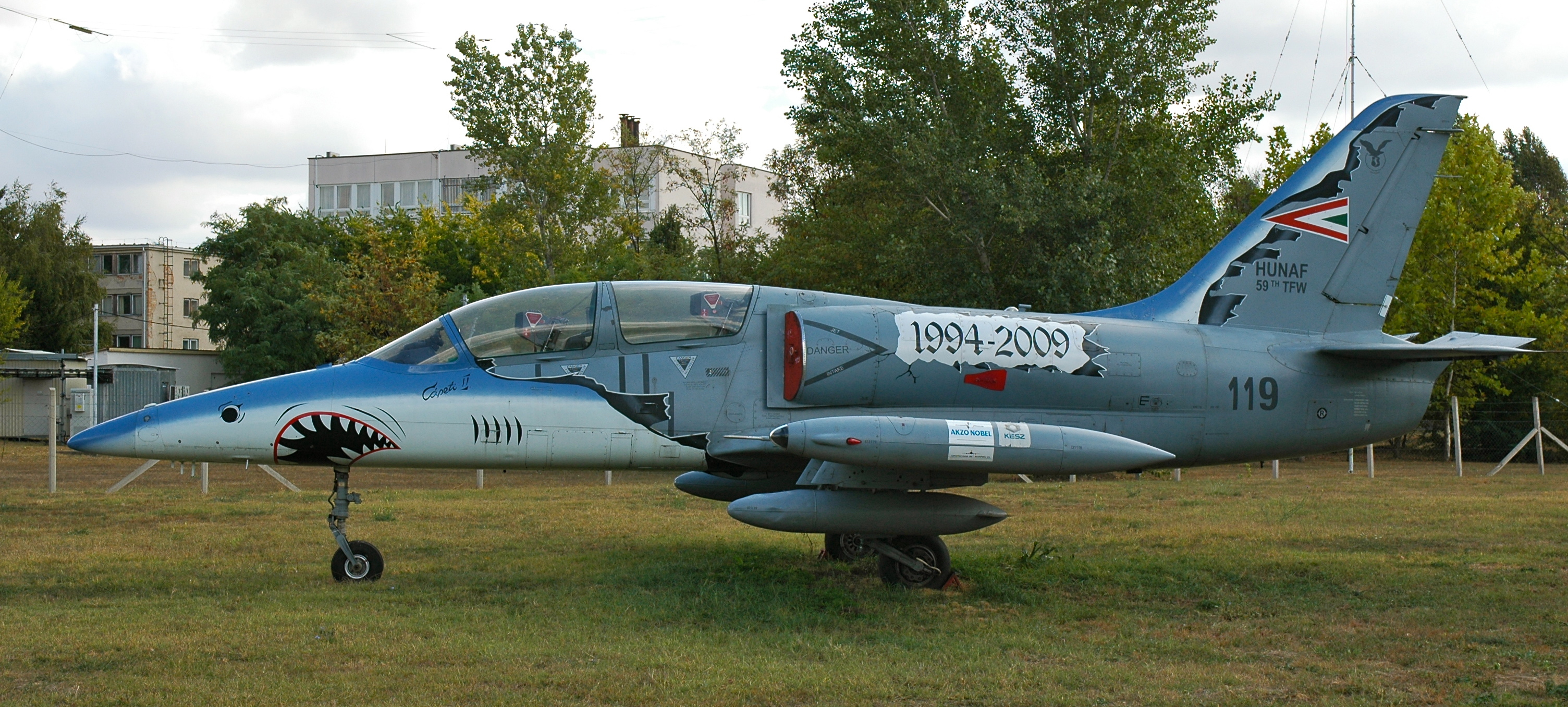
Egy L-39 Albatros

- 2008. január 31., Óballa. A Magyar Honvédség egyik Mi–8 típusú helikoptere a földnek ütközött, majd kigyulladt. Egy fő életét vesztette, kettő fő súlyosan, egy fő könnyebben sérült meg.[131]
- 2008. április 17., Kecskemét. Egy MiG–29-es repülőgép szenvedett balesetet.[132]
- 2008. június 20., Fehérgyarmat. Egy L–39 Albatros ZO típusú katonai repülőgép szenvedett balesetet. Pilótái, Janicsek András alezredes és Ignácz Zoltán főhadnagy életüket vesztették.[133]
- 2008. június 22., Nagybajom. Öten sérültek meg a Gazella típusú gép lezuhanásakor.[134][135]
- 2008. július 12. 15:50, Kimle, Mosoni-Duna.[136] Az YR-XFC lajstromjelű MI-34C típusú helikopter zuhant bele a folyóba egy légvezetékkel való ütközést követően.[137] Három fő súlyos, egy fő könnyebb sérüléseket szenvedett.[138]
- 2008. július 27., Tiszaalpár. Lezuhant egy motoros sárkányrepülő, a pilóta súlyos sérüléseket szenvedett.[139]
- 2008. július 31., az Országos Mentőszolgálat EC–135 T2 típusú mentőhelikoptere lezuhant Kiskunlacháza közelében, Bács-Kiskun megye területén. A balesetben az ápoló azonnal életét vesztette, míg a pilóta három nappal később hunyt el.[140]
- 2008. augusztus 28., Szolnok. Lezuhant egy Apollo típusú motoros sárkányrepülőgép. Két fő életét vesztette.[141]
- 2008. október 27., Budapest, Hármashatár-hegy, repülőtér. Lezuhant egy RF-5 típusú motoros vitorlázógép. A gépet vezető 52 éves férfi életét vesztette.[108][142]

### 2009

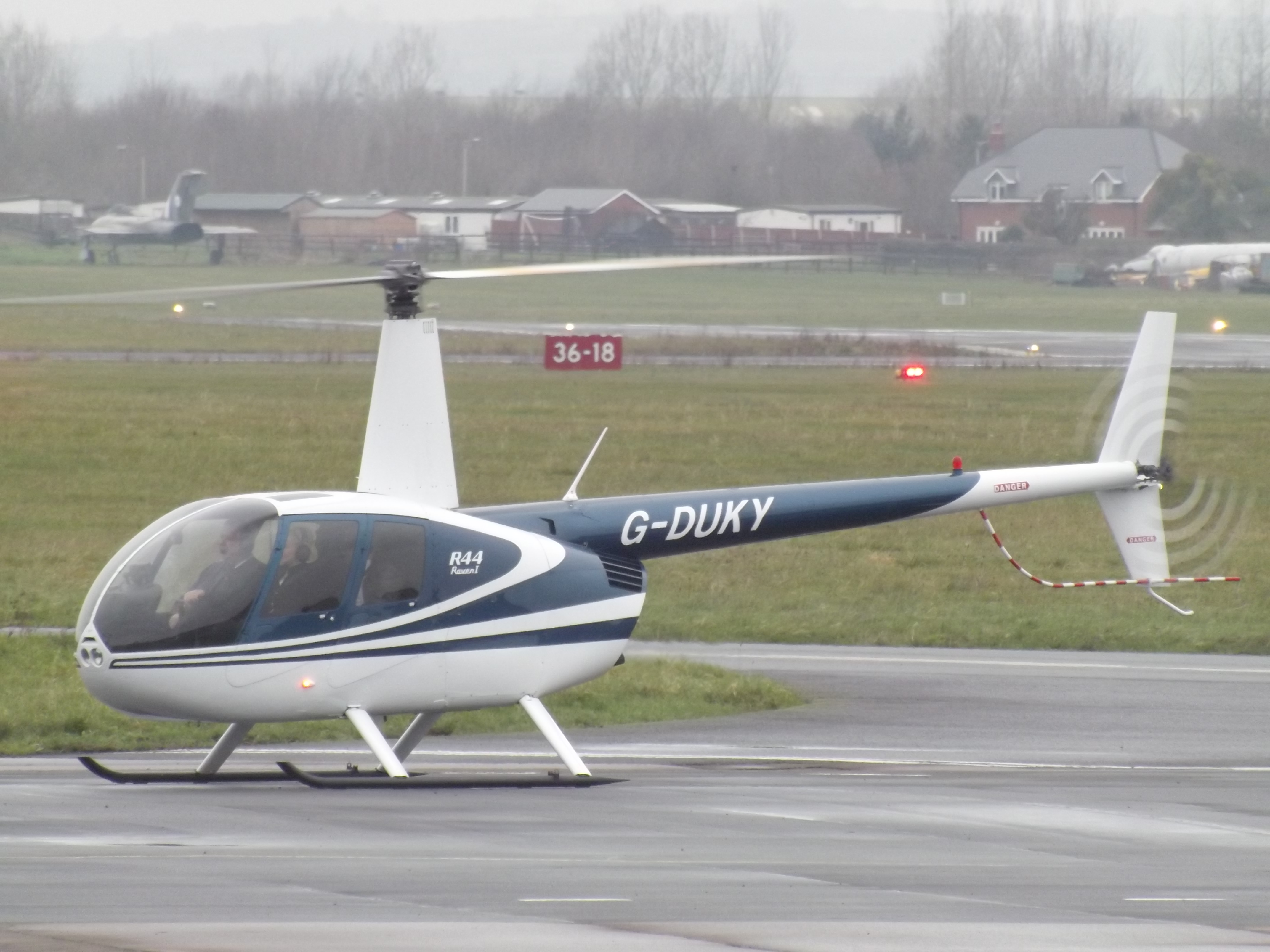
Robinson R44

- 2009. február 10., Budapest, Lágymányosi Duna szakasz, a Lágymányosi híd és a Csepel-sziget közt. Egy Robinson R–44-es típusú helikopter zuhant a Dunába. A gépen utazó egyik utas életét vesztette.[131]
- 2009. március 19., Mezőhegyes. Lezuhant a HA-MTY (2) lajstromjelű PZL M–18 Dromader típusú repülőgép.[15][143]
- 2009. május 1., Gyöngyös, Pipis-hegy. Kényszerleszállás közben lezuhant a HA-SEO lajstromjelű PZL-104 Wilga típusú repülőgép.[15]
- 2009. július 11. 15:00, Békéscsaba. Csörlőzés közben lezuhant egy vitorlázó repülőgép. A pilóta könnyebb sérüléseket szenvedett.[144]
- 2009. július 18., Dunakeszi. Lezuhant a HA-SGI lajstromjelű Zlin-142 típusú kisrepülőgép. A nézők közül egy ember a helyszínen életét vesztette, a pilóta és további egy néző súlyosan megsérült.[73][108]
- 2009. július 21., Úrhida. Lezuhant és kigyulladt egy Sting S4-es típusú ultrakönnyű kisrepülőgép. A gépen oktatópilótaként tartózkodó 66 éves férfi a kórházban hunyt el. A 70 éves tanuló pilóta könnyebb sérüléseket szenvedett.[108][145]
- 2009. szeptember 28., Dunakeszi. Egy Apollo Fox típusú kisrepülőgép zuhant le a reptér közelében. A gépet vezető 38 éves férfi életét vesztette.[146]
- 2009. október 11., Zalaegerszeg. Lezuhant egy sárkányrepülő. Egy fő életét vesztette.[147]
- 2009. november 28. Szombathely. Kényszerleszállást hajtott végre szántóföldön a HA-YNBH lajstromjelű Apollo Fox. A gép a felázott talajon átfordult és a tetején állt meg. A pilóta könnyebben sérült, utasa nem sérült meg a balesetben.[148]Balesetet szenvedett Apollo Fox ultrakönnyű repülőgép Szombathely határában

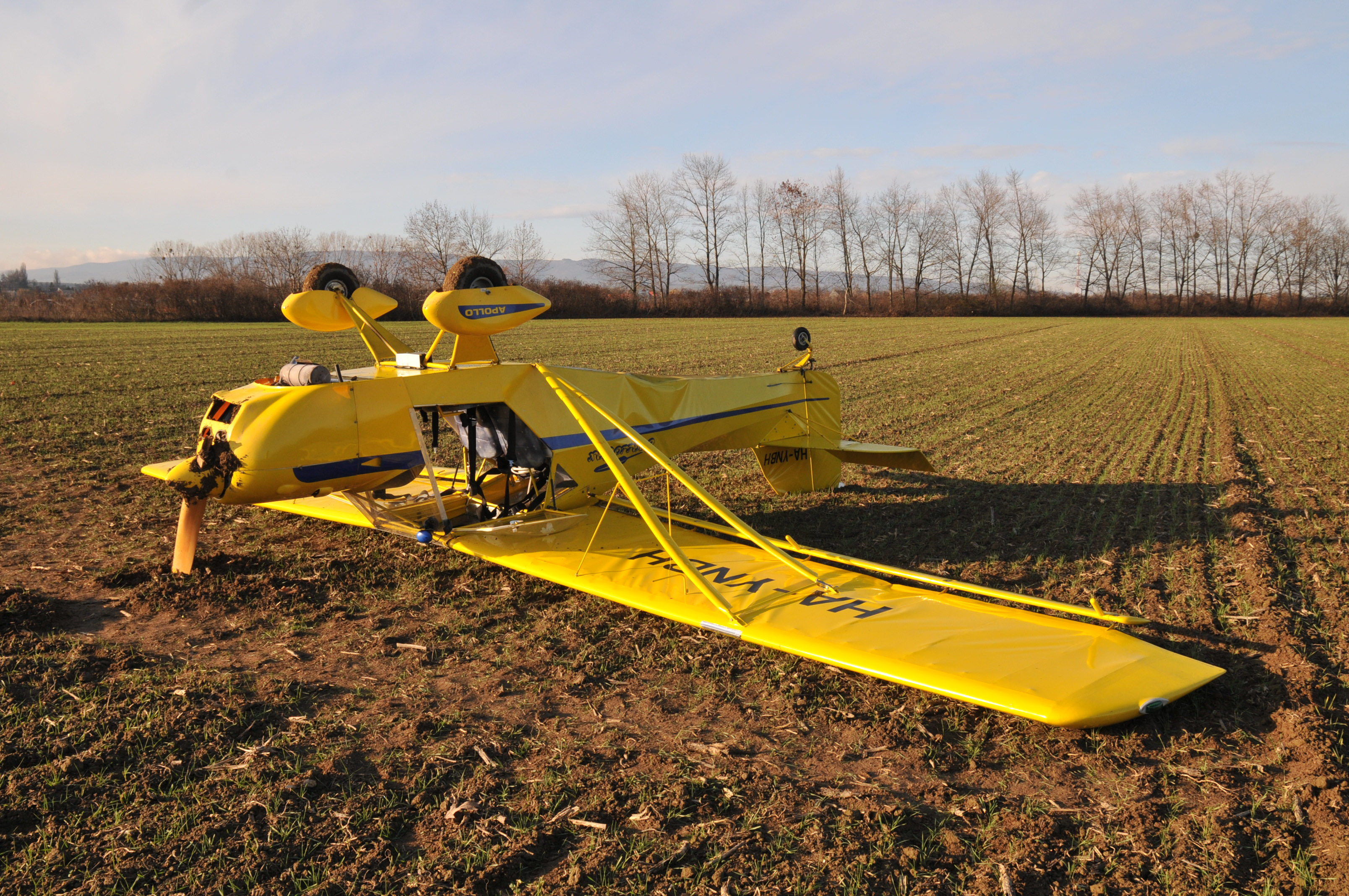
Balesetet szenvedett Apollo Fox ultrakönnyű repülőgép Szombathely határában

### 2010

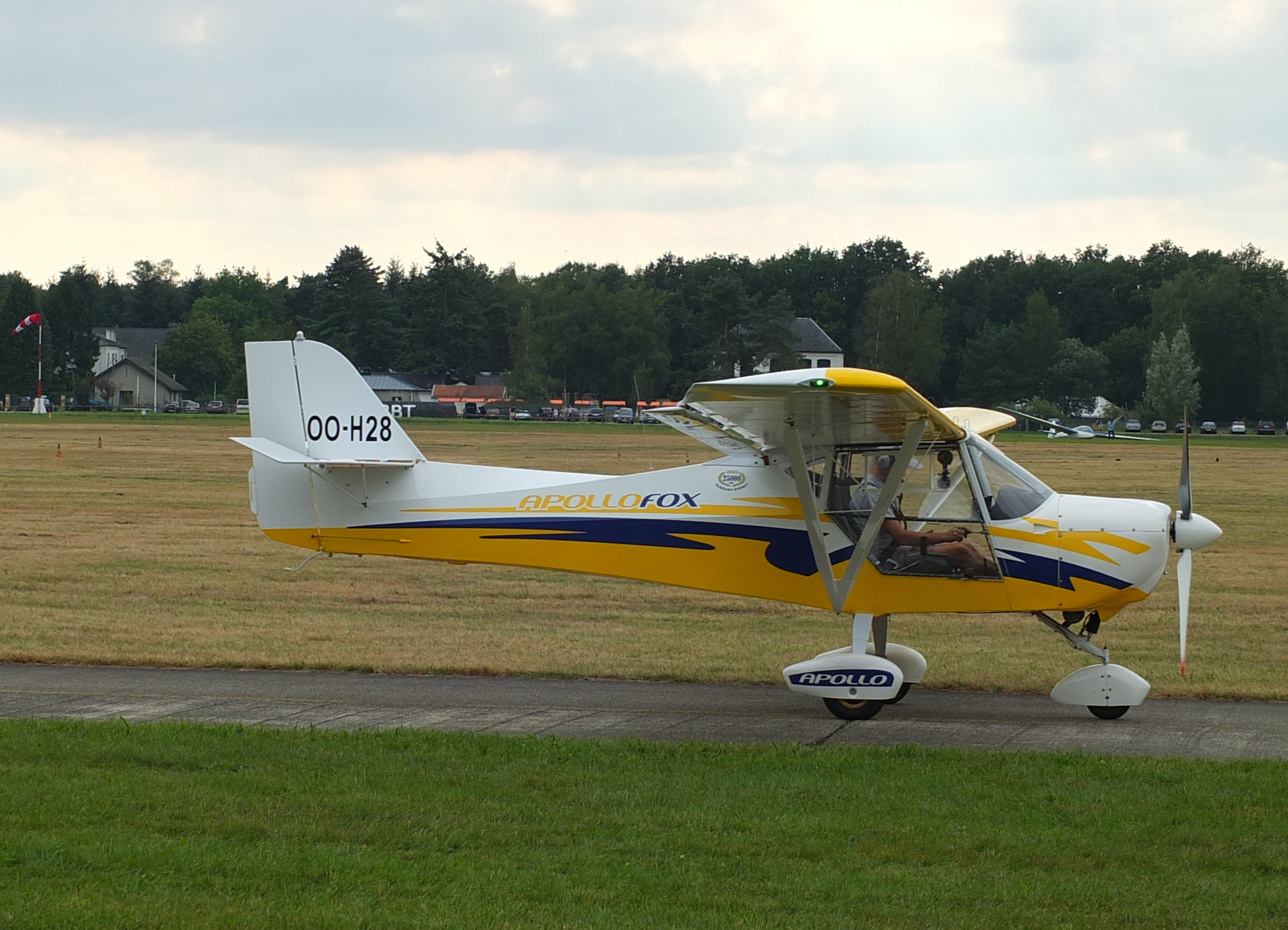
Egy Apollo Fox

- 2010. március 28., Nagykanizsa. Egy Apollo Fox típusú kisrepülőgép zuhant le a nagykanizsai repülőtéren. A gépet vezető 40 éves férfi életét vesztette.[149]
- 2010. április 11., Budaörs, Mező utca. A HA-5529 lajstromjelű vitorlázó repülőgép zuhant le az egyik ház előkertjébe. Pilótáját kórházba szállították.[150]
- 2010. május 29., Hajdúszoboszló. Kényszerleszállást hajtott végre egy kisrepülőgép. Személyi sérülés nem történt.[151]
- 2010. július 4., Hódmezővásárhely. Lezuhant egy vitorlázógép a város határában, miután légvezetéknek ütközött. A gép 21 éves pilótája könnyebb sérüléseket szenvedett.[152]
- 2010. július 5., Budapest, III. kerület, Taliga utca. Egy Cessna 172 típusú gép zuhant le. A gépen tartózkodó három fő, Szabó András, a Monster energiaital gyártó vállalat egyik munkatársa, Szobi Balázs, az Oxxo Racing Team kamionversenyzője, valamint Tarsoly Tamás az Oxxo Racing Team sajtófőnöke életét vesztette.[108][153]
- 2010. július 10., Balatonfenyves, M7-es autópálya. Lezuhant egy kisrepülőgép az autópálya mellett. A gépen tartózkodó két olasz állampolgár súlyos sérüléseket szenvedett.[154]
- 2010. július 16., Halászi. Lezuhant egy ultrakönnyű kisrepülőgép.[155]
- 2010. július 29., Szeged, 55-ös főút. Leszállás közben kamionnak ütközött egy német vitorlázó repülőgép. A kamion sofőrje súlyos, a vitorlázógép pilótája könnyebb sérüléseket szenvedett.[156]
- 2010. augusztus 11., Sülysáp. Légvezetéken akadt fenn egy siklórepülő.[157]
- 2010. augusztus 12. 16:00, Pilisszentkereszt. Lezuhant egy sárkányrepülő. A gép 40 éves pilótája súlyos sérüléseket szenvedett.[157]
- 2010. augusztus 21., Hajdúszoboszló. Egy kétüléses motoros sárkányrepülő lezuhant leszállás közben.[158]
- 2010. december 8., Tököl. A HA-ERM lajstromjelű Cessna F–152 típusú repülőgép lezuhant a tököli repülőtér közelében.[159] A pilóta életét vesztette.[160][161]

### 2011

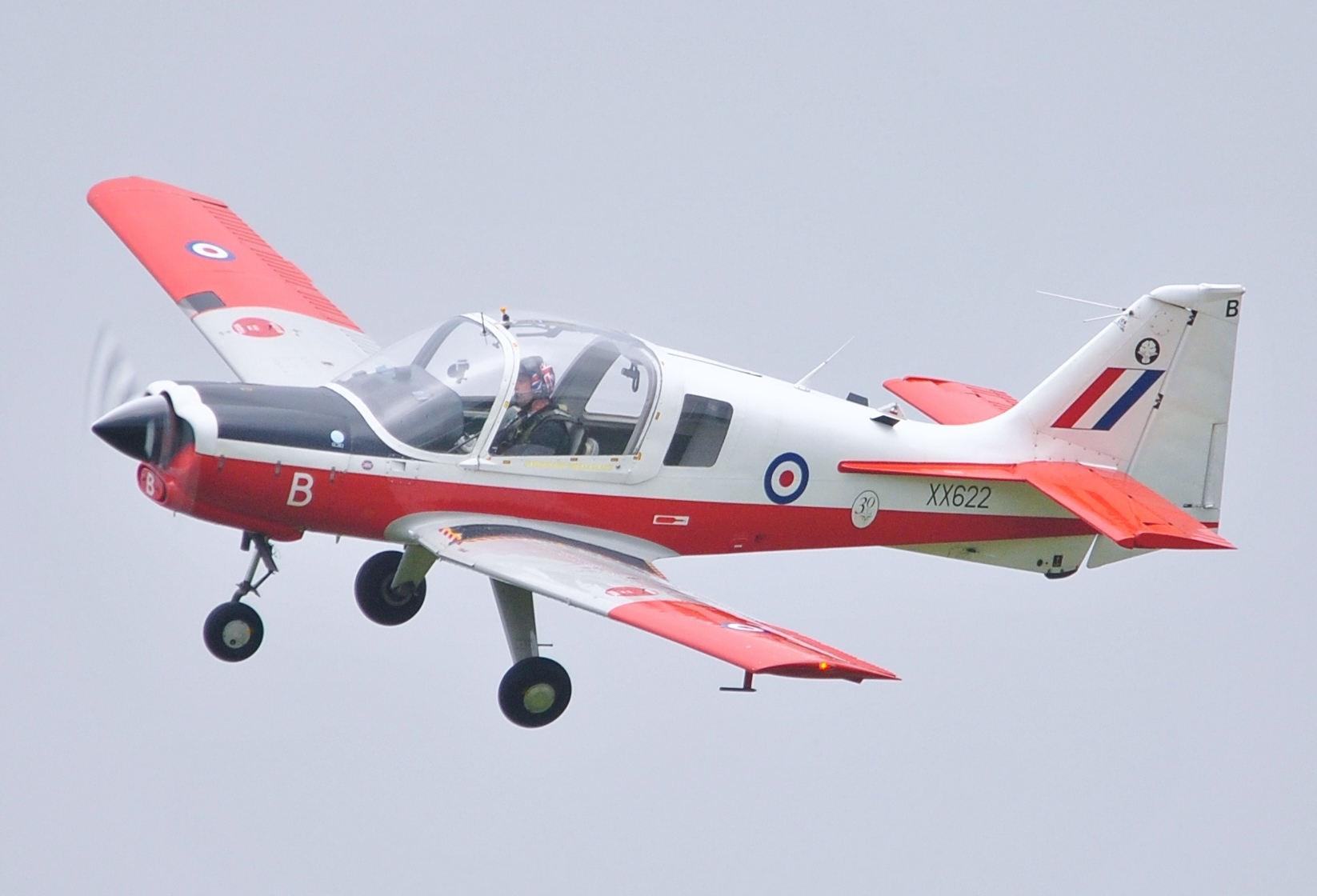
Egy Scottish Aviation Bulldog 2012-ben

- 2011. január 16., Eger. Egy Apollo Fox típusú kisrepülőgép zuhant le az Egert Noszvajjal összekötő közút mellett. A gépet vezető 46 éves férfi életét vesztette.[162]
- 2011. március 5., Hármashatár-hegy. Lezuhant egy sárkányrepülő a Hármashatár-hegyen. A gép sziklának ütközött.[163]
- 2011. június 20. 11:55, Nagyhajmás. Kényszerleszállás a Ka–26 típusú helikopter hajtóművének teljesítményének hirtelen csökkenése miatt. A pilóta könnyebb sérüléseket szenvedett.[164]
- 2011. július 17., Budaörs. Felszállás közben túlfutott a kifutón egy Cessna 210-es repülőgép. Személyi sérülés nem történt.[165]
- 2011. július 18., Szolnok. Balesetet szenvedett egy MIG 15 típusú repülőgép. Személyi sérülés nem történt.[166]
- 2011. augusztus 4., Siófok. Lezuhant egy sárkányrepülőgép. A pilóta és utasa szörnyethalt.[167]
- 2011. augusztus 5., Jakabszállás. Lezuhant egy vitorlázó repülőgép, sérült nem volt.[168]
- 2011. augusztus 14., Debrecen, Monostorpályi liget. Lezuhant és súlyos sérüléseket szenvedett egy siklóernyős.[169]
- 2011. szeptember 4., Bicske. Lezuhant egy Bulldog típusú repülőgép Újbarok és Szár közt. Hárman utaztak a repülővel, súlyos sérüléseket szenvedtek. A pilóta és egyik utasa a kórházban elhunyt.[170]

### 2012

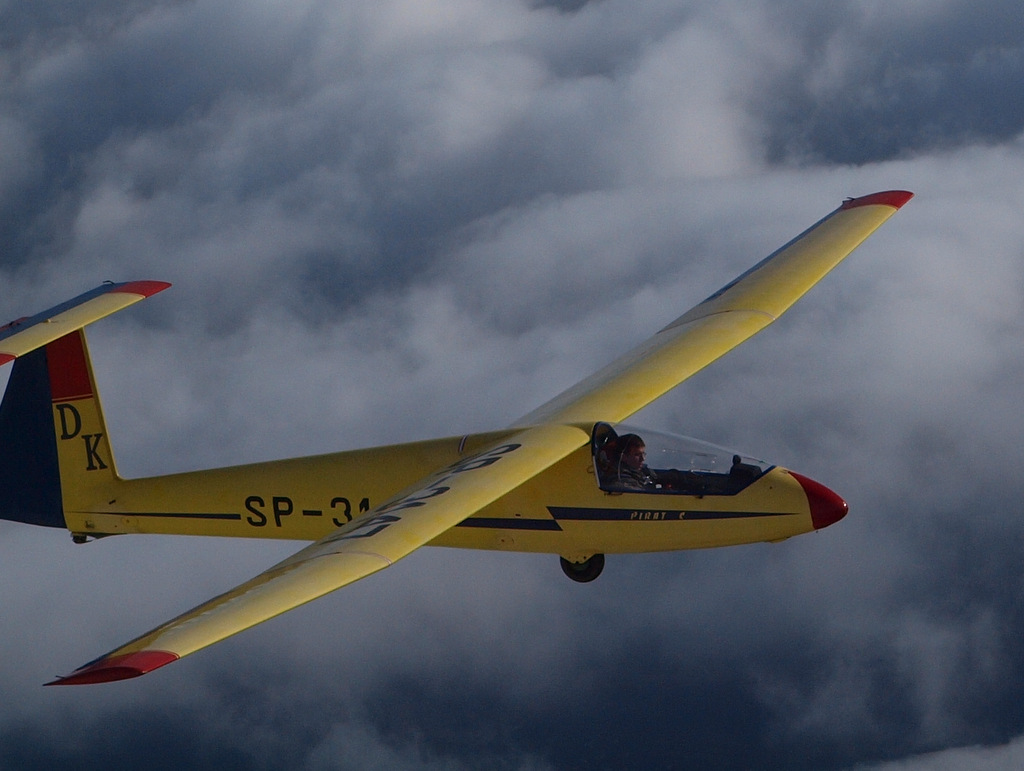
Egy Pirat SZD 30 vitorlázógép

- 2012. április 21., Fertőszentmiklós. Lezuhant egy ejtőernyős a város határában. A baleset következtében életét vesztette.[171]
- 2012. május 12. Lezuhant egy Mi–2-es helikopter. Lajstromjele a HA-BGK volt.[84]
- 2012. június 6., Pilisborosjenő. Lezuhant egy siklóernyős, súlyos sérülésekkel vitték kórházba.[172]
- 2012. június 10., Kaposújlak. Egy motoros függővitorlázó (köznapi nevén: motoros sárkányrepülő) szenvedett balesetet. Személyi sérülés nem történt, a gépről ejtőernyővel menekült a pilóta.[173]
- 2012. július 10., Balatonkeresztúr. Lezuhant egy sárkányrepülő. A gép pilótája súlyos sérüléseket szenvedett.[174]
- 2012. július 10., Kaposújlak. Lezuhant egy siklóernyős, miután hevedere pörögni kezdett. A siklóernyőst súlyos sérülésekkel szállították kórházba.[175]
- 2012. augusztus 12., Kecskéd. A kecskédi horgásztóba esett egy Pirat SZD 30 típusú vitorlázógép csörlőzés közben. A pilóta könnyebb sérüléseket szenvedett.[173]
- 2012. augusztus 18., Hajdúszoboszló. Vontatás közben lezuhant egy vitorlázó repülőgép. Pilótája, Bakota Árpád, a debreceni Csokonai Színház színművésze volt, akit sérülésekkel szállítottak kórházba.[176]
- 2012. október 21., Gyöngyös, Pipis-hegy. Lezuhant egy motoros vitorlázó repülőgép. Egy fő súlyos, egy fő könnyű sérüléseket szenvedett.[177]

### 2013
- 2013. április 12., Szólád. Lezuhant egy siklóernyős és súlyos sérüléseket szenvedett.[178]
- 2013. május 20., Hármashatárhegyi repülőtér. Lezuhant egy R-26S Góbé típusú vitorlázó repülőgép. A gépen tartózkodó oktatópilóta súlyosan megsérült, míg növendéke könnyebb sérüléseket szenvedett.[179]
- 2013. június 13., Hajdúszoboszló. Lezuhant egy Nimbus 3 típusú vitorlázó repülőgép csörlőzés közben a hajdúszoboszlói repülőtéren. A gépet vezető magyar származású német állampolgár súlyos sérüléseket szenvedett.[180]
- 2013. szeptember 8., Nádudvar. Lezuhant egy kisrepülőgép. A gép pilótája életét vesztette.[181]

### 2014
- 2014. március 21., Jakabszállás és Matkó közt. Egy motoros sárkányrepülő zuhant le. A sárkányrepülőt vezető személy életét vesztette.[182]
- 2014. május 28. Egy Apollo Fox típusú kisrepülő zuhant le Kisapostag külterületén. A repülőn tartózkodó mindkét férfi életét vesztette.[183]
- 2014. március 30., Eger. Lezuhant és súlyos sérüléseket szenvedett egy siklóernyős.[184]
- 2014. június 2. Egy kisrepülő zuhant le Sármellék külterületén. A repülőn tartózkodó mindkét személy sérülések nélkül úszta meg a balesetet.[185]
- 2014. július 16., Tabajd. Lezuhant a HA-MRA lajstromjelű Kamov Ka–26 típusú helikopter. Pilótája könnyebb sérüléseket szenvedett.[126]
- 2014. július 19., Attala. Lezuhant egy sárkányrepülő, a pilóta súlyos sérüléseket szenvedett.[186]
- 2014. október 10., Kaposújlak. Lezuhant és súlyos sérüléseket szenvedett egy ejtőernyős.[187]
- 2014. december 24., Kiskunlacháza. Lezuhant és kigyulladt egy kisrepülőgép. A gép pilótája súlyos égési sérüléseket szenvedett.[188]

### 2015

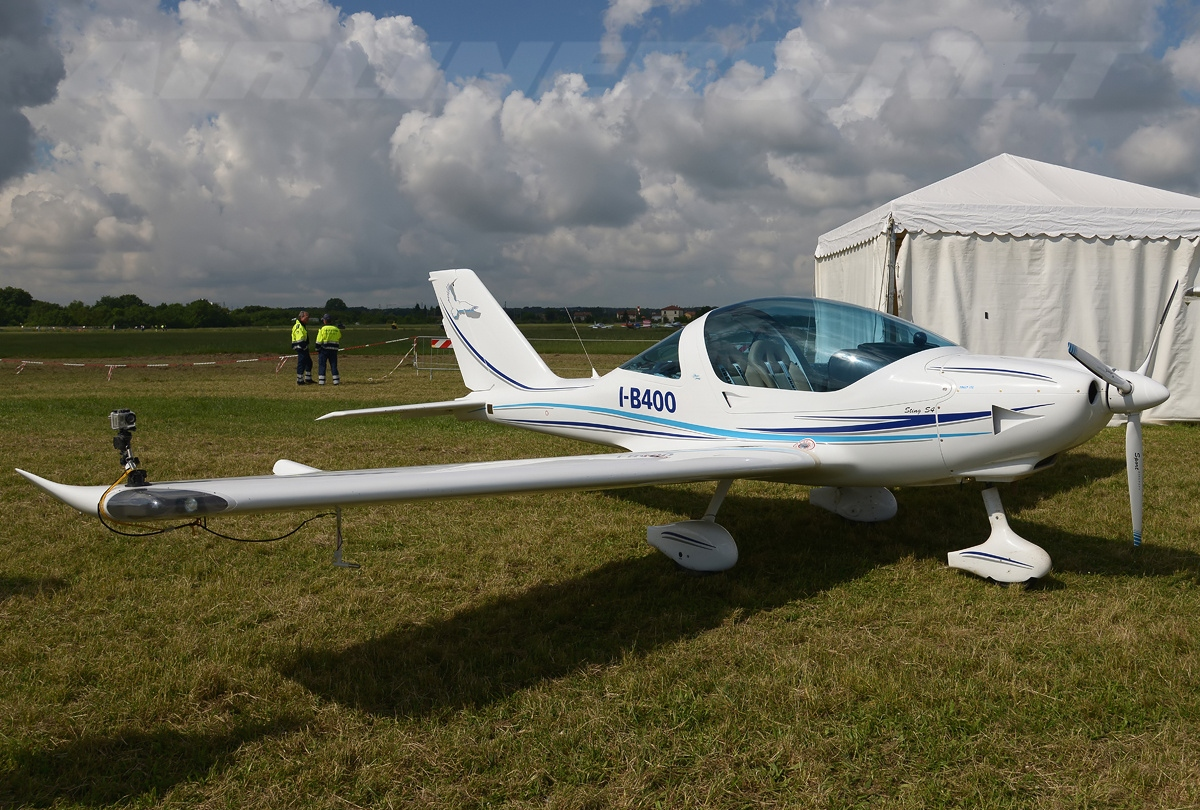
Egy TL-2000 Sting S4-es

- 2015. április 5., Sátoraljaújhely. Lezuhant egy motoros sárkányrepülő. A gép szlovák állampolgárságú pilótája könnyebb sérüléseket szenvedett.[189]
- 2015. április 9., Úrhida. Egy TL-2000 Sting S4 típusú ultrakönnyű kisrepülőgép zuhant le.[190]
- 2015. április 26., Parasznya. Légvezetéknek ütközött és lezuhant egy motoros sárkányrepülő. Két fő, egy nő és egy férfi súlyos sérüléseket szenvedett.[191]
- 2015. június 7., Esztergom. Két Góbé típusú vitorlázó repülőgép ütközött össze. Az egyik vitorlázó gépben egy oktató pilóta és növendéke ültek, ők életüket vesztették. A másik gép pilótája le tudott szállni gépével.[190]
- 2015. június 10., Kecskemét. Kádár Sándor őrnagy kényszerleszállást hajtott végre a Magyar Honvédség meghibásodott JAS 39 Gripen típusú vadászrepülőgépével. A pilóta katapultált és könnyebb sérüléseket szenvedett.[192]
- 2015. július 4., Budakeszi, Farkashegyi repülőtér. Balesetet szenvedett egy Lancair Legacy RG típusú repülőgép. A pilóta nem sérült meg, míg utasa súlyos, de nem életveszélyes sérüléseket szenvedett.[190]
- 2015. július 25., Balaton, Balatonberény. Egy vitorlázó repülőgép zuhant a tóba.[193]
- 2015. szeptember 13., Budaörs. Egy vitorlázó repülőgép zuhant az egyik bevásárlóközpont parkolójába.[194]

### 2016

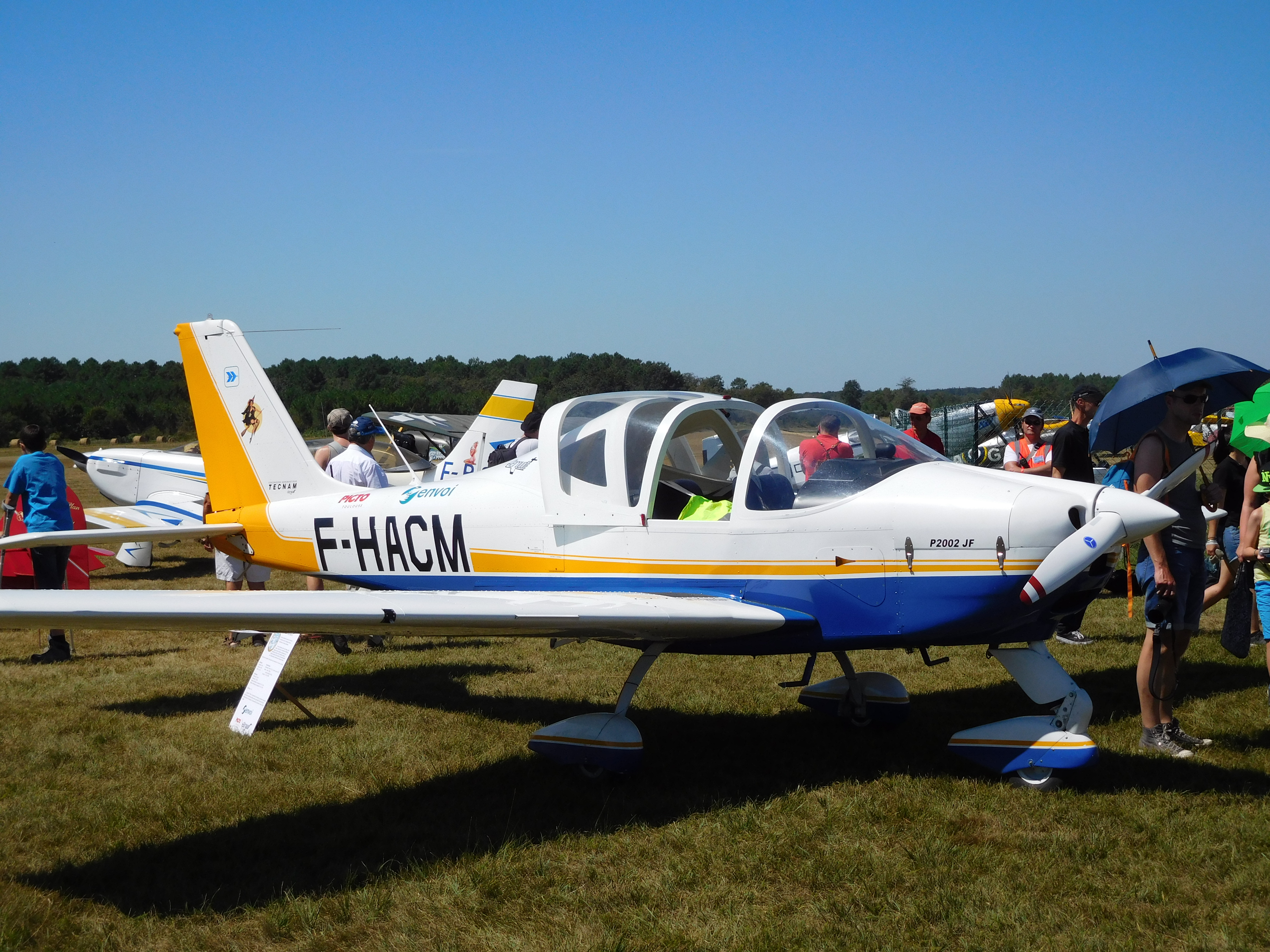
Tecnam P2002

- 2016. február 28., Vértestolna. Lezuhant egy Cessna 152-es típusú repülőgép. Egy román állampolgár életét vesztette. Egy magyar állampolgár súlyos sérüléseket szenvedett.[195]
- 2016. március 26., Dány. Lezuhant egy Tecnam P2002-es típusú repülőgép. Két fő (egy magyar és egy külföldi állampolgár) életét vesztette.[195]
- 2016. május 21., Gyöngyös, Pipis-hegy. Lezuhant egy vitorlázó repülő. A gép pilótája súlyos sérüléseket szenvedett.[196]
- 2016. május 27., Győr. Lezuhant a HA-BNI lajstromjelű PZL-Mielec M-18 Dromader típusú repülőgép.[15]
- 2016. július 4. 20:20, Budakeszi, Farkashegyi repülőtér. Túlfutott leszállás közben a kifutópályán, majd egy töltésnek ütközött egy Cessna 172-es típusú repülőgép a repülőtér közvetlen közelében. A pilóta nem sérült meg, két utasa könnyebb sérüléseket szenvedett.[195]
- 2016. július 9., Zalaegerszeg, Ebergény városrész. Lezuhant egy sárkányrepülő és két személy életét vesztette.[197]
- 2016. augusztus 27., Kaposújlak. Lezuhant egy Grob G 102 Astir CS77 típusú vitorlázó repülő, mert a csörlőzéshez használt sodrony beleakadt a gép farkába. A 72 éves pilóta életveszélyes sérüléseket szenvedett.[198]
- 2016. szeptember 2., Balatonfőkajár. Egy MTO Cavalon típusú repülőgép szenvedett balesetet. A gépen tartózkodó személyek könnyebb sérüléseket szenvedtek.[195]
- 2016. szeptember 18., Gödöllő. Egy Cessna–182-es és egy Piper PA–28-as repülőgép ütközött össze frontálisan Gödöllő közelében. A Cessna pilótája, a Piper pilótája, valamint egy édesanya és gyermeke vesztették életüket a tragédiában.[199][200]

### 2017

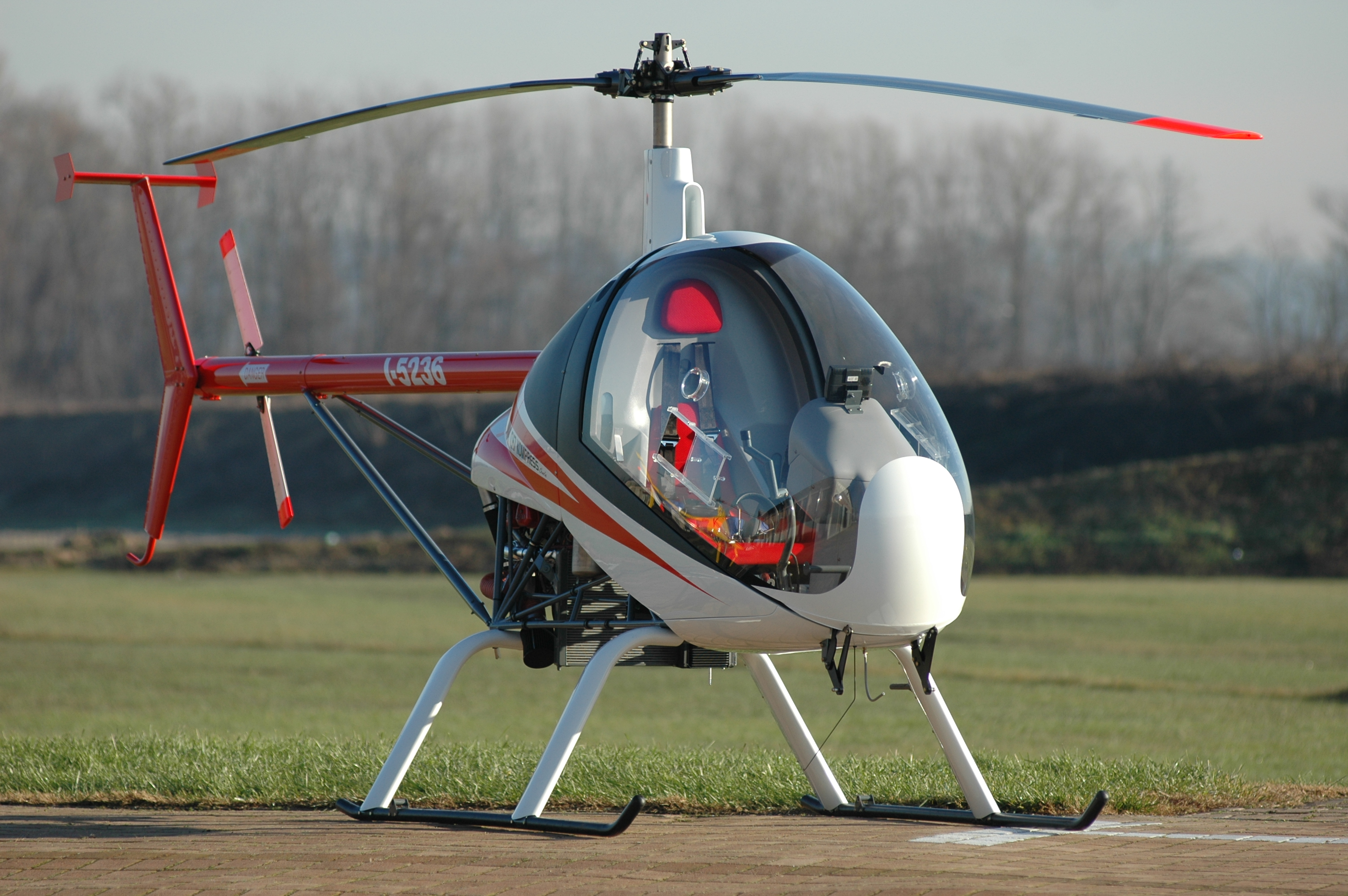
Heli-Sport CH-7 Charlie helikopter

- 2017. május 20., Nyíregyháza, Rákóczi Ferenc utca 100. Lezuhant a HA 4384 lajstromjelű SzD 30 Pirat típusú vitorlázógép. A 48 éves püspökladányi pilóta életét vesztette.[201][202][203][204][205][206]
- 2017. május 28. 16:20, Budaörsi repülőtér. A felszállás során a földre zuhant egy Heli-Sport CH-7 Kompress Charlie típusú helikopter. A földi kiszolgálószemélyzet egyik tagja könnyebben megsérült.[207]
- 2017. május 31., Sárvár és Vát közötti térség a 88-as főút mentén. A műszaki okok miatt leszállásra kényszerült helikopter a manőver közben a 25 kV-os vasúti felsővezetéknek ütközött. A pilóta lába eltört, áramütés nem érte.[208] A girokopter roncsa a 88-as út mellett, a pilóta túlélte a 25 kilovoltos vezetékkel ütközést és a lezuhanást is[209]

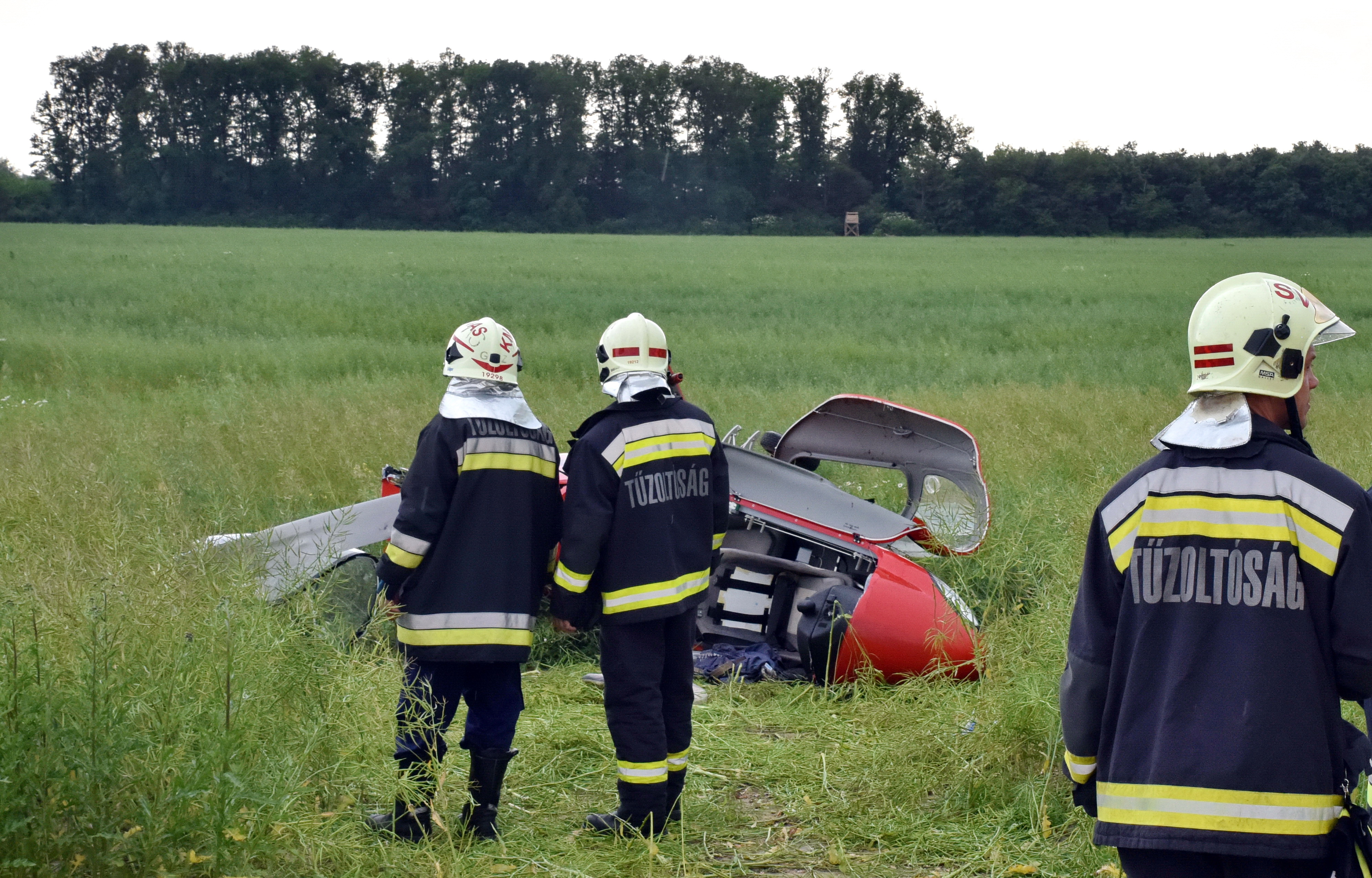
A girokopter roncsa a 88-as út mellett, a pilóta túlélte a 25 kilovoltos vezetékkel ütközést és a lezuhanást is

- 2017. június 3. Siófok-Kiliti repülőtér közelében. Egy 47 éves szlovén férfi lezuhant siklóruhás repülés közben. A férfi a balesetben életét vesztette.[210]
- 2017. június 16. 15:20, Tököli repülőtér. Lezuhant egy Scheibe SF 25 Falke német motoros vitorlázógép. A balesetben ketten életüket vesztették.[211][212]

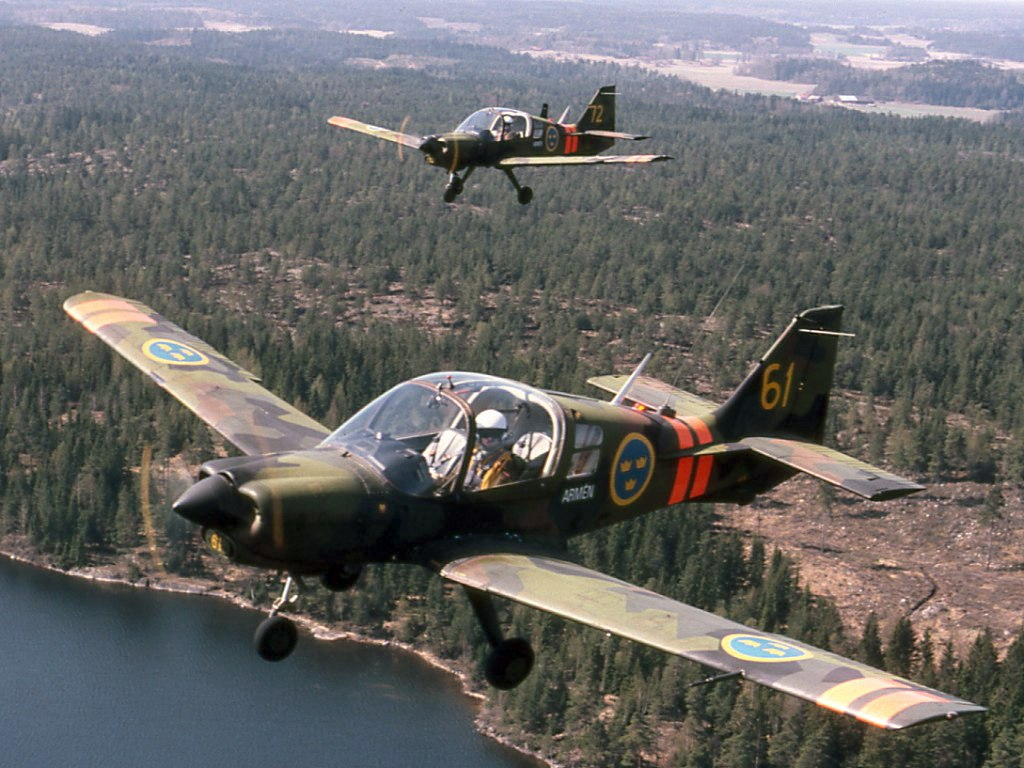
Scottish Aviation Bulldog, SK 61C a Svéd Hadsereg színeiben

- 2017. június 18. 15:00, Szentes. Két siklóernyős lezuhant és meghalt.[213]
- 2017. június 24. 19:00 után, Zirc-Tündérmajor. Egy Tecnam kisrepülőgép felszállás közben fennakadt egy fán. A két utast kimentették.[214]
- 2017. július 14. Pirtó. Egy ASG–21 típusú motoros vitorlázógép zuhant le Bács-Kiskun megyében. A balesetben a gép 47 éves pilótanője életét vesztette.[215]
- 2017. július 16. 19:00 körül, Székesfehérvár. A Börgöndi repülőtér közelében lezuhant egy motoros sárkányrepülő. A két utas meghalt.[216]
- 2017. augusztus 31. 19:00 körül, M1-es autópálya 21-es kilométer. Egy sportrepülőgép leszakított az elektromos távvezetéket. A repülőgép egy közeli reptéren leszállt. A leszakadt vezeték felgyújtotta az aljnövényzetet.[217]
- 2017. szeptember 25., Őrbottyán. Egy mentőhelikopter felszállás közben leszakította a felsővezetéket. Egy földön álló személy megsérült.[218]
- 2017. október 27. Érsekcsanád. Kényszerleszállás közben orra bukott és felborult a HA-VEN lajstromjelű Cessna–150 kisrepülőgép, a pilóta, egy török férfi súlyos koponyasérülést szenvedett.[219]
- 2017. december 5. Debrecen. Lezuhant leszállás közben egy európai uniós országból érkezett kisrepülőgép a debreceni repülőtéren. A pilóta sérülések nélkül megúszta a balesetet.[220]

### 2018

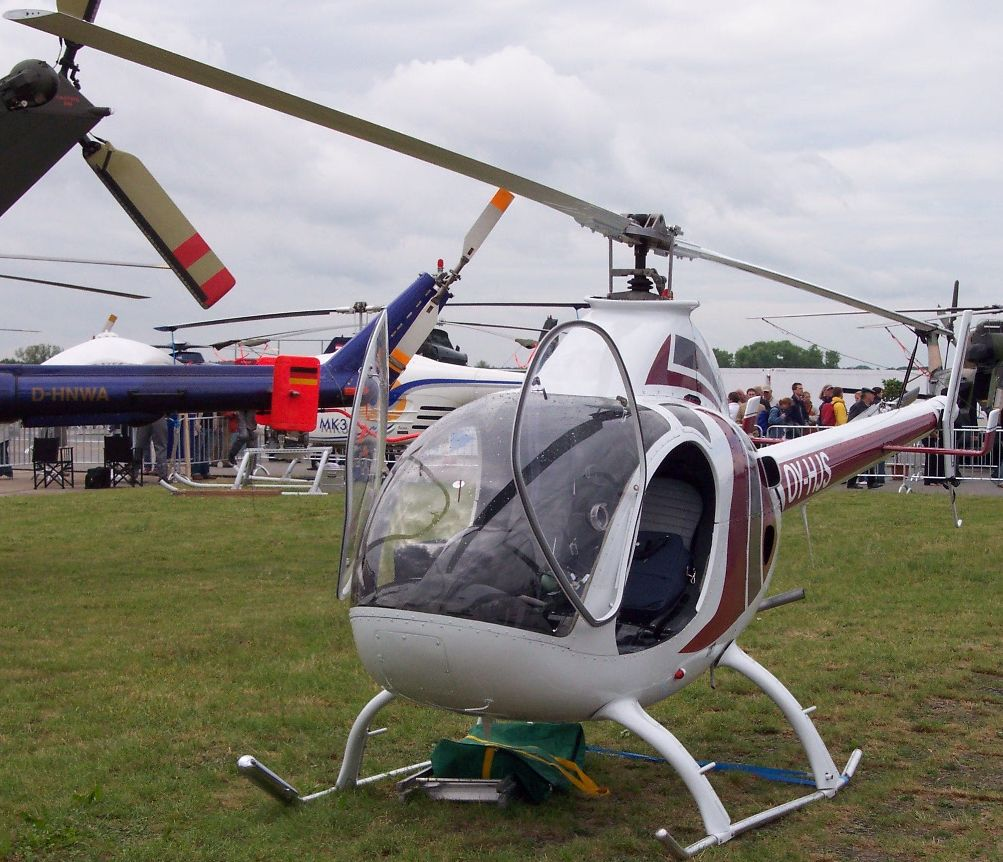
Egy RotorWay Exec 90 típusú helikopter

- 2018. január 8., Zichyújfalu. A HA-TUL lajstromjelű, kétüléses Scottish Aviation Bulldog (Sk 61) kisrepülő szántóföldre zuhant, egyedül utazó pilótája nem élte túl a becsapódást.[221][222]
- 2018. január 31., Zirc, Tündérmajor. A HA-XAX lajstromjelű, Rotorway Exec 90 típusú kis méretű ghelikopter felszállás közben hat méternyit emelkedett, majd visszazuhant a földre. Kettő főt kórházba szállítottak a helyszínről.[223][224][225]
- 2018. május 31., Pécs–Pogány repülőtér közelében. A Magnus Aircraft Zrt. kísérleti fázisban lévő HA-XEF lajstromjelű Magnus eFusion típusú repülőgépe 1,5 km-re a repülőtértől egy kukoricaföldre zuhant. A két pilóta a gép kigyulladása miatt életét vesztette.[226][227]
- 2018. augusztus 5., Vésztő, Mágor-tanya közelében. Összeütközött a levegőben kettő vitorlázó repülőgép. Az egyik gép lezuhant, de előtte pilótája ejtőernyővel kiugrott és megmenekült. A másik gép a békéscsabai repülőtéren szállt le.[228]
- 2018 szeptember 13., Farkashegyi repülőtér. Egy kisrepülőgép a landolást követően túlfutott a leszállópályán és a közúti vízelvezetőárokba csúszva állt meg.[229]
- 2018. szeptember 17., Csókakő és Csákberény közt. Lezuhant egy siklóernyős. A mentésben résztvevők számára a sűrűn benőtt terület megnehezítette a mentést, de végül sikerült kimenteni a sérültet.[230]
- 2018. szeptember 30., Inárcs. Lezuhant egy sárkányrepülő. A gép utasa életét vesztette, a pilóta súlyos sérüléseket szenvedett.[231]
- 2018. november 30. 12:00 körül, Sárvár és Rábapaty közt a 84-es főút 66. kilométer-szelvénye mellett.[232] Lezuhant a HA-TVD lajstromjelű Scottish Aviation Bulldog, miután villanyvezetéknek ütközött. A gép 65 éves pilótája életét vesztette.[233]

### 2019
- 2019. április 20. 12:00 körül, Epöl és Máriahalom közt, a Vörös-hegyi-patak közelében.[234] Röviddel a felszállást követően lezuhant egy girokopter.[235] A gépet vezető 56 éves pilóta a baleset következtében életét vesztette. További személyek nem sérültek meg, illetve további anyagi kár nem keletkezett a balesetben.[236]
- 2019. augusztus 17., Zamárdi. Az Aero Média Kft. Cessna C-172 típusú HA-SLF lajstromjelű kisrepülőgépe négy utassal a fedélzetén Zamárdi mellett egy szántóföldön hajtott végre kényszerleszállást egy városnéző repülés után. A gép motorja a Balaton felett romlott el, a pilótának az M7-es autópálya közelében sikerült landolnia; az utasok sem sérültek meg és a gép is sértetlen maradt.[237]
- 2019. augusztus 18. 9:30 körül, Tótvázsony–Kövesgyűrpuszta közelében. Felszállását követően lezuhant, kigyulladt és kiégett egy ultrakönnyű kisrepülőgép Tótvázsony–Kövesgyűrpuszta közelében; a két utas ki tudott menekülni a roncsok közül.[238]
- 2019. augusztus 23., Iszkaszentgyörgy. Lezuhant egy siklóernyős a település közelében. A sérültet súlyos sérülésekkel vitték kórházba.[239]
- 2019. szeptember 2., Mókus-hegy, Komárom-Esztergom megye. Hegyoldalnak csapódott és súlyos sérüléseket szenvedett egy siklóernyős.[240]
- 2019. szeptember 5. 17:30, Pilisborosjenő. Lezuhant egy siklóernyős a Lucerna közben. A balesetben a siklóernyős életét vesztette.[241]
- 2019. szeptember 14., Márkó. Egy siklóernyős fennakadt egy fán a falu Malom utcájának közelében. A tűzoltók szedték le. Komolyabb sérülést nem szenvedett.[242]

### 2021
- 2021. május 8., Törökszentmiklós. Lezuhant egy Scheibe SF-25 Falke típusú vitorlázó repülőgép. Két fő sérült meg a baleset következtében.[243]

### 2022
- 2022. június 5., Farkashegy LHFH – Budakeszi. Gavron leszállás közben átfordult, a pilóta sérült, az utasa nem sérült.[244]
- 2022. július 19., Békéscsaba. Egy vitorlázó gép vontatás közben lezuhant.[245]

### 2023
- 2023. szeptember 7. Egy rendőrségi helikopter kis magasságról a Balatonba zuhant, a személyzet nem sérült meg. Az elsődleges vizsgálat anyaghibát állapított meg.[246][247]
- 2023. szeptember 10. A börgöndi repülőnapon lezuhant egy North American T-28 Trojan típusú repülőgép. A két pilóta Rózsavölgyi Vilmos (67), és fia, Rózsavölgyi Árpád (37) életét vesztette. Többen égési sérüléseket szenvedtek.[248]

### 2024
- 2024. június 23. Lezuhant egy vitorlázó repülő Dunakeszin.[249]
- 2024. június 30. Két vitorlázó repülő összeütközött Nagycserkeszen.[250]
- 2024. július 3. Sóskútnál szántóföldre zuhant egy vitorlázó repülő.[251]
- 2024. augusztus 18. Egy tandem siklóernyő két utasával Tapolcán lezuhant.[252]
- 2024. október 6. Dunakeszin lezuhant egy vitorlázó repülő. A gép beleakadt egy kerítésbe, majd egy konténer tetején ért földet.[253]